# Région du Nord-Ouest (Cameroun)
Pour les articles homonymes, voir Région du Nord-Ouest.
La région du Nord-Ouest (en anglais : Northwest Region) est l'une des dix régions du Cameroun, située à l'extrême ouest du pays à la frontière du Nigeria. Son chef-lieu est Bamenda. La région est l'une des deux régions anglophones du Cameroun, avec celle du Sud-Ouest.  

## Histoire
Les origines de la région sont liées à l’établissement du peuple Tikar qui a rejoint le Royaume bamoun, dans les années 1700. Entre 1884 et 1916, la région, comme le reste du Cameroun, est colonisée par l'Allemagne sous le régime du protectorat. En 1922, après la Première Guerre mondiale, la région est placée sous mandat britannique et devient une partie du Cameroun méridional. En 1961, à la suite d'un référendum, la région est rattachée au Cameroun indépendant.
En novembre 2016, des enseignants déplorent la nomination de francophones dans les régions anglophones du Nord-Ouest et du Sud-Ouest, et des juristes rejettent la suprématie du droit romain sur la common law anglo-saxonne. La majorité des leaders de la contestation appellent à un retour au fédéralisme, tandis qu'une minorité réclame l'indépendance et la proclamation d'un nouvel État, « l'Ambazonie ». Le pouvoir éxecutif, dirigé par Paul Biya et son Premier ministre anglophone, Philémon Yang refusent d'accepter ces deux exigences. Dès décembre 2016, les manifestations en zone anglophone, réprimées par les forces de l'ordre, font les premiers morts parmi les civils. D'autres suivront lors de manifestations, durement réprimées par les forces de l'ordre.  
Le 17 janvier 2017, plusieurs leaders anglophones à l'origine des manifestations sont arrêtés et inculpés d'« actes de terrorisme ». Paul Biya abandonne les poursuites en août. Entre janvier et mars, Internet est coupé dans les régions anglophones. Le 1er octobre, au moins 17 personnes sont tuées lors d'une proclamation symbolique d'indépendance par les séparatistes. Fin 2017, une frange séparatiste radicale de la minorité anglophone, prend les armes. Dispersée en plusieurs groupes, elle attaque les forces de sécurité et les symboles de l'État, comme les écoles, qu'ils incendient. Ils enlèvent également des policiers, des fonctionnaires et des hommes d'affaires, parfois étrangers. En 2018, les combats entre soldats et séparatistes deviennent quasi-quotidiens, faisant 170 morts parmi les forces de sécurité et « au moins 400 civils » selon le centre d'analyse International Crisis Group (ICG). Environ 200 000 personnes ont été contraintes à fuir de chez elles.

## Situation
La région est située à l'ouest du pays, elle est limitrophe de trois régions camerounaises et d'un État du Nigéria.
| Benue     | Taraba     |          |
| Sud-Ouest | Nord-Ouest | Adamaoua |
|           | Ouest      |          |

## Subdivisions

### Départements

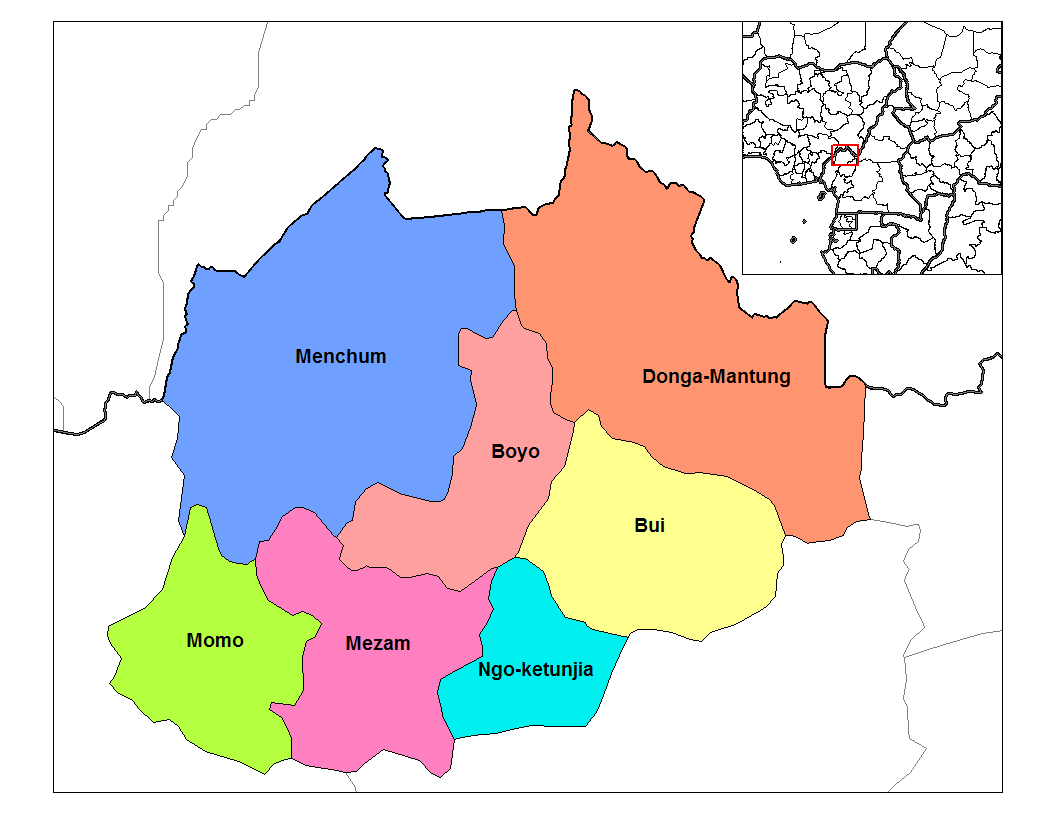
Les départements de la région du Nord-Ouest.

La région qui se compose de sept départements, couvre une superficie de 17 812 km2 et abrite plus de 1 840 500 habitants en 2001. Sa population a quasiment doublé entre les recensements de 1976 et 2005, où elle atteint 1 728 953 habitants, en légère régression par rapport aux estimations de 2001. Dans la même période, sa densité est passée de 56,7 à 99,9 habitants au km2.

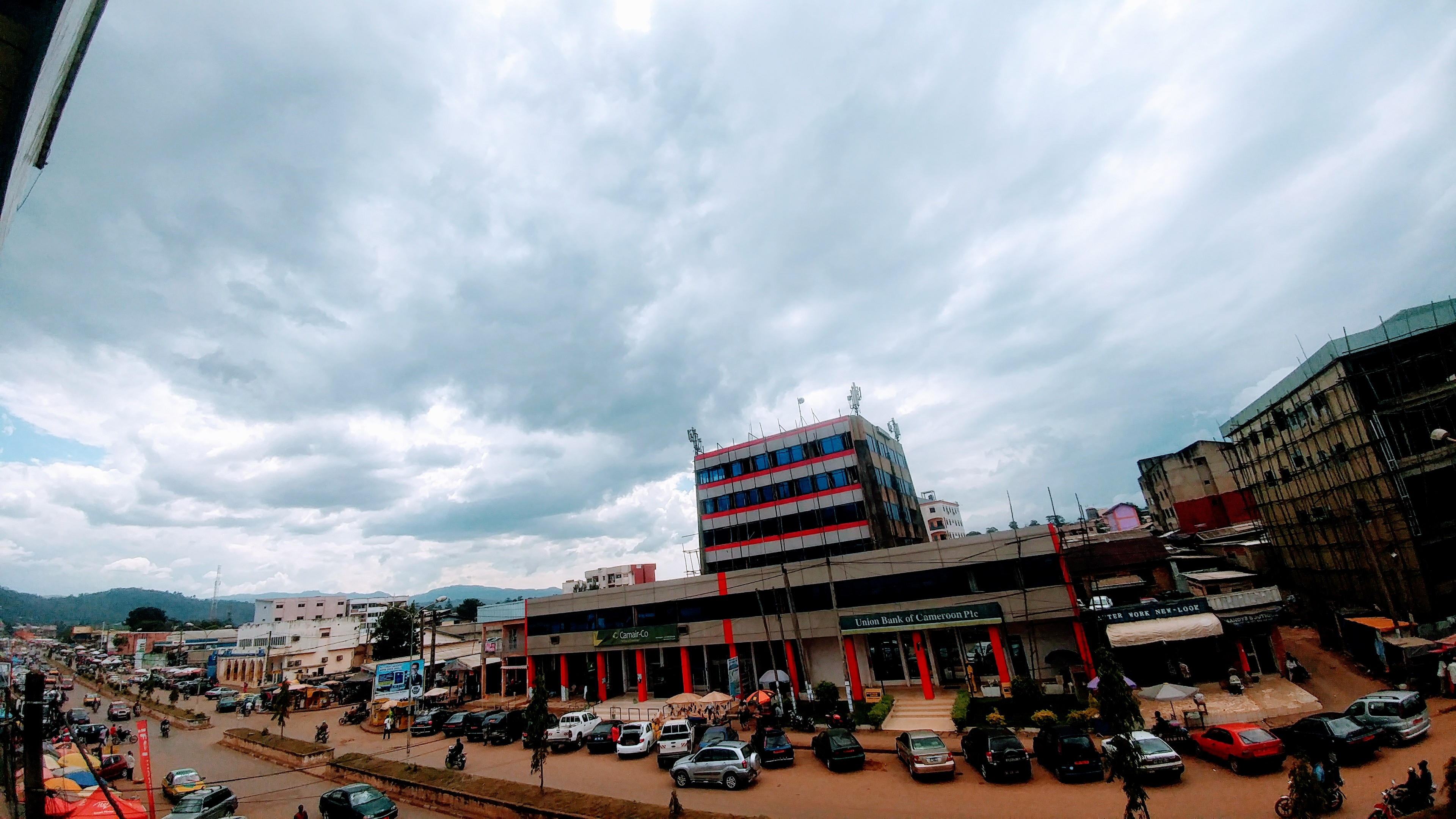
Commercial Avenue, Bamenda.

| Département   |  | Chef-lieu | Superficie | Population (2001) |
| ------------- |  | --------- | ---------- | ----------------- |
| Boyo          |  | Fundong   | 1 592      | 169 725           |
| Bui           |  | Kumbo     | 2 297      | 322 877           |
| Donga-Mantung |  | Nkambé    | 4 279      | 337 533           |
| Menchum       |  | Wum       | 4 469      | 157 173           |
| Mezam         |  | Bamenda   | 1 745      | 465 644           |
| Momo          |  | Mbengwi   | 1 792      | 213 402           |
| Ngo-Ketunjia  |  | Ndop      | 1 126      | 174 173           |

### Arrondissements
La région compte 34 arrondissements.

### Communes
La région compte 34 communes.

### Chefferies traditionnelles
La région du Nord-Ouest compte cinq chefferies traditionnelles de 1er degré, 117 chefferies de 2e degré et 437 chefferies de 3e degré.

## Attractions naturelles

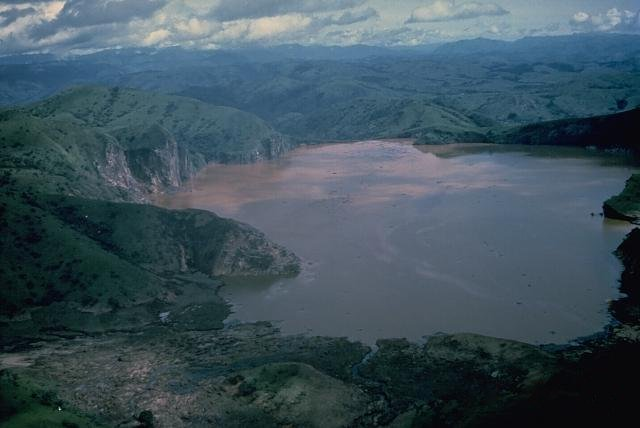
Lac Nyos.
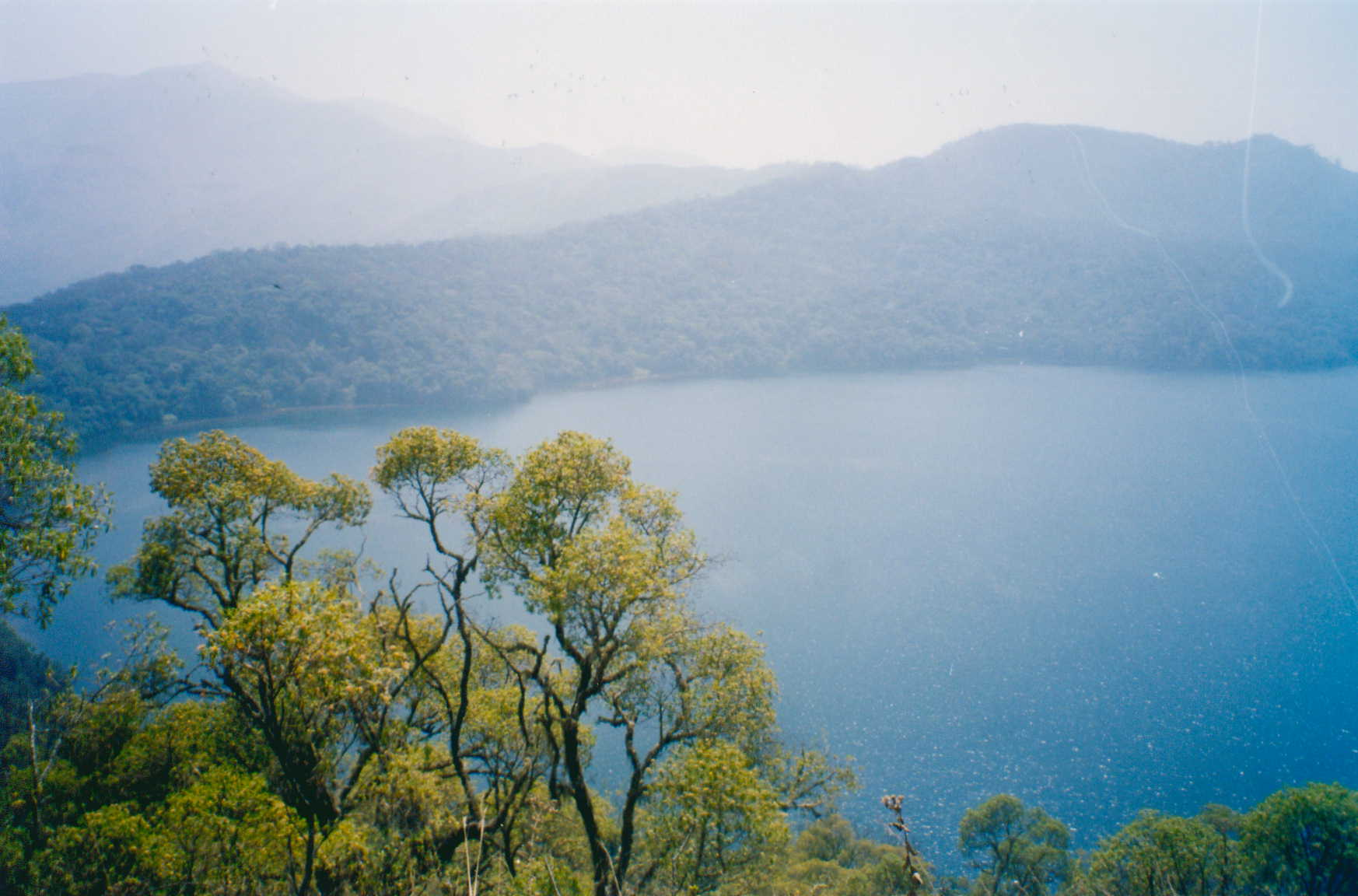
Lac Oku.
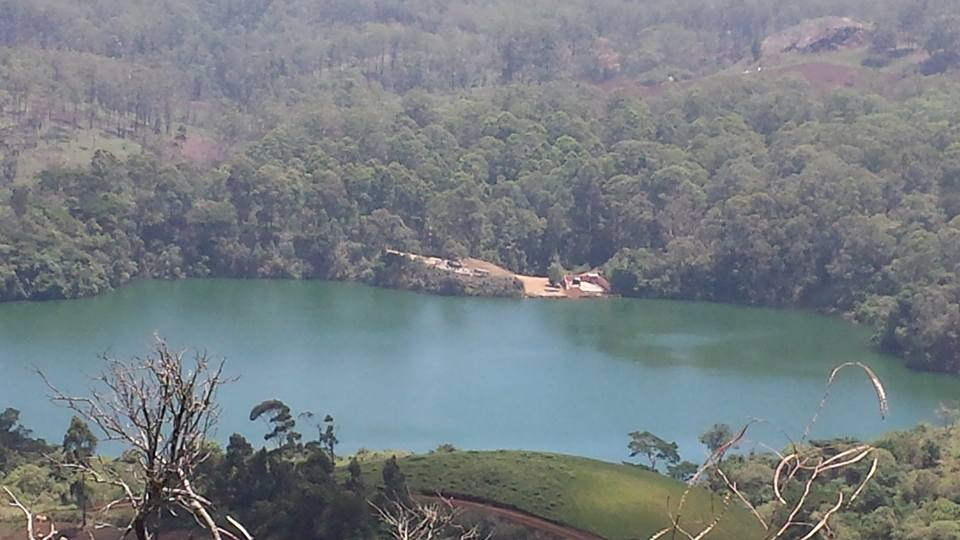
Lac Awing.
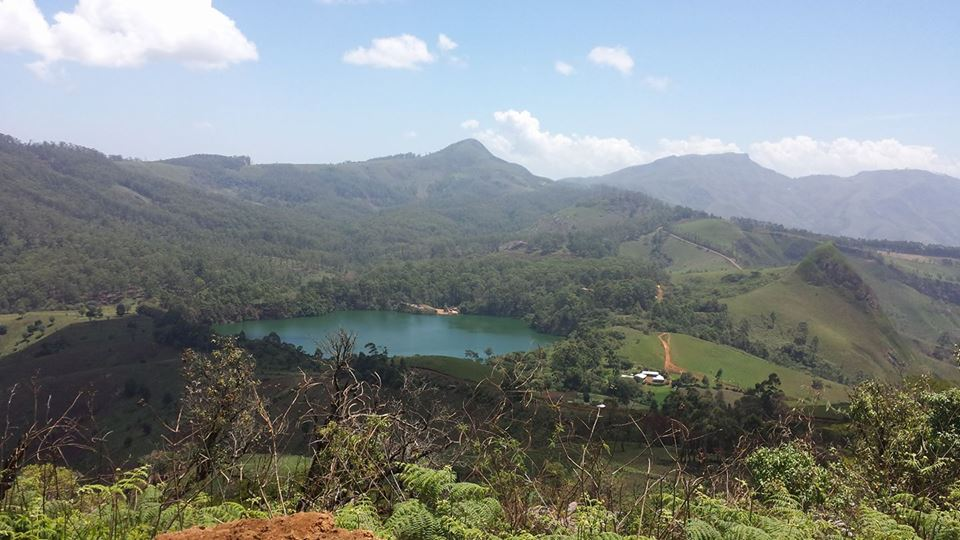
Lac Awing et alentours.
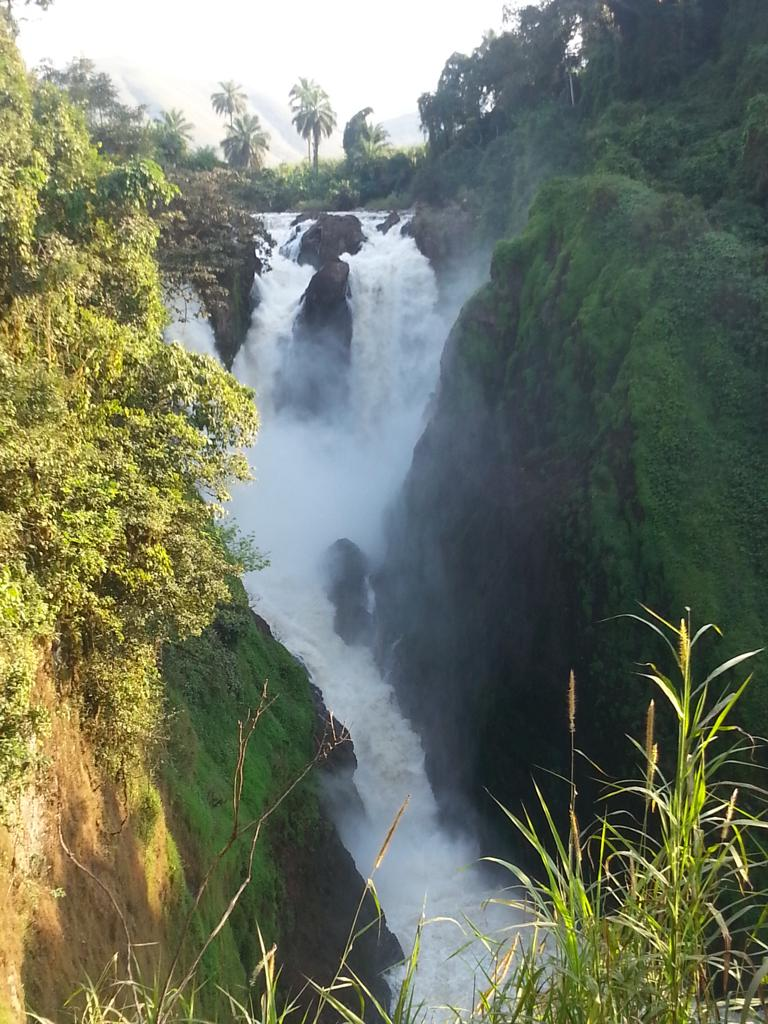
Chutes de la Menchum.
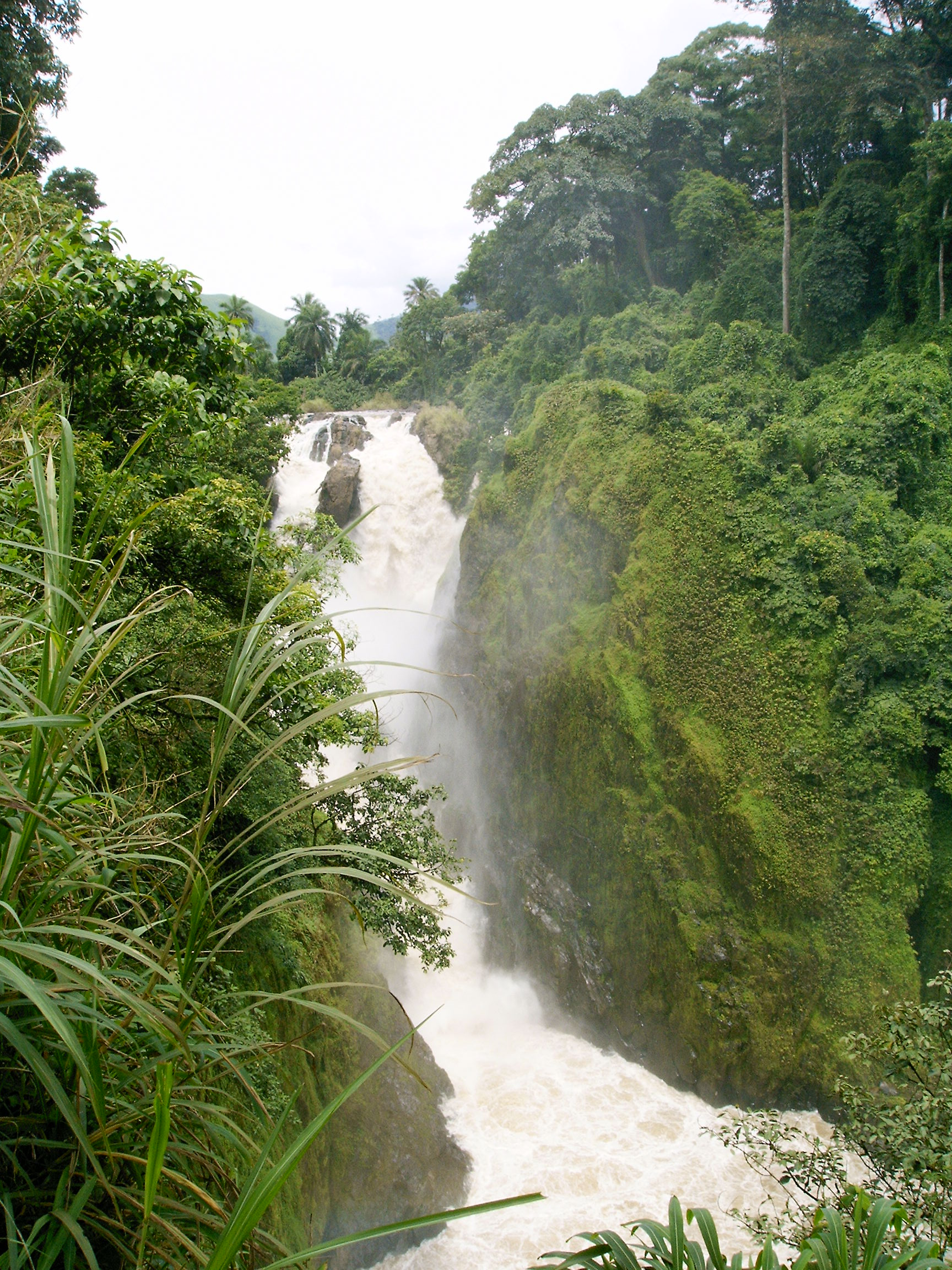
Forêt autour des chutes d'eau Menchum.

## Culture

### Tourisme
Les principales curiosités touristiques de la région sont :
- Chefferie de Bafut, patrimoine mondial de l'Unesco ;
- Chefferie de Mankon ;
- Chefferie de Bali ;
- Chefferie de Laikom, près de Djottin ;
- Palais du Fon de Nso à Kumbo (ou Banso) ;
- Chefferie de Mbot.

### Danse traditionnelle

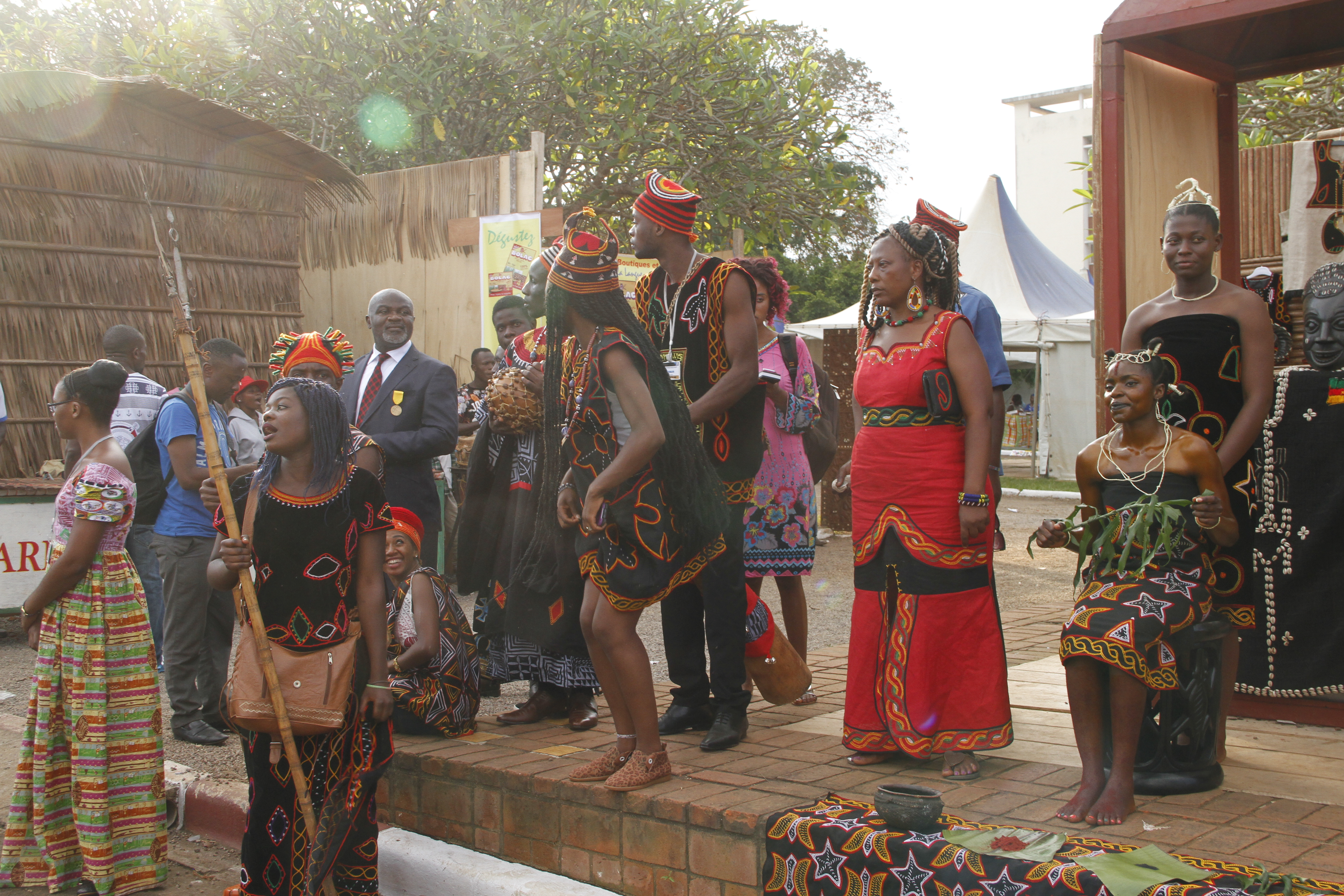
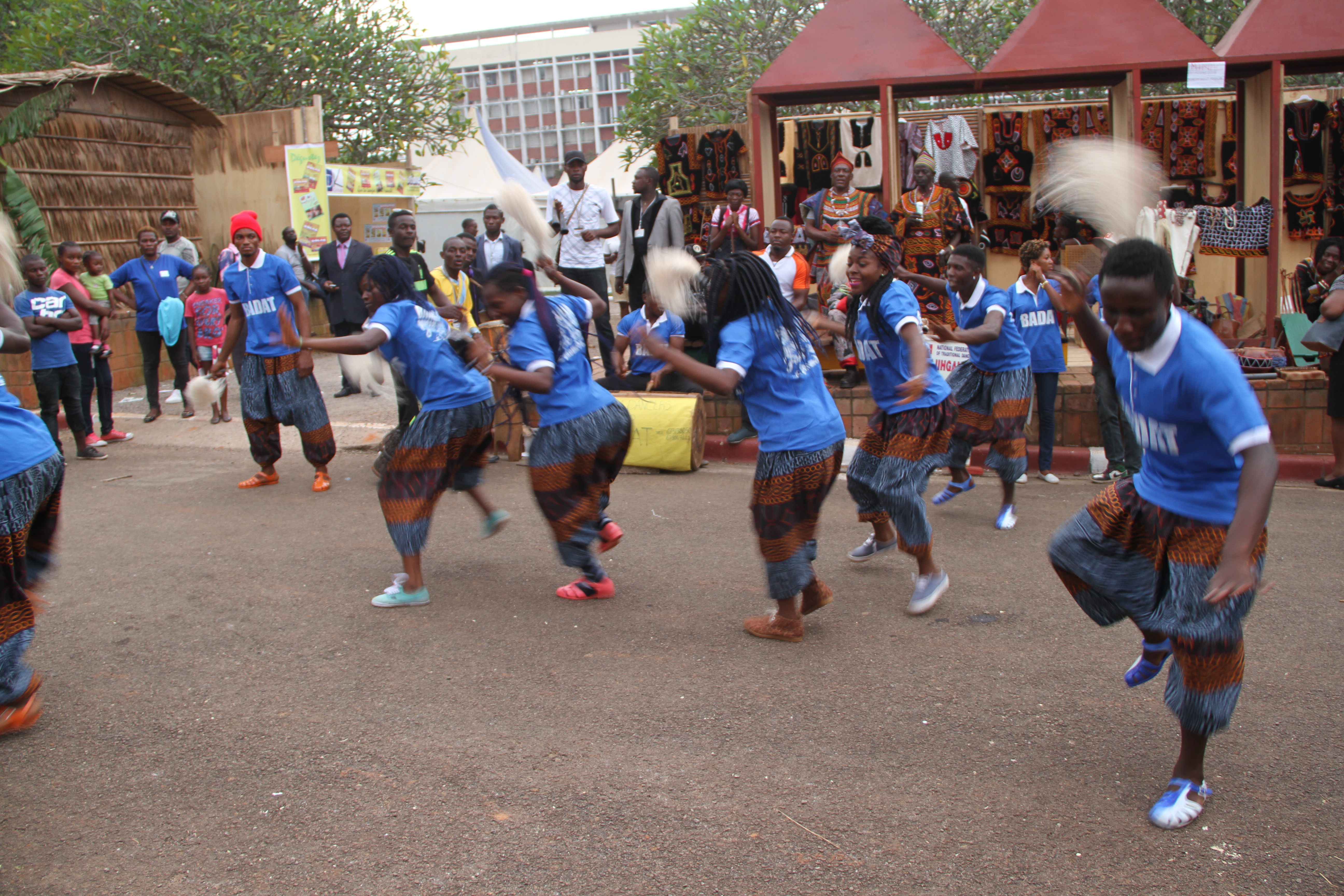
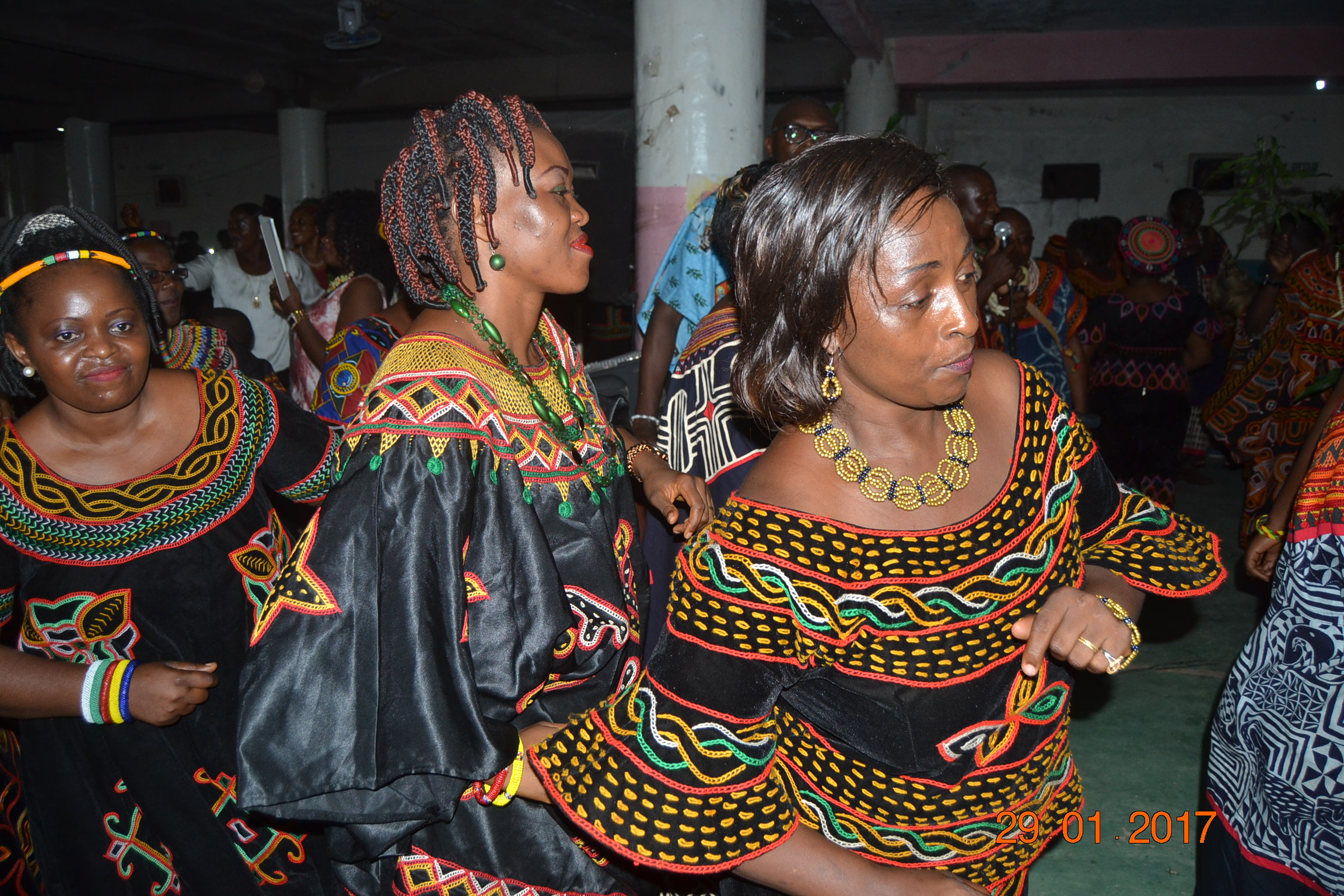
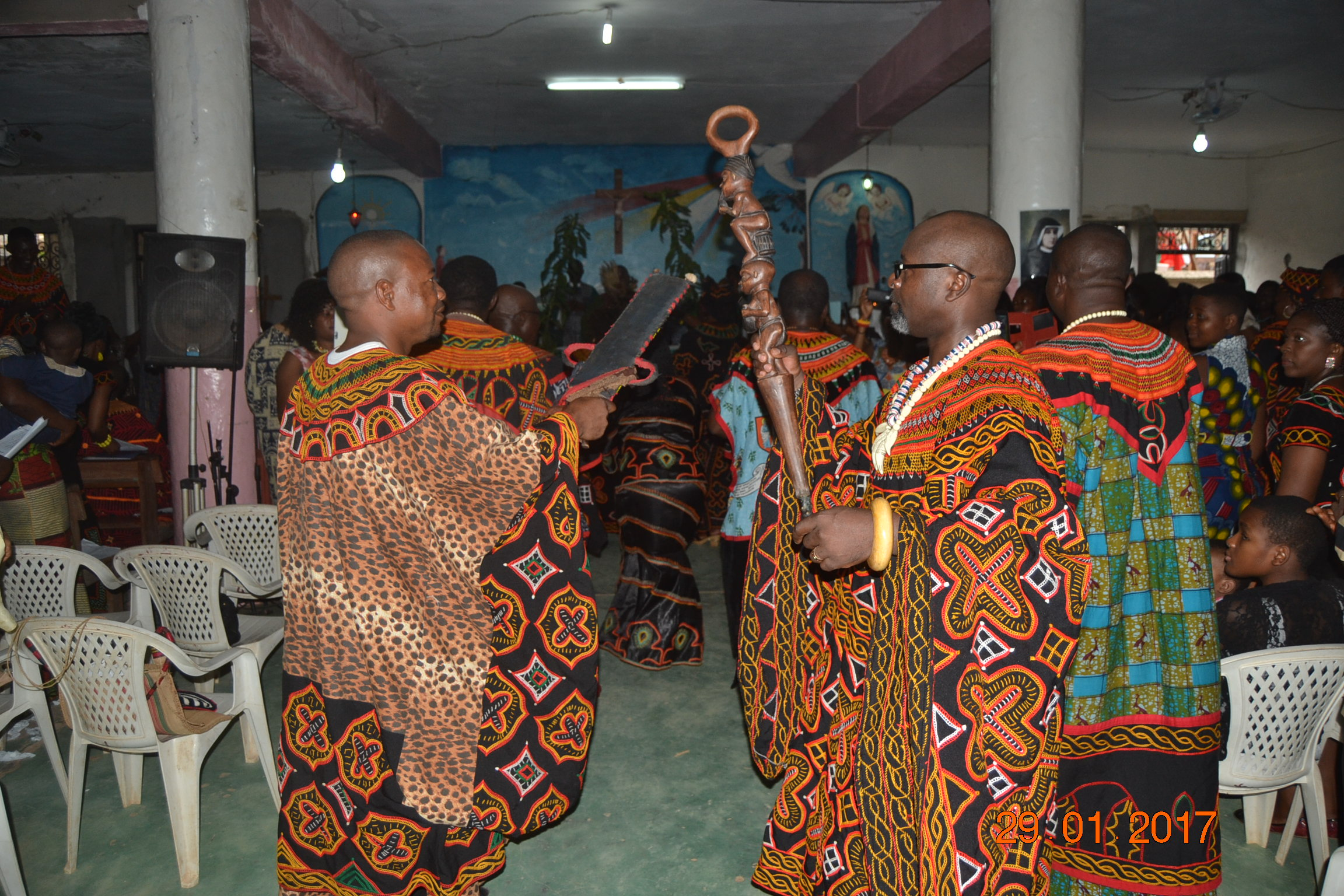
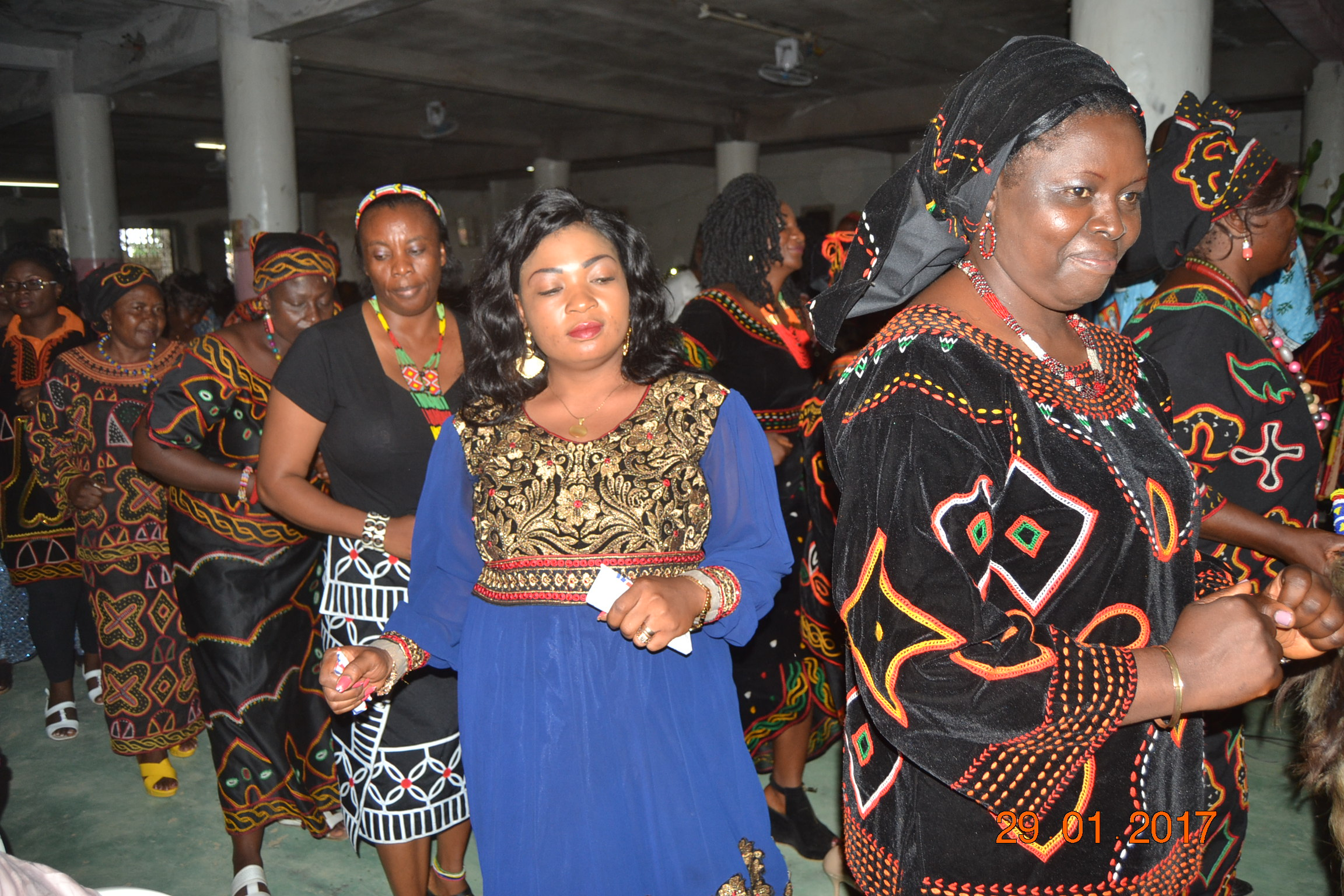
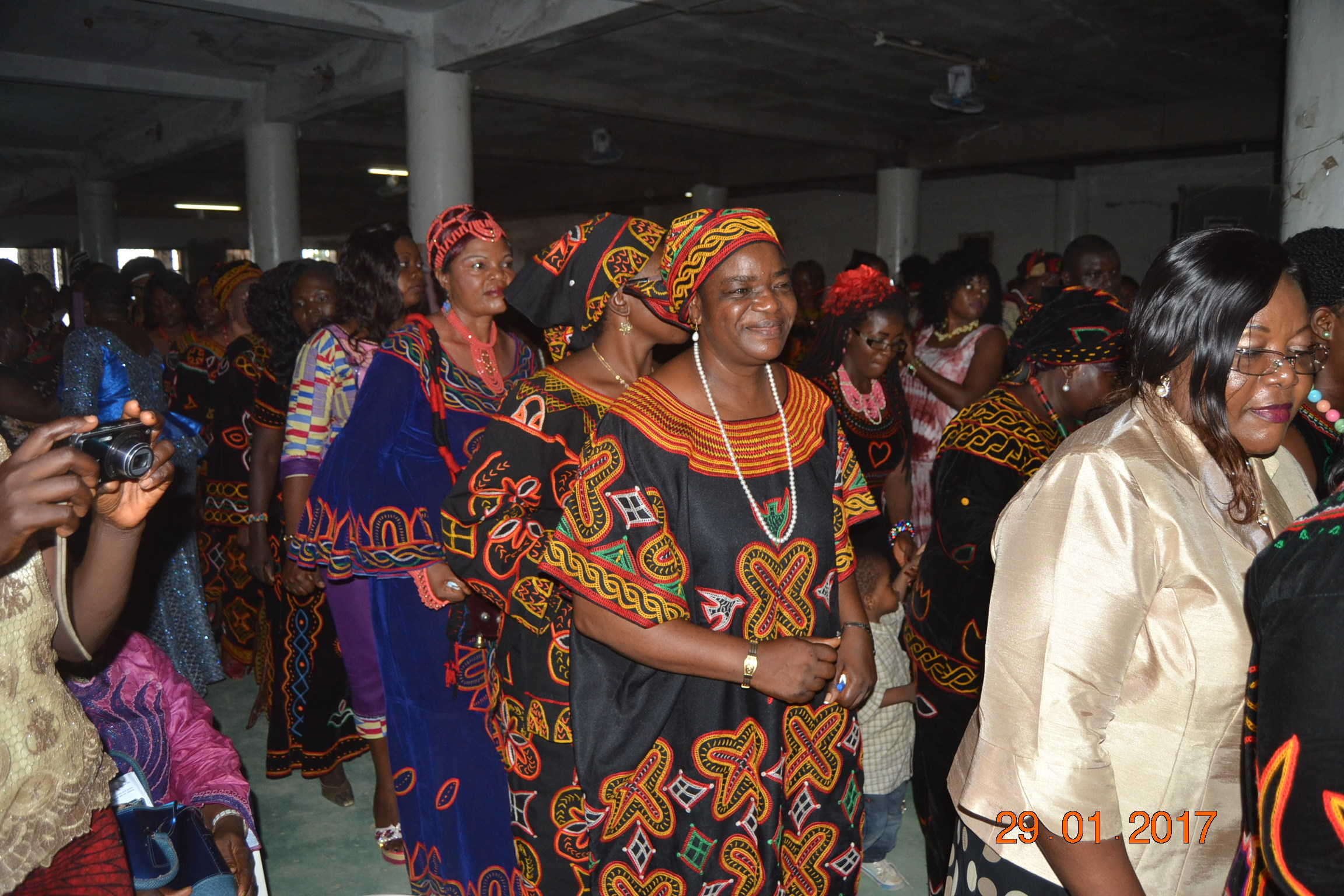
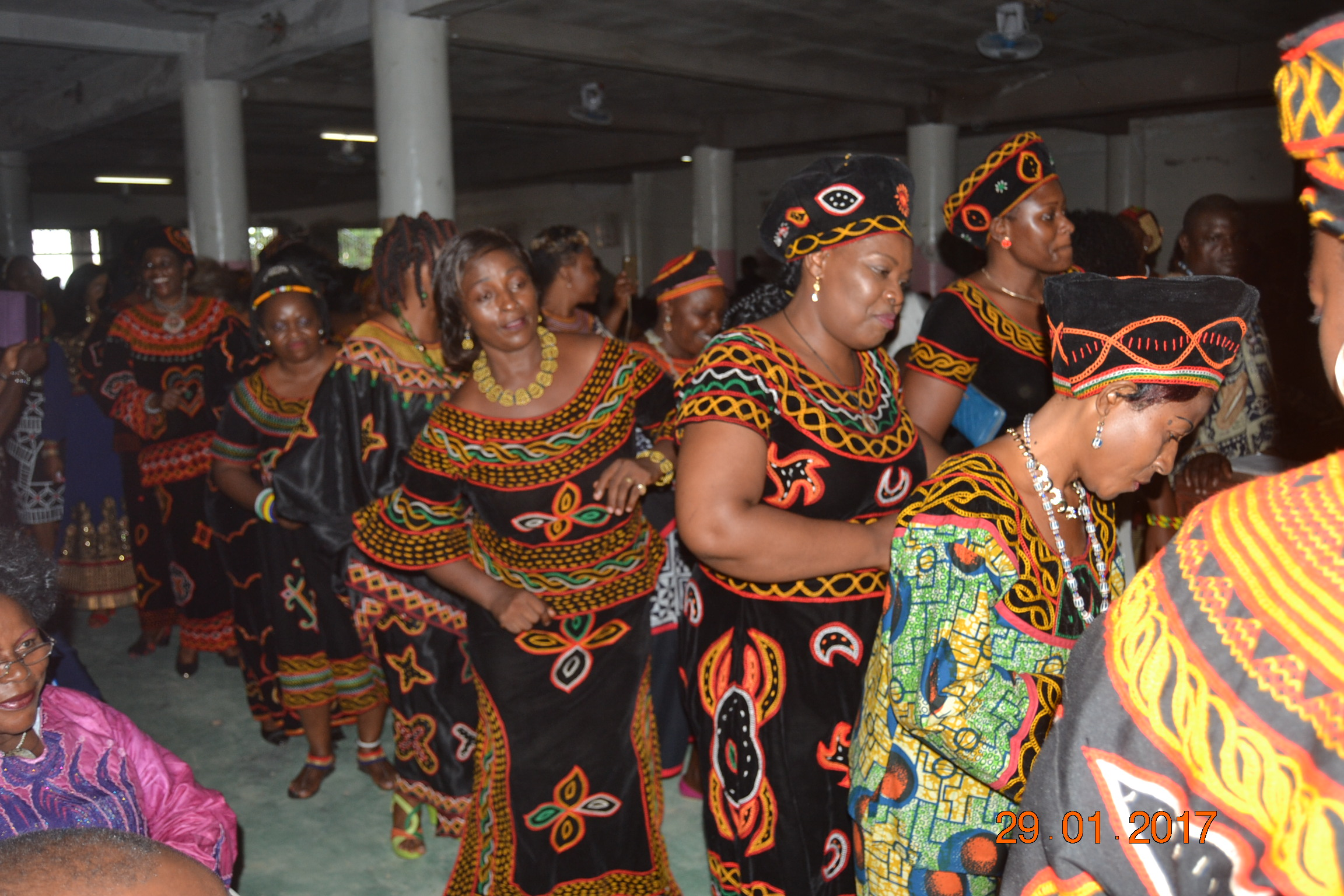
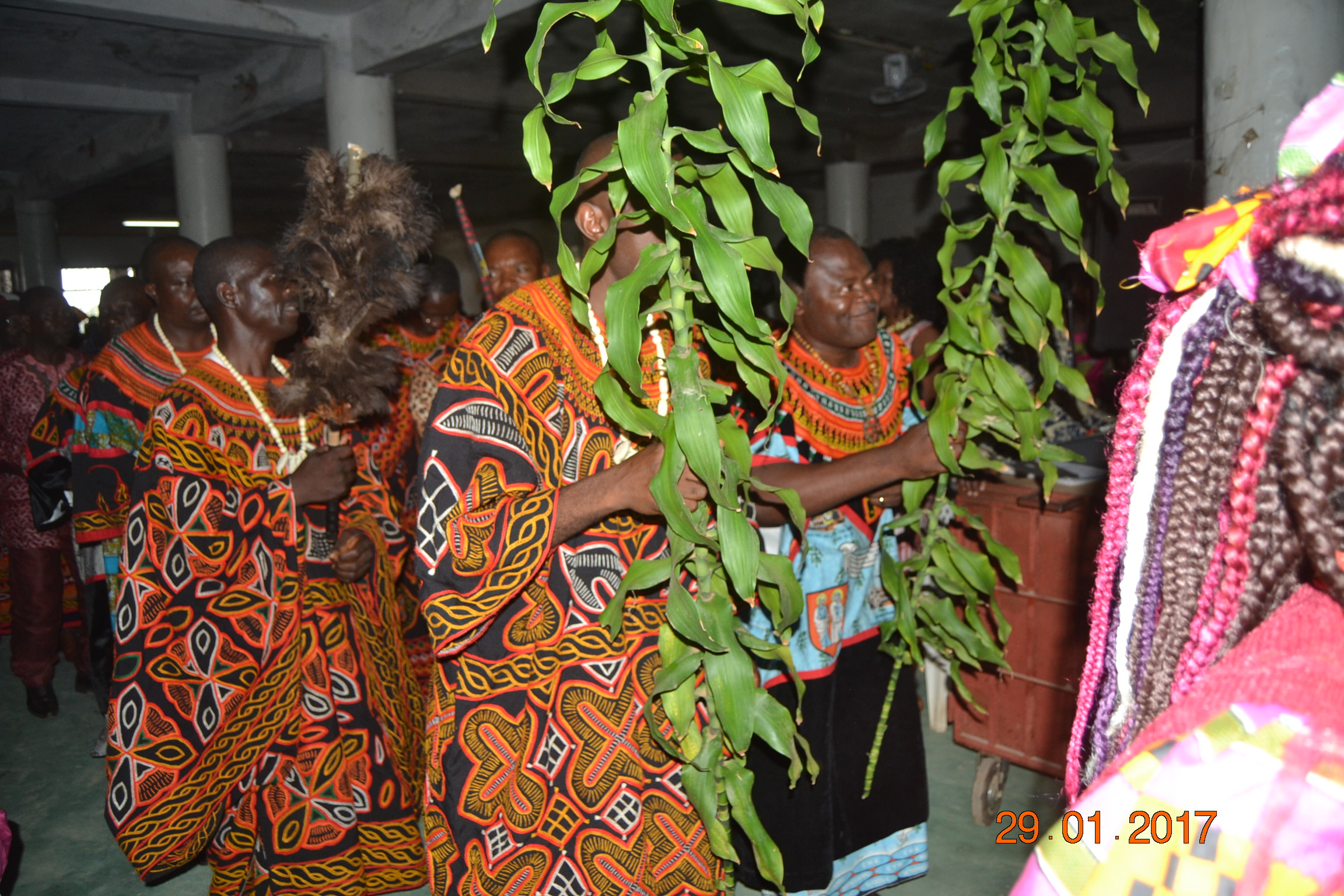
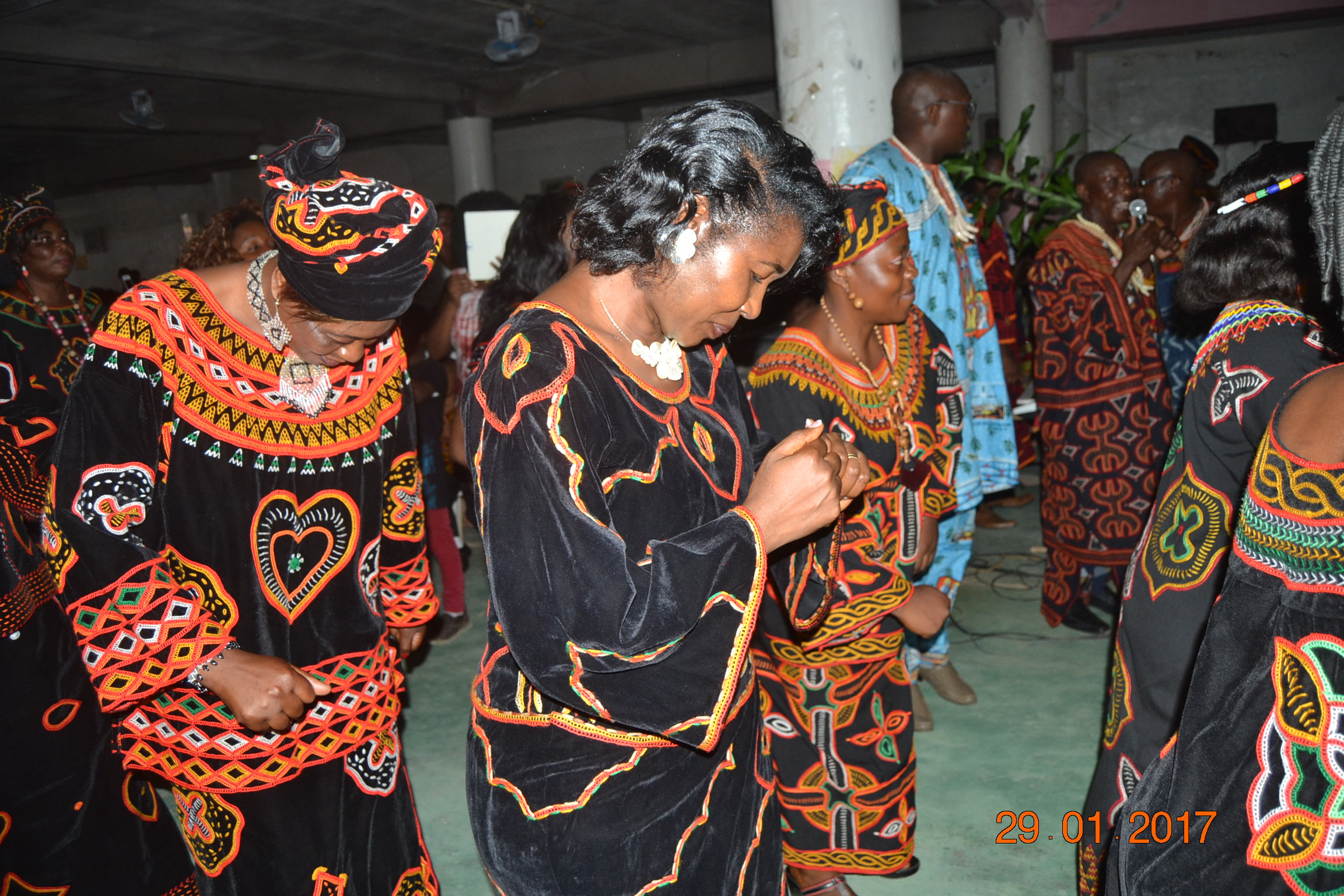
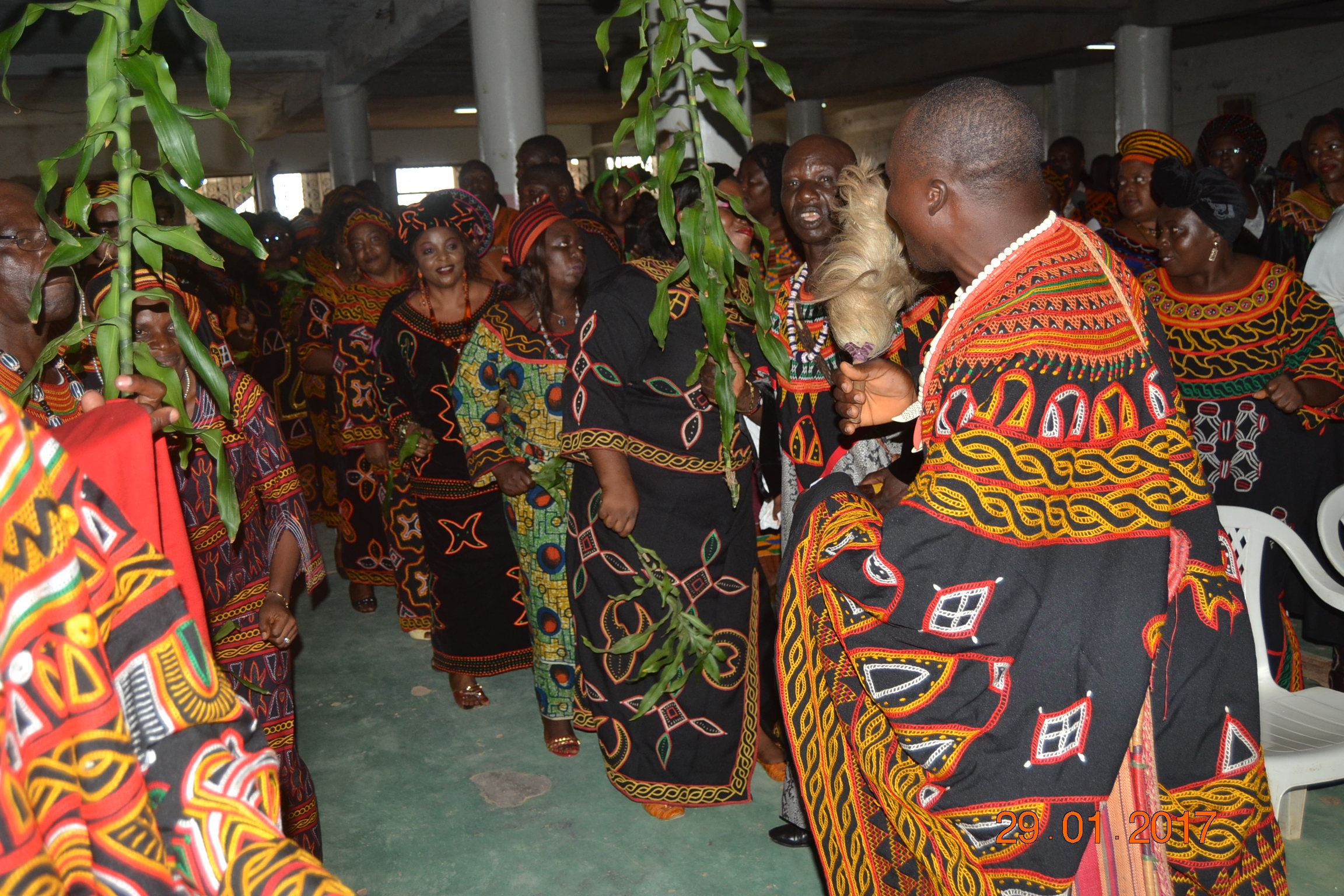
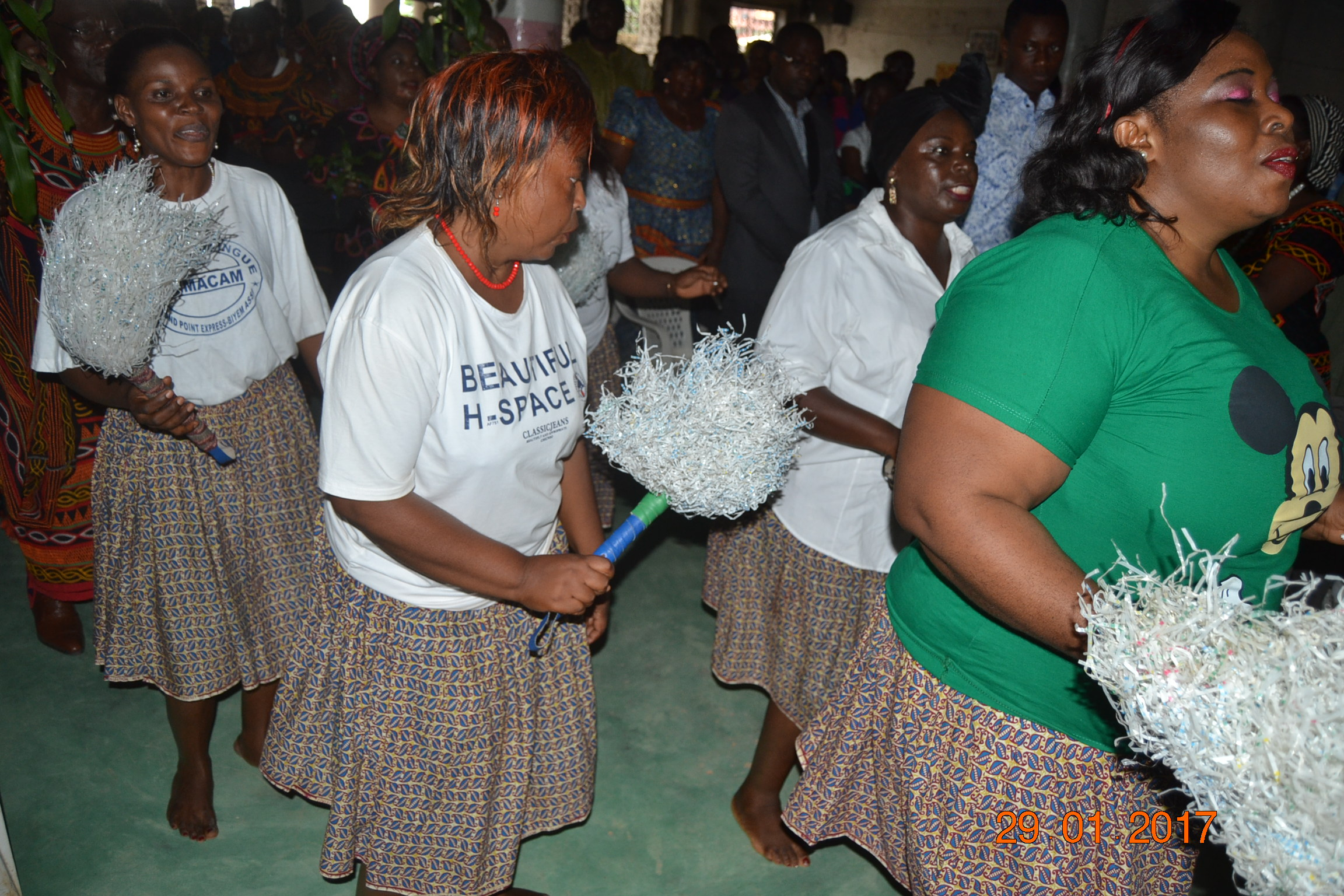
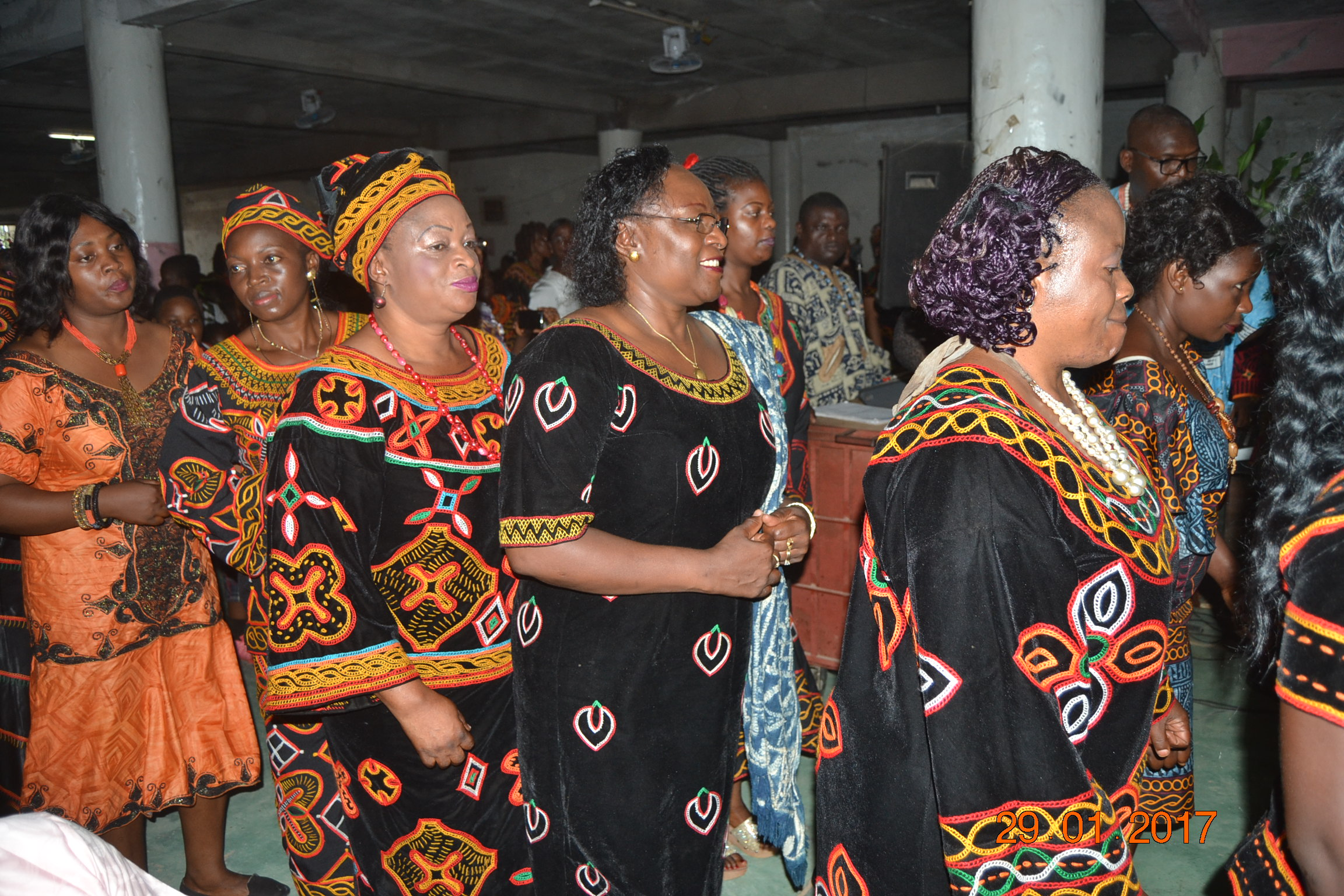
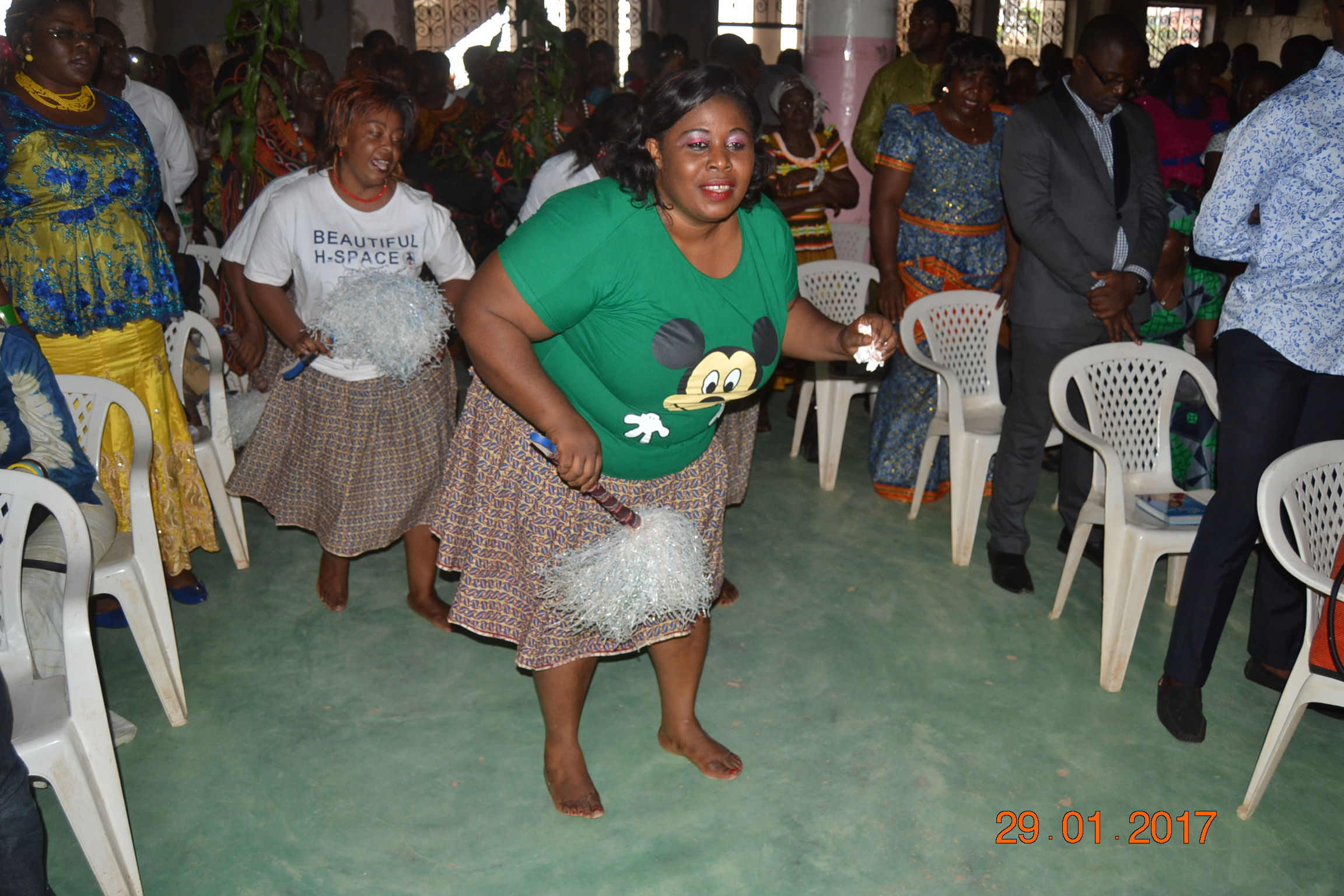
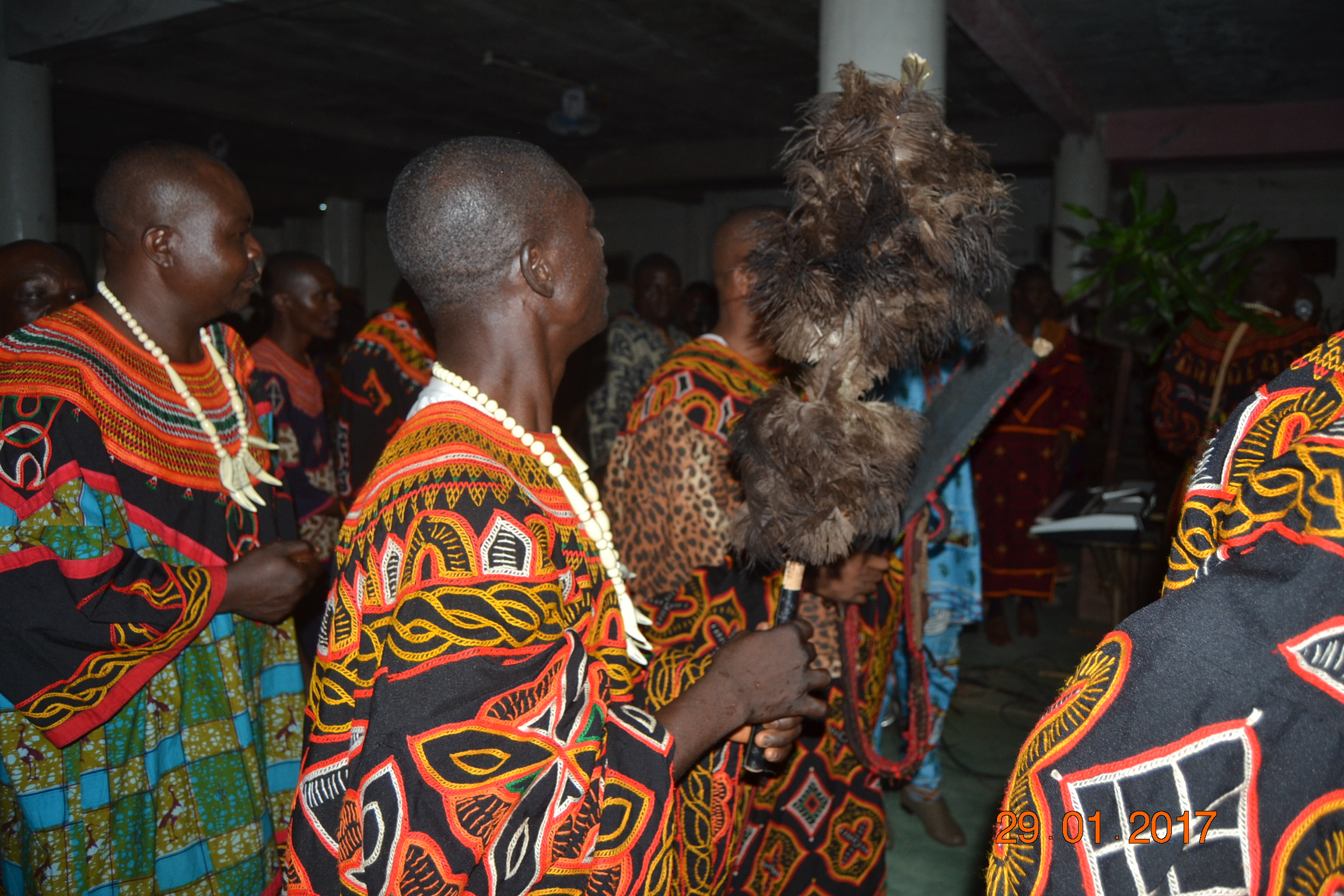
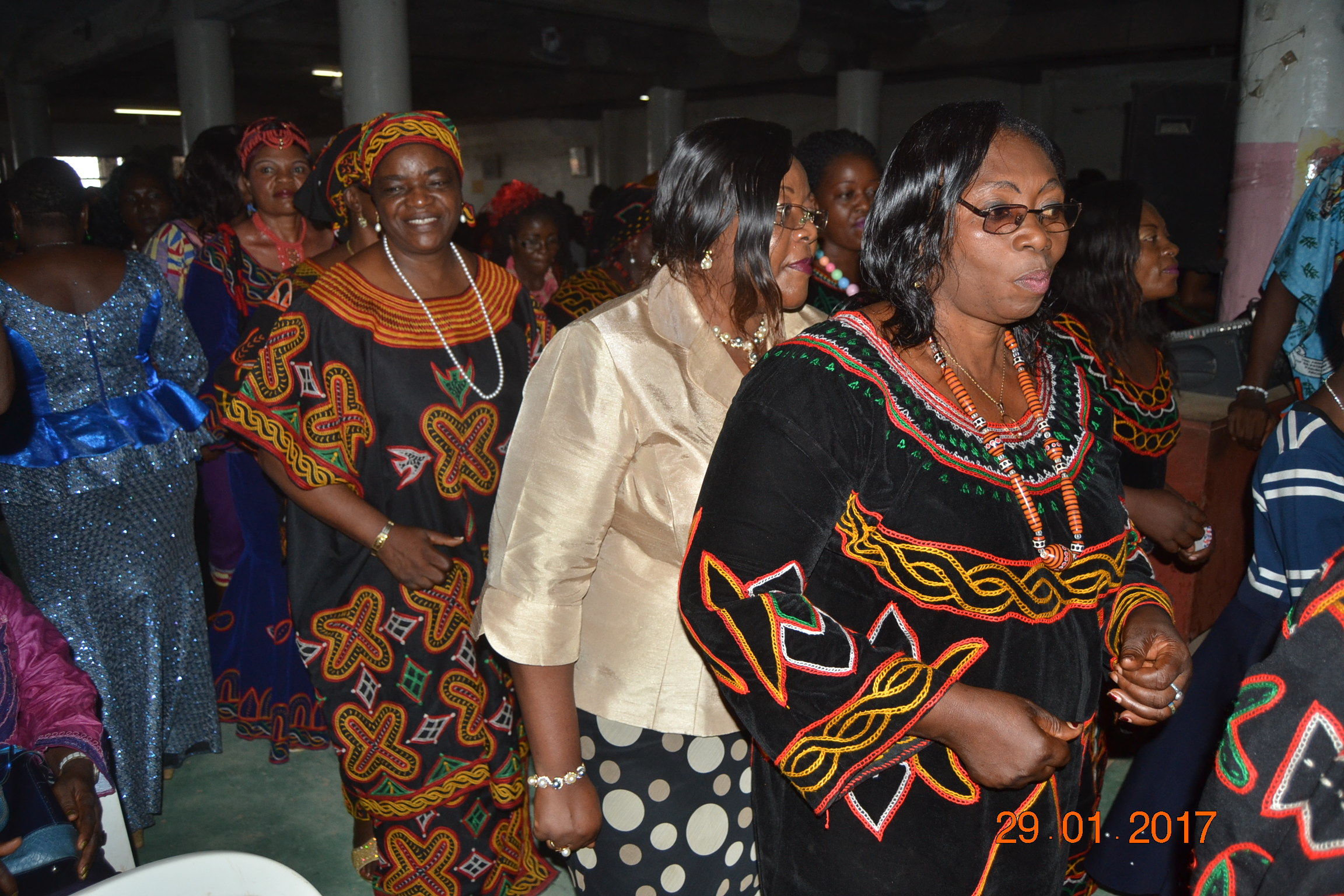
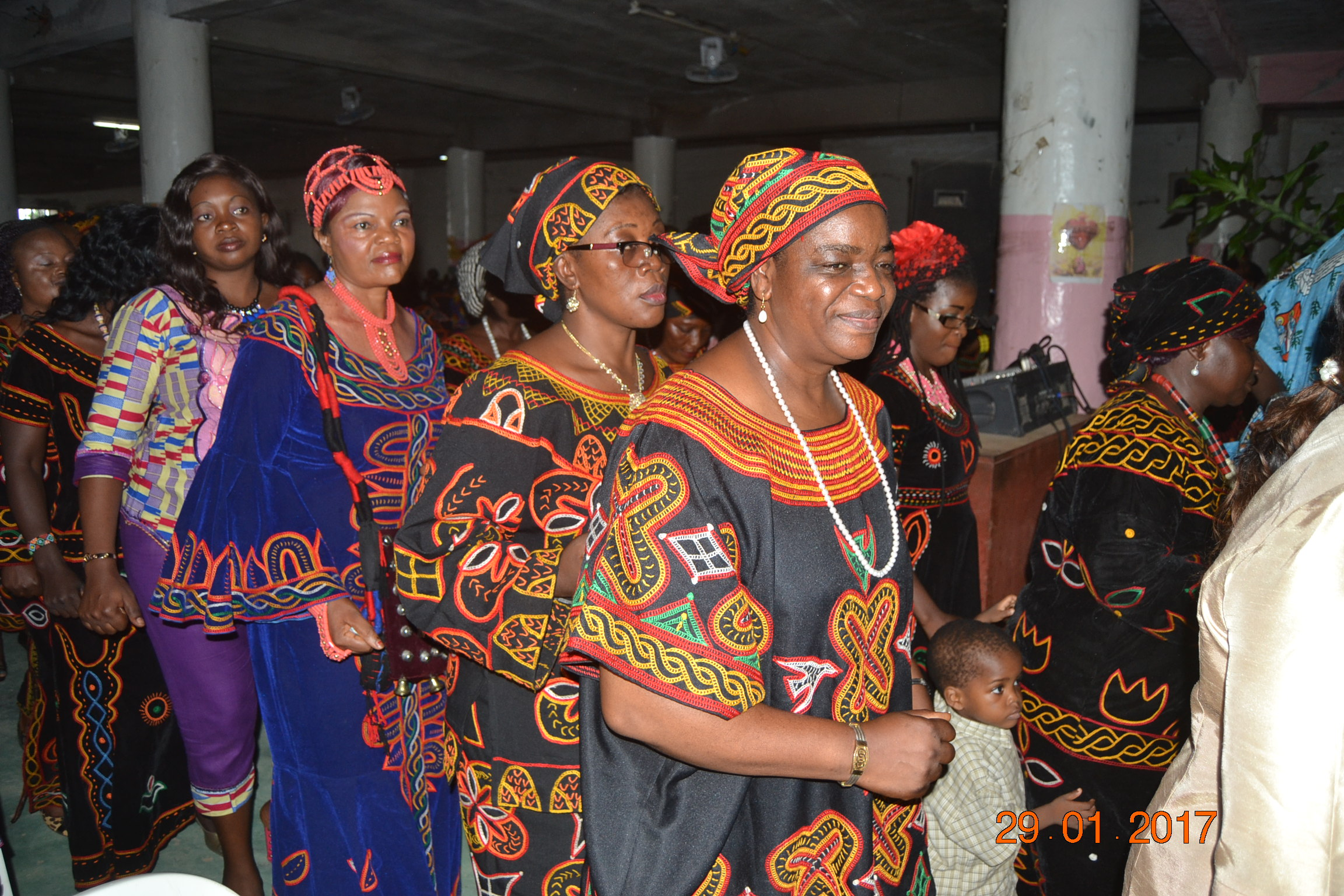
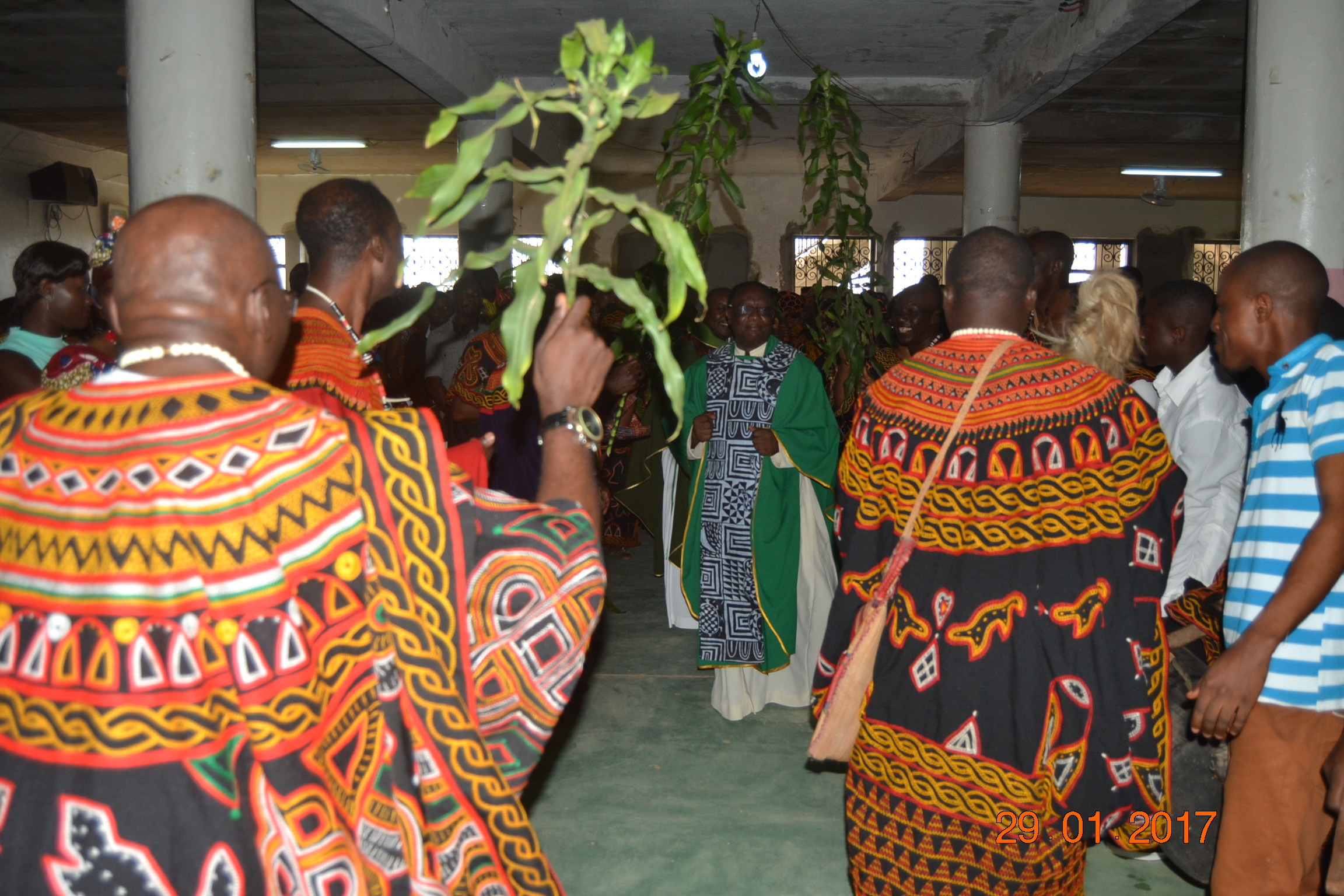
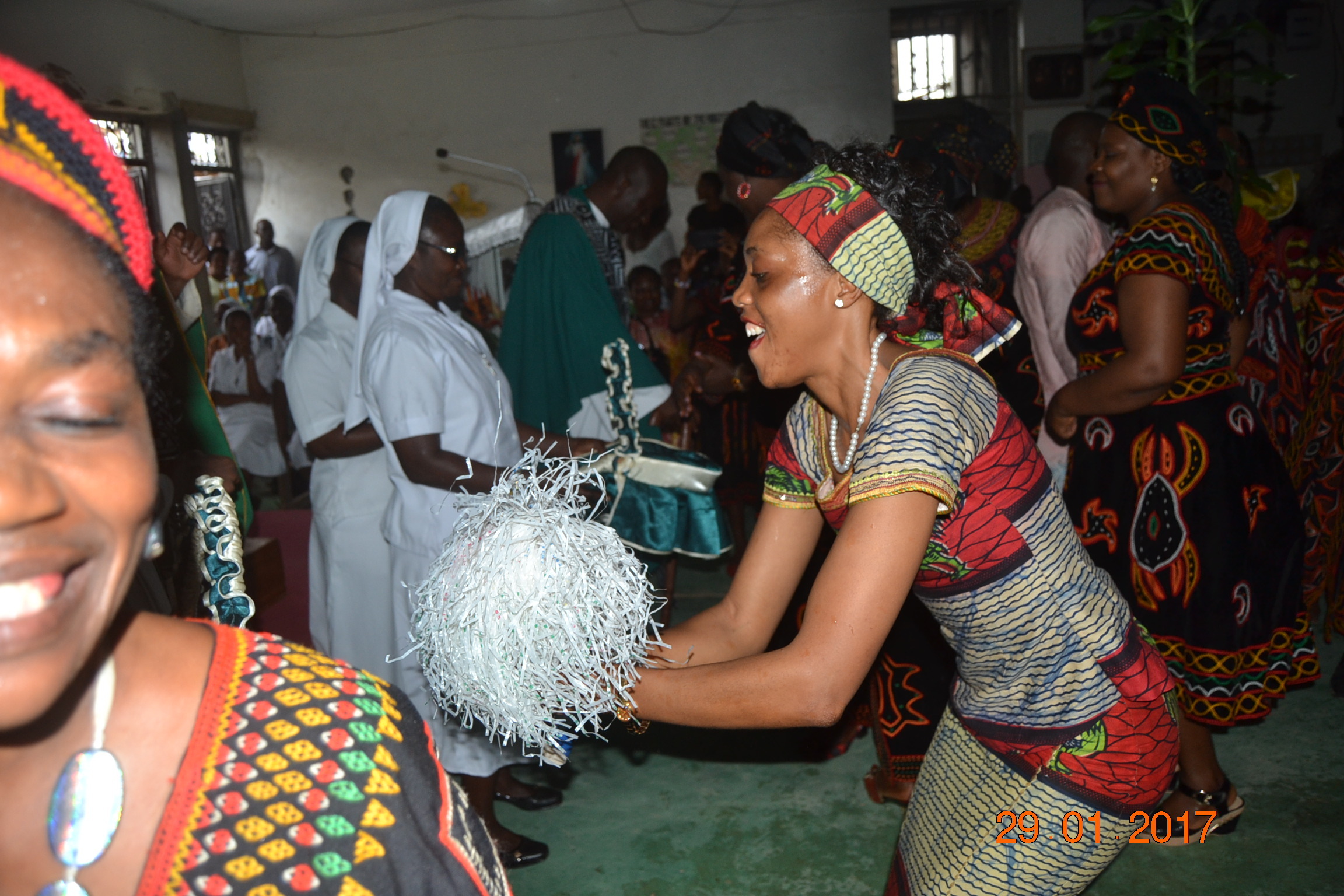
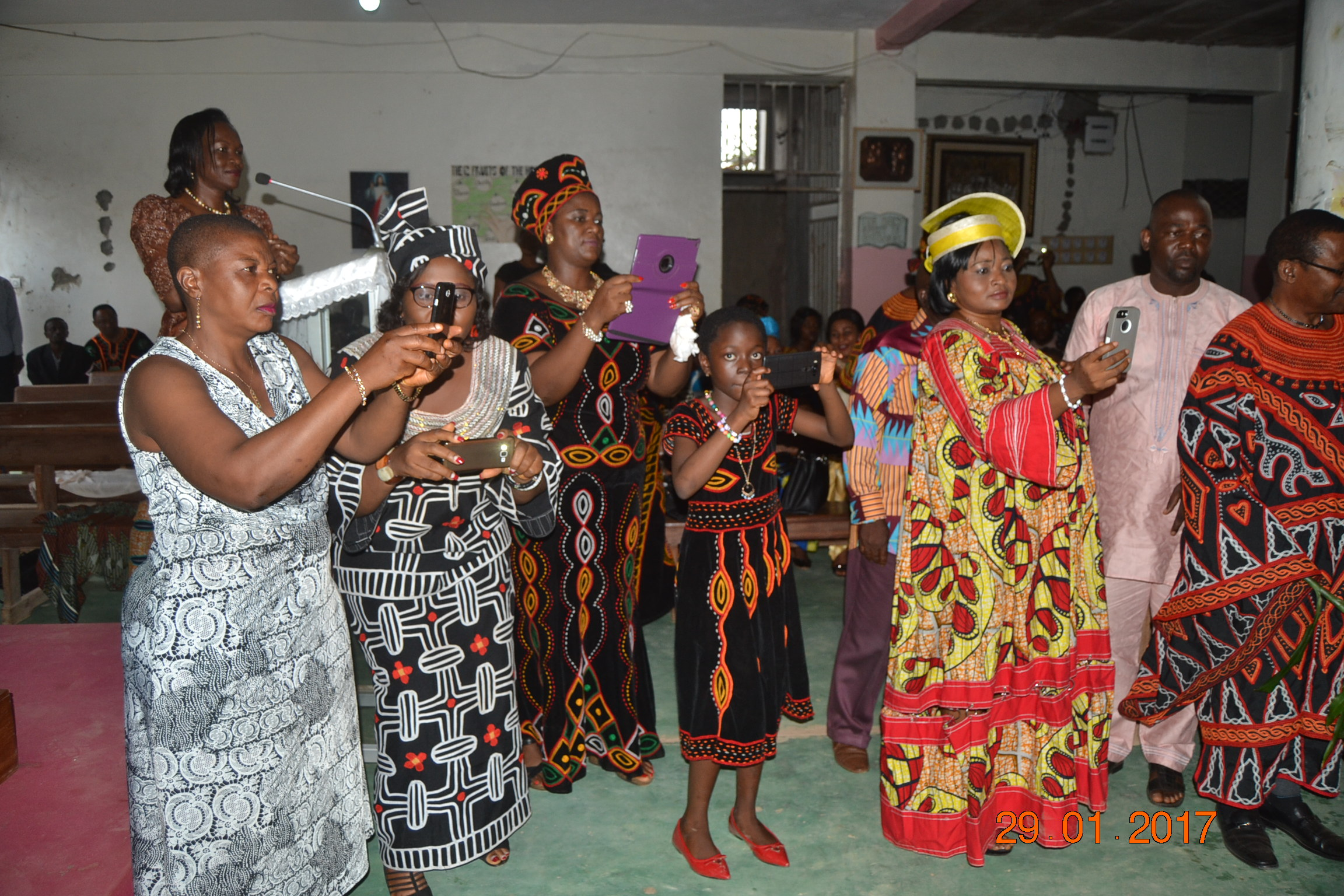
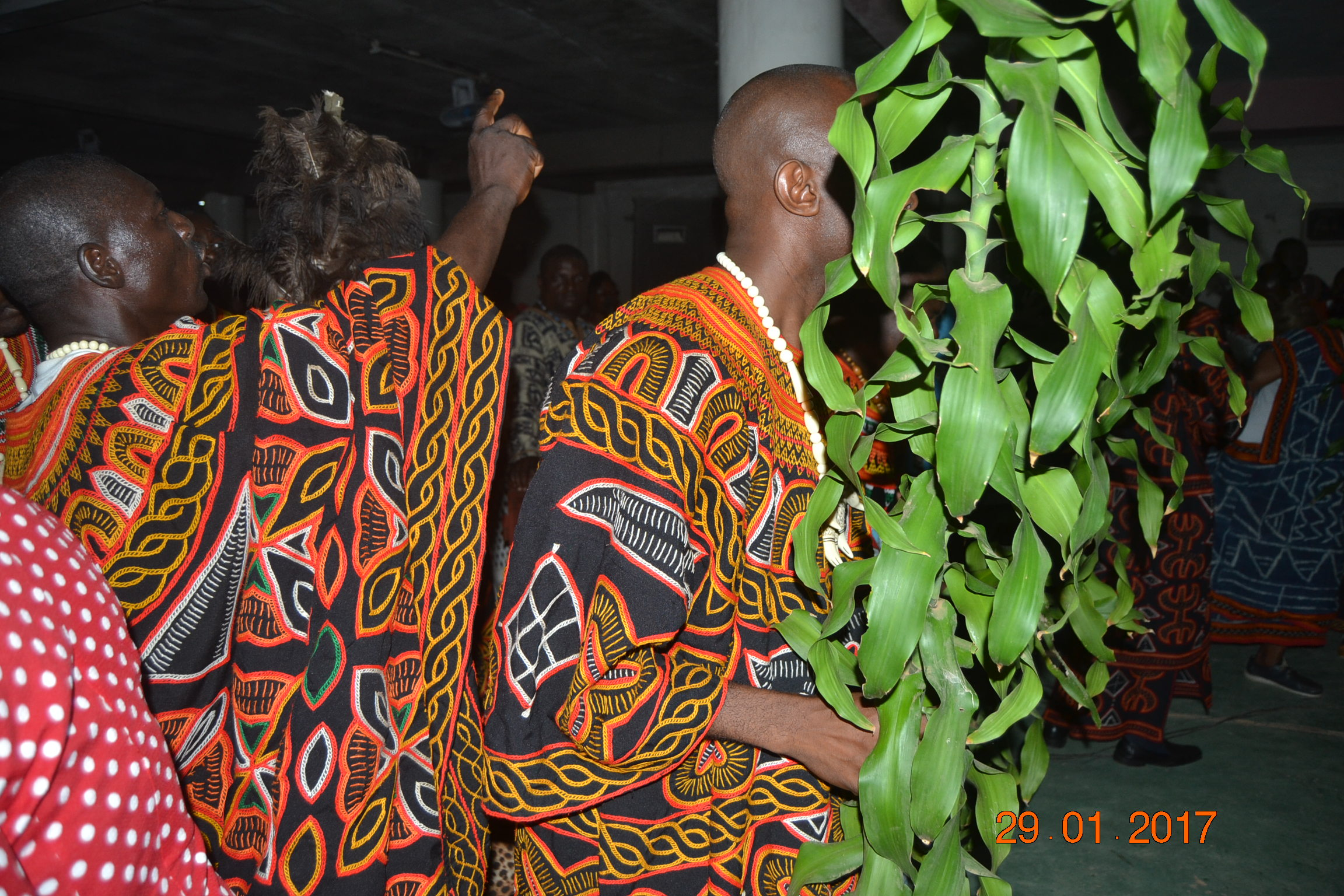
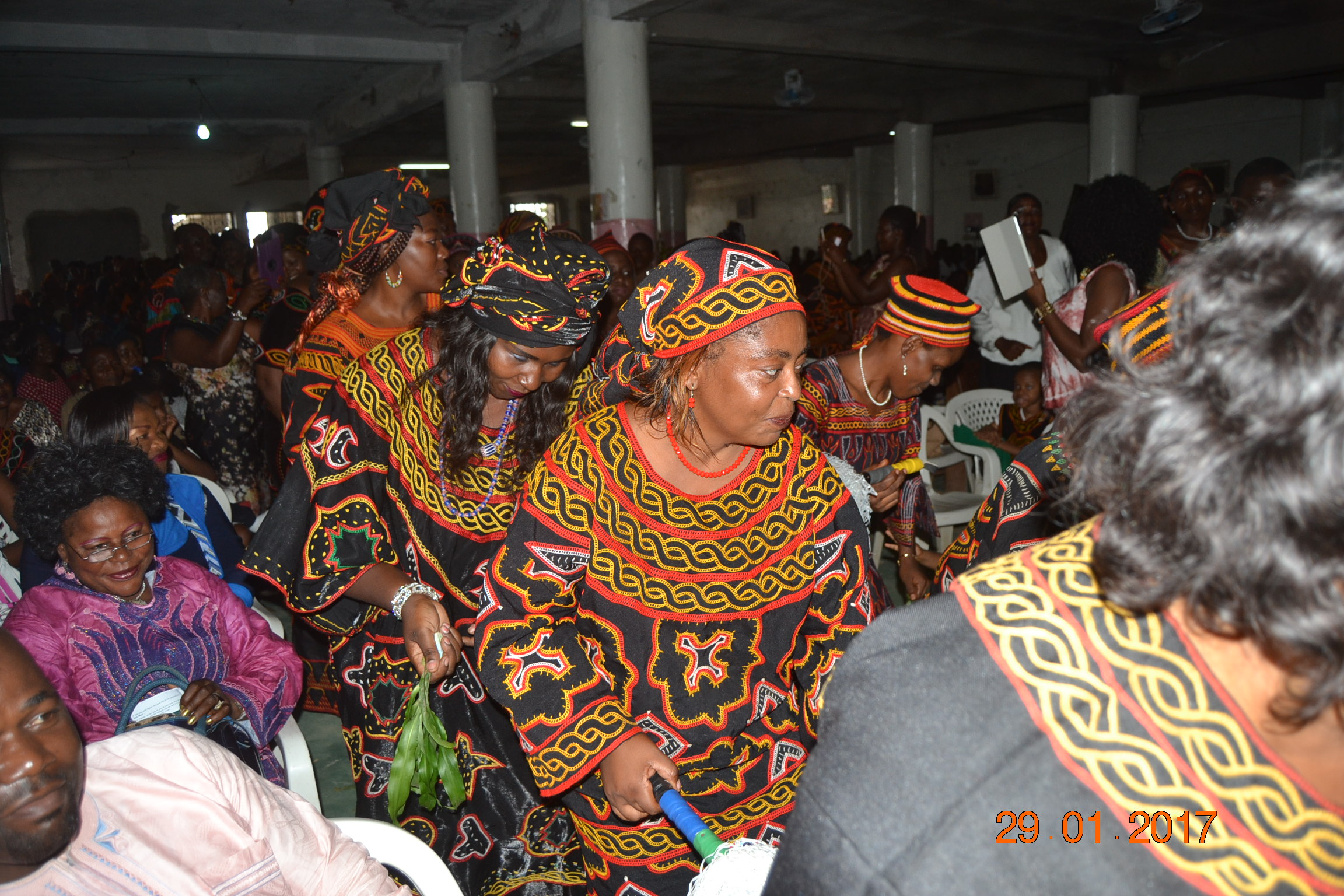
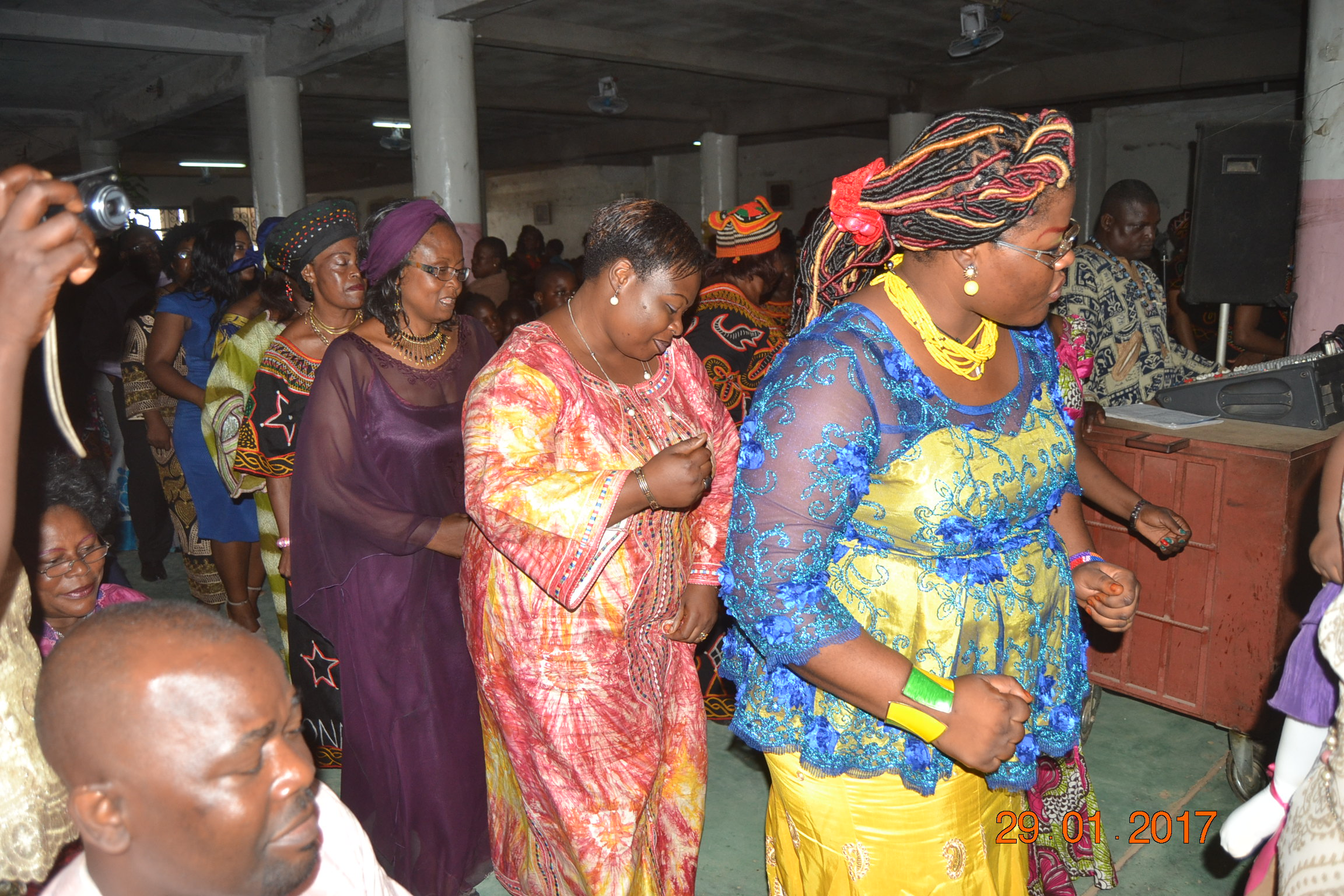
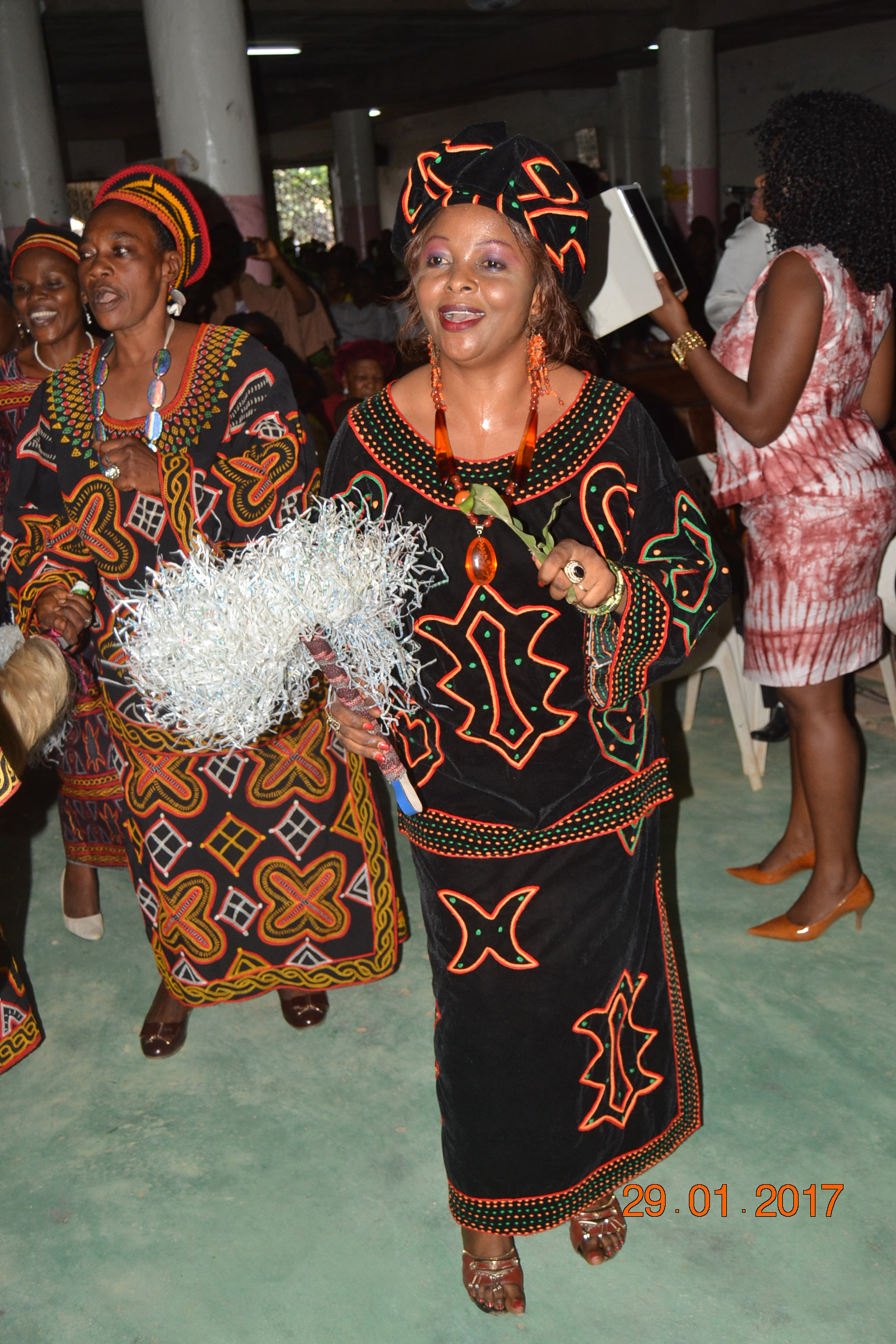
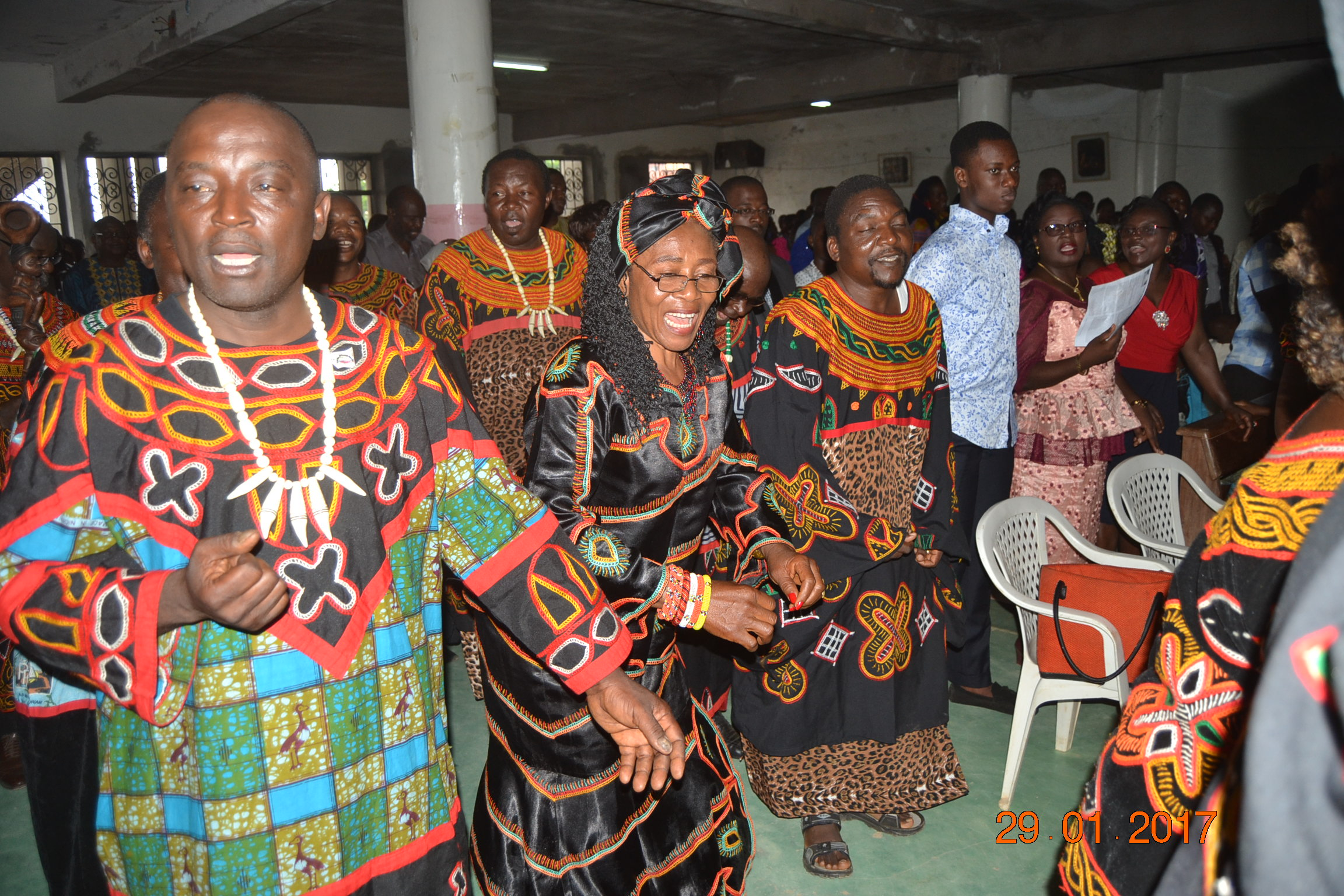
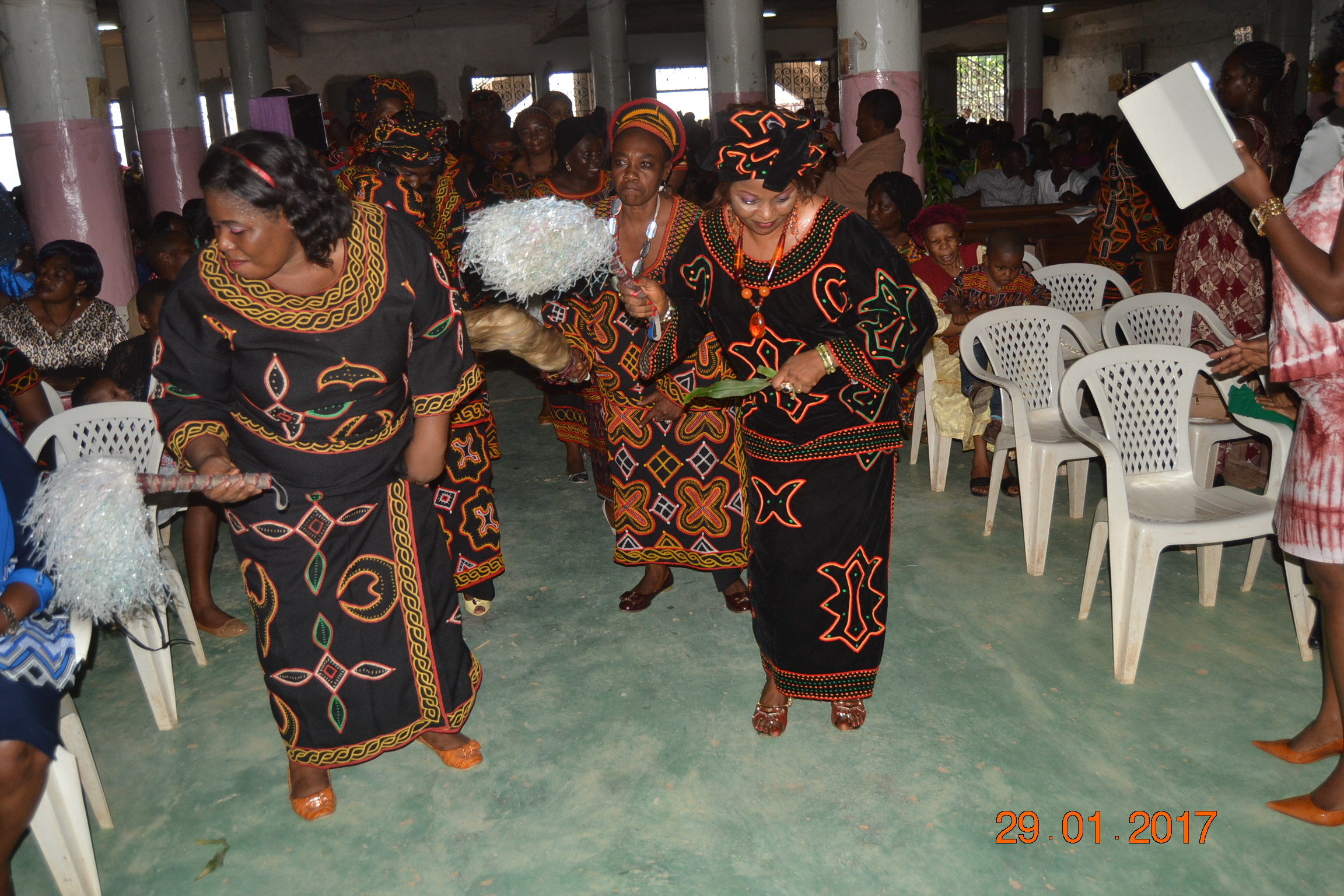
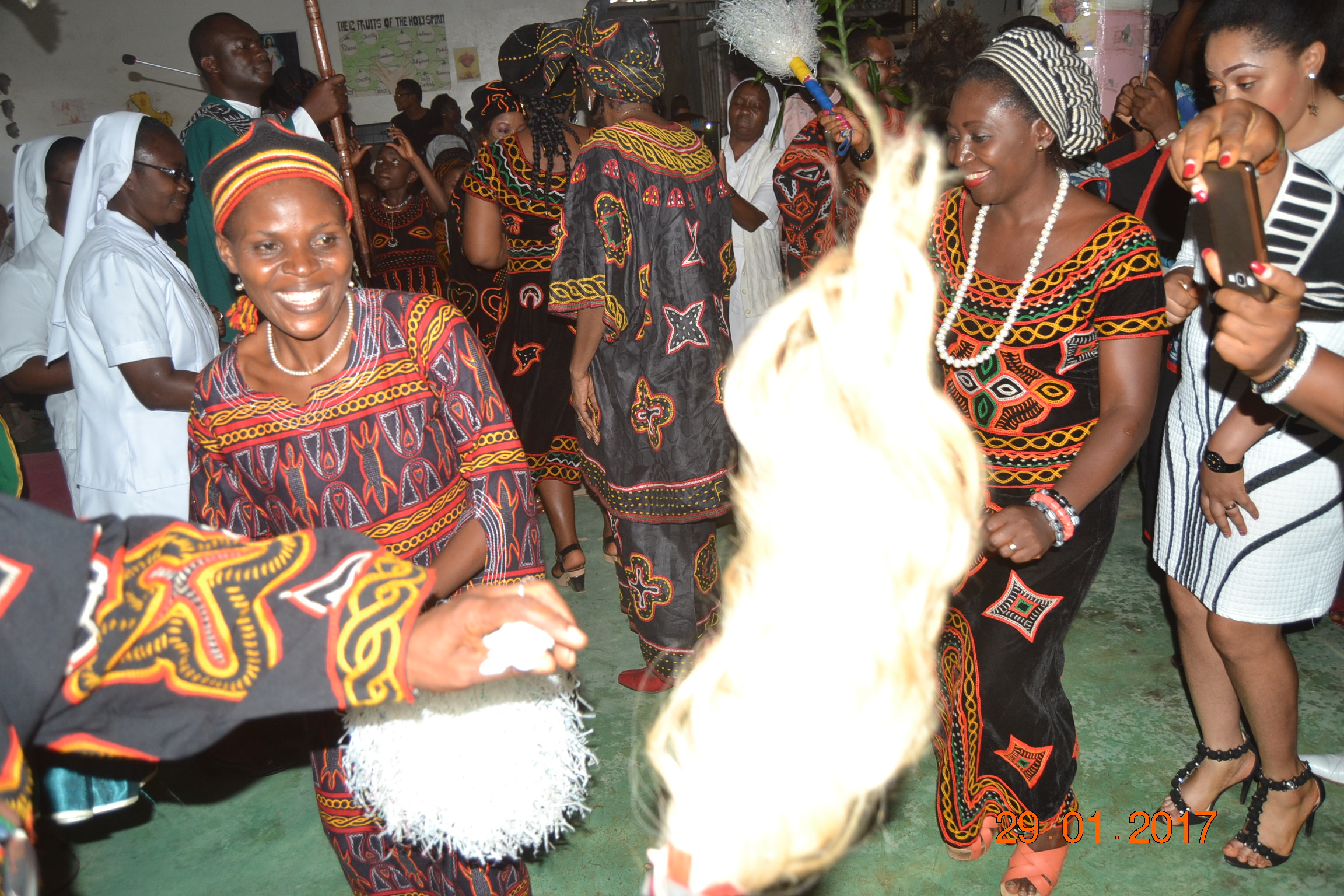
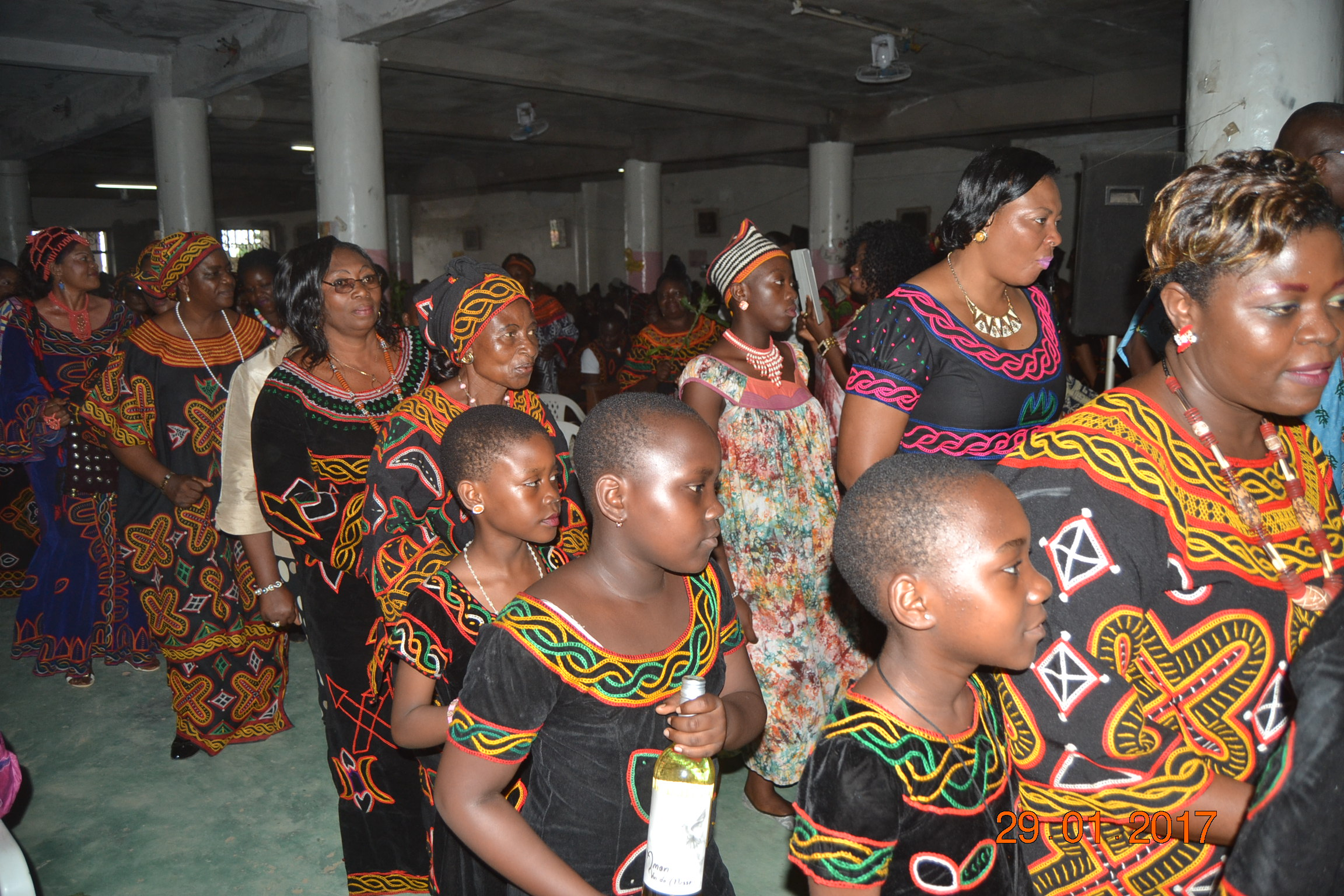
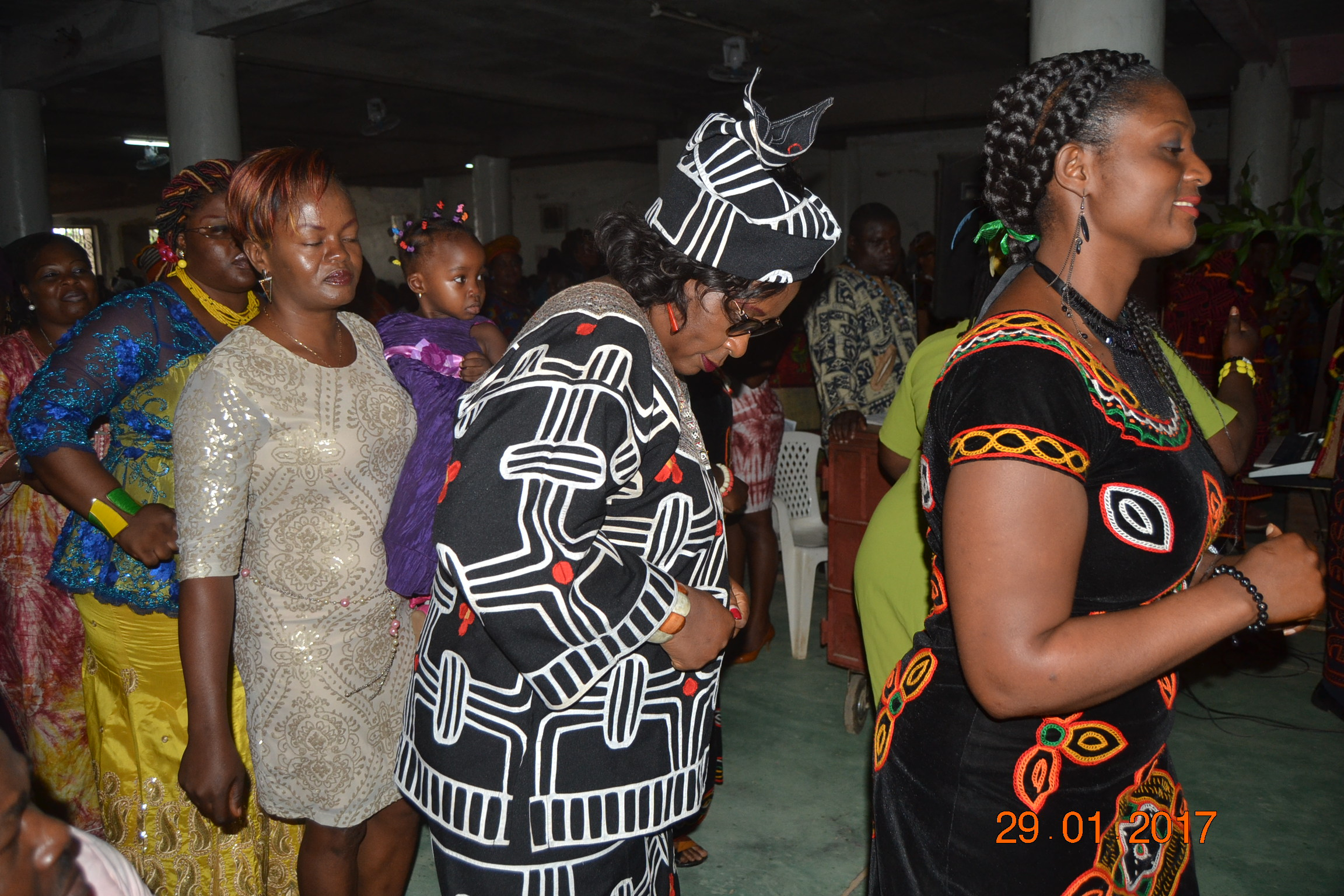
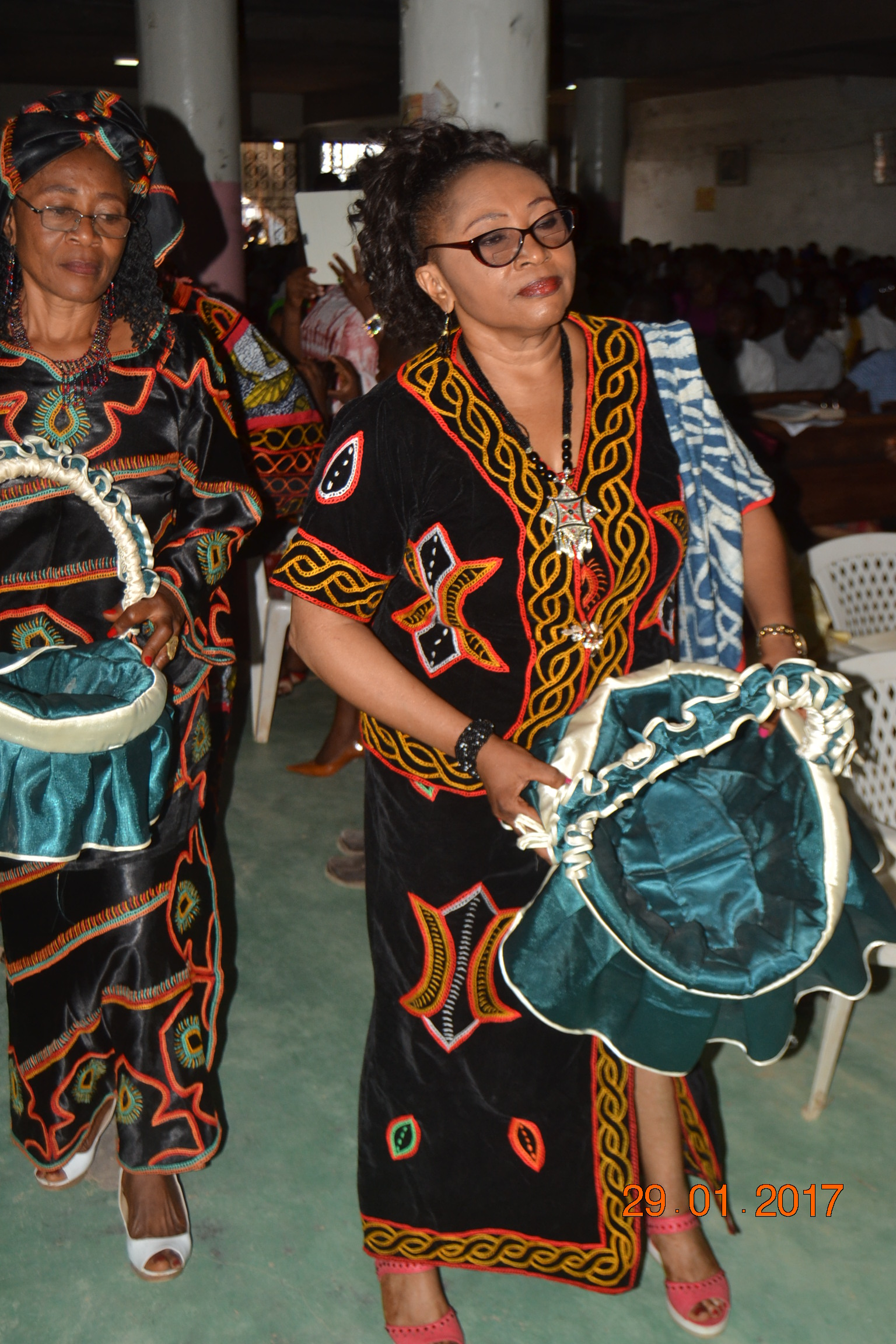

### Tenues traditionnelles

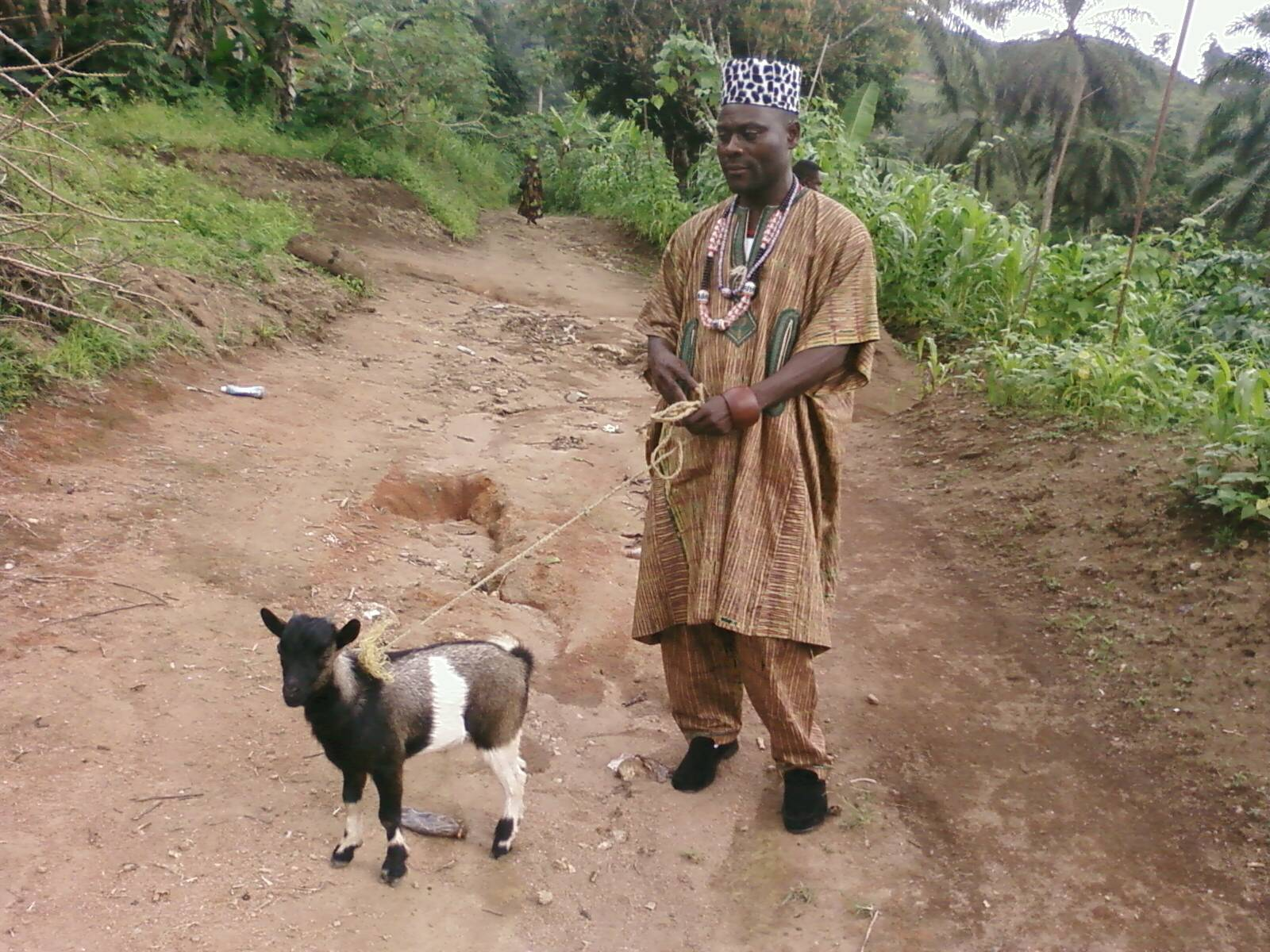
Tenue traditionnelle hommes Toghu.
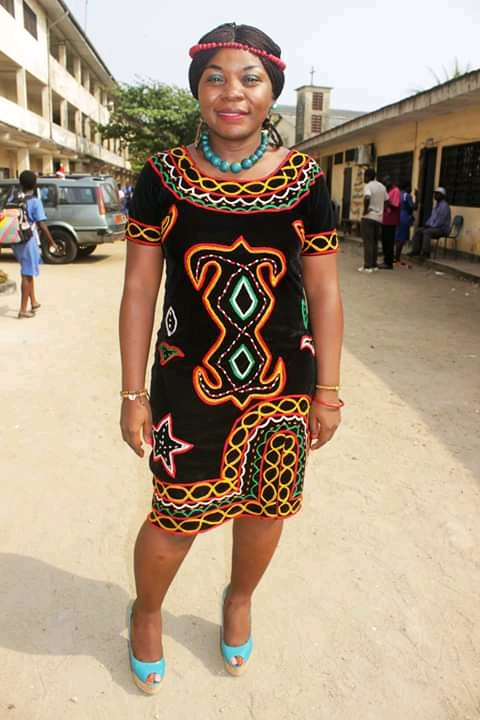
Tenue traditionnelle dames.
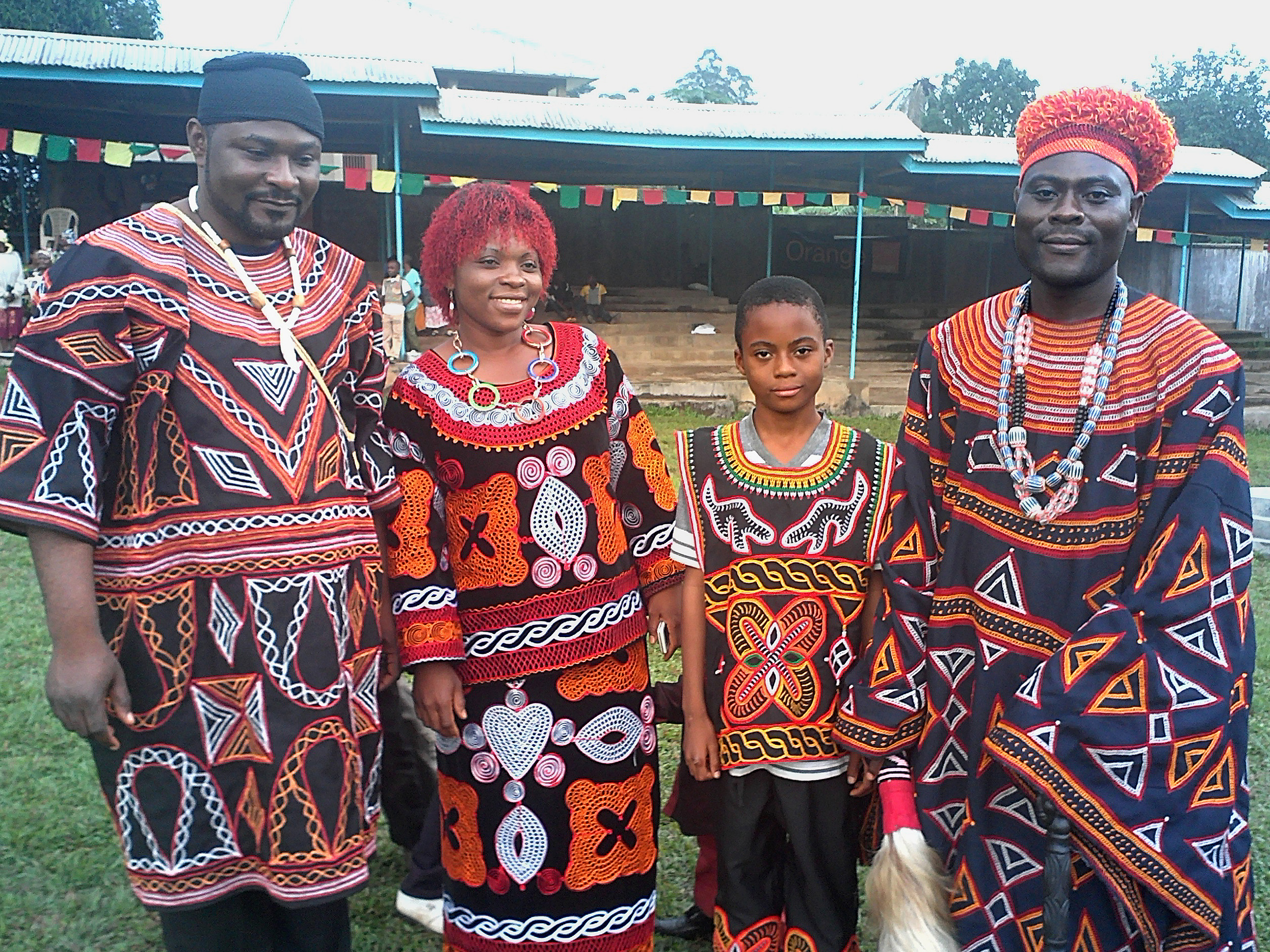
Tenue traditionnelle Toghu.
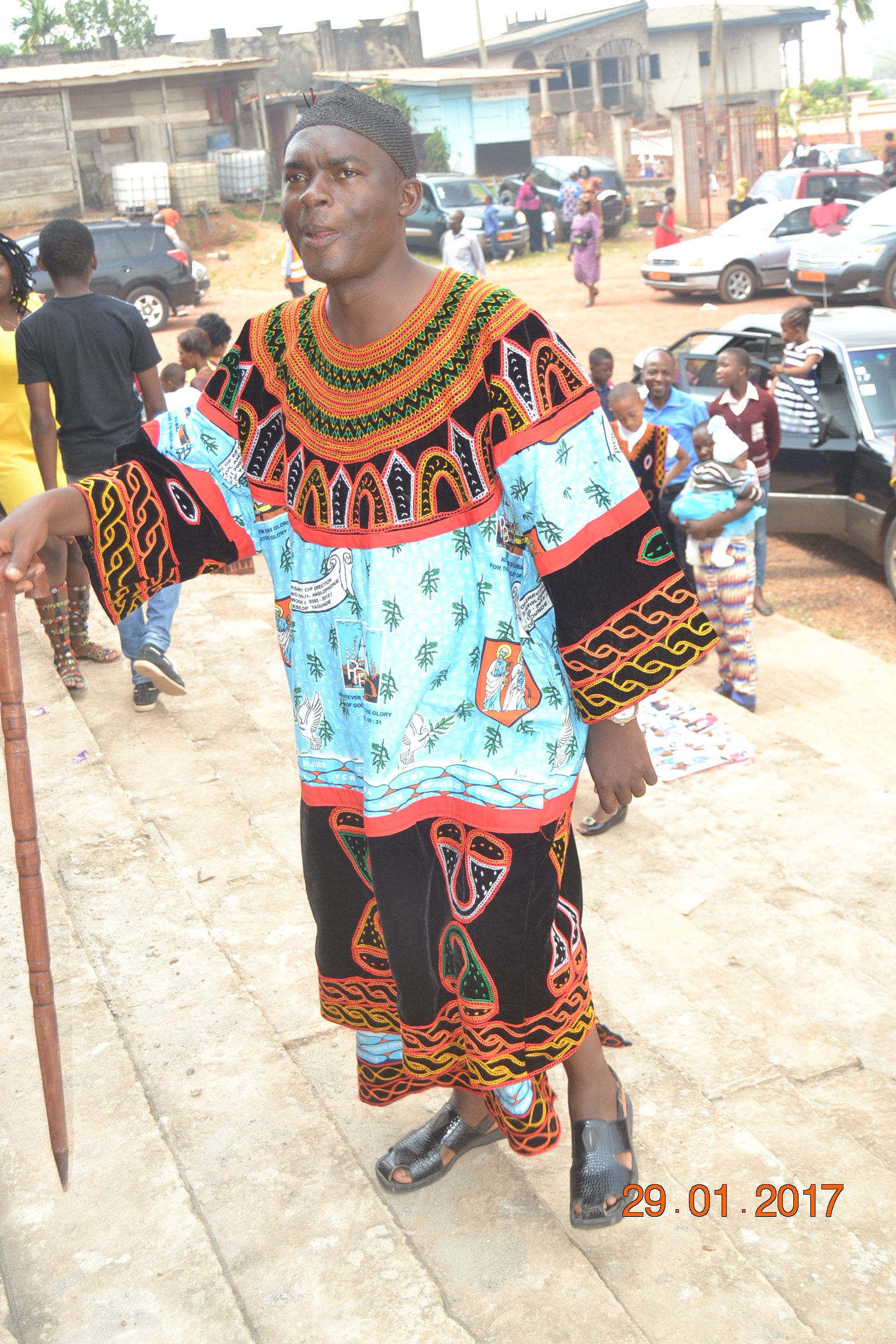
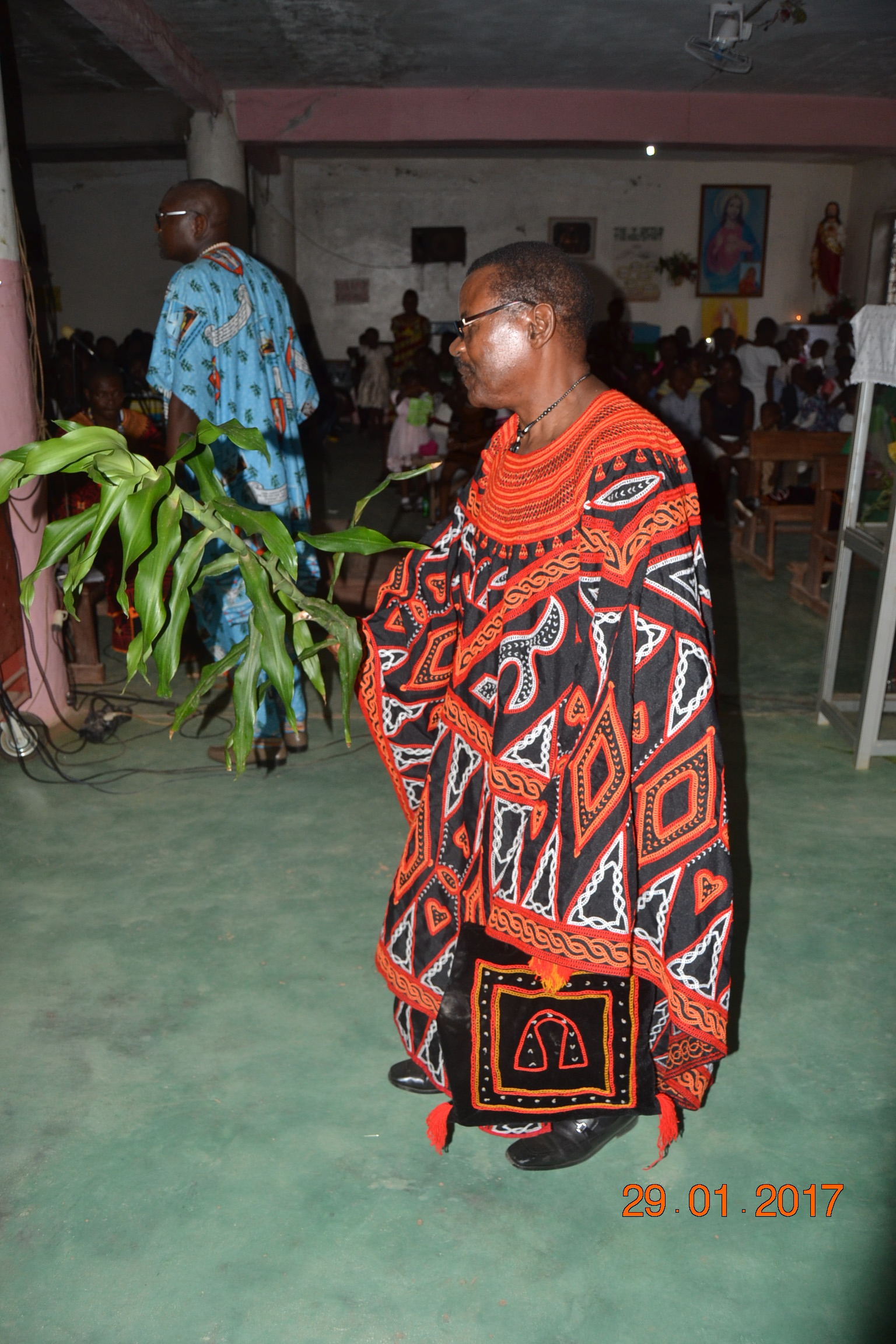

### Accessoires de danses traditionnelles

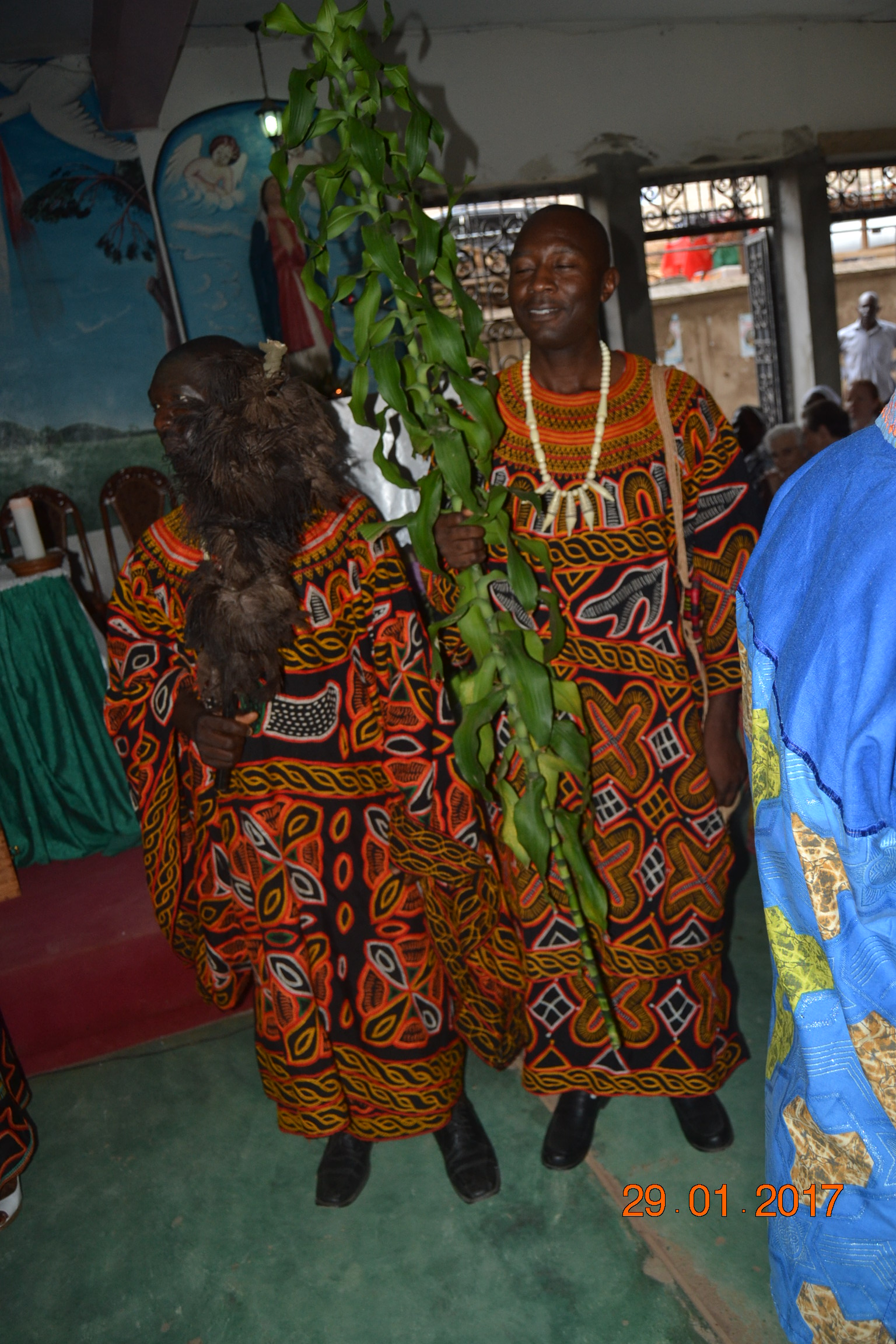
Arbre de paix
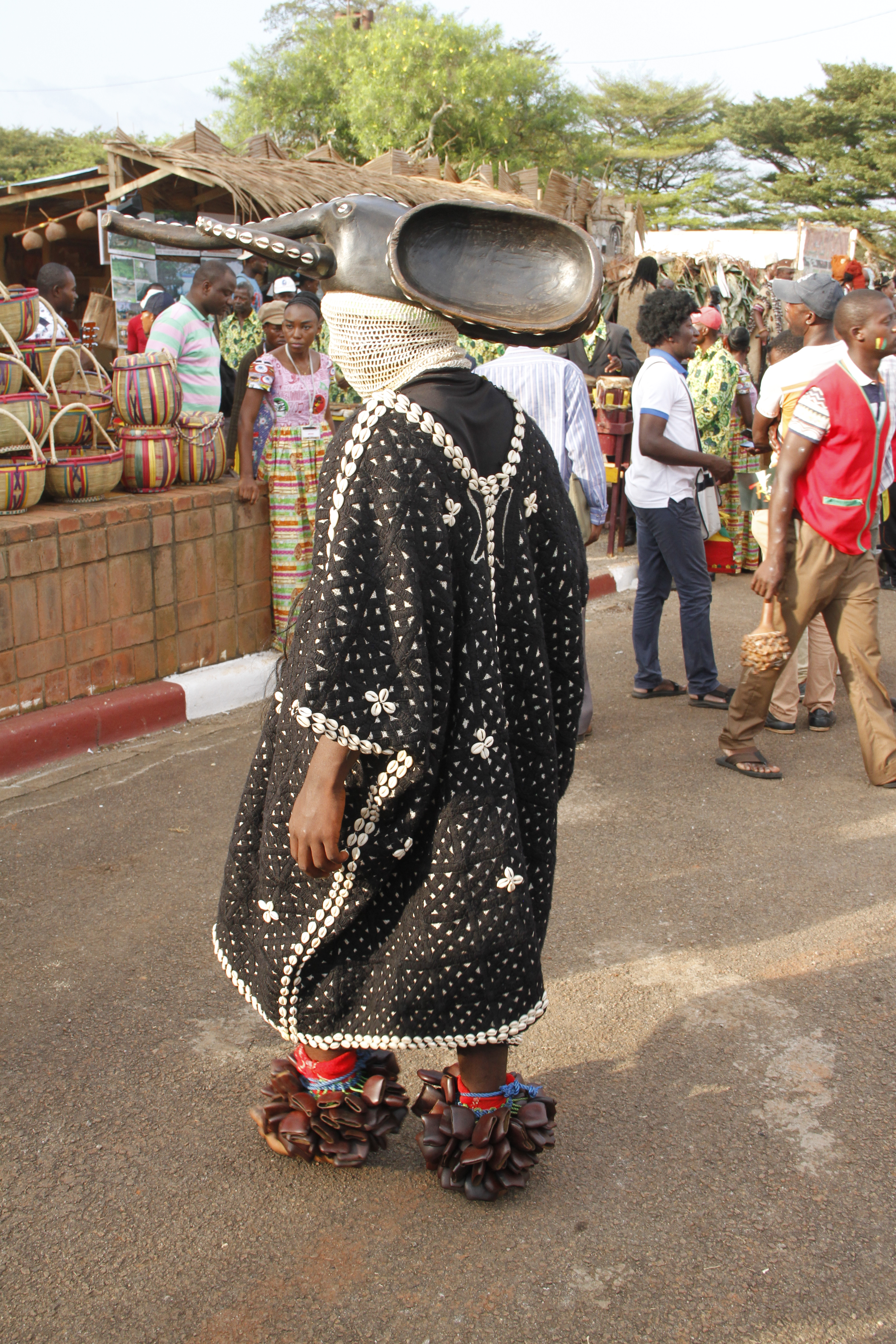
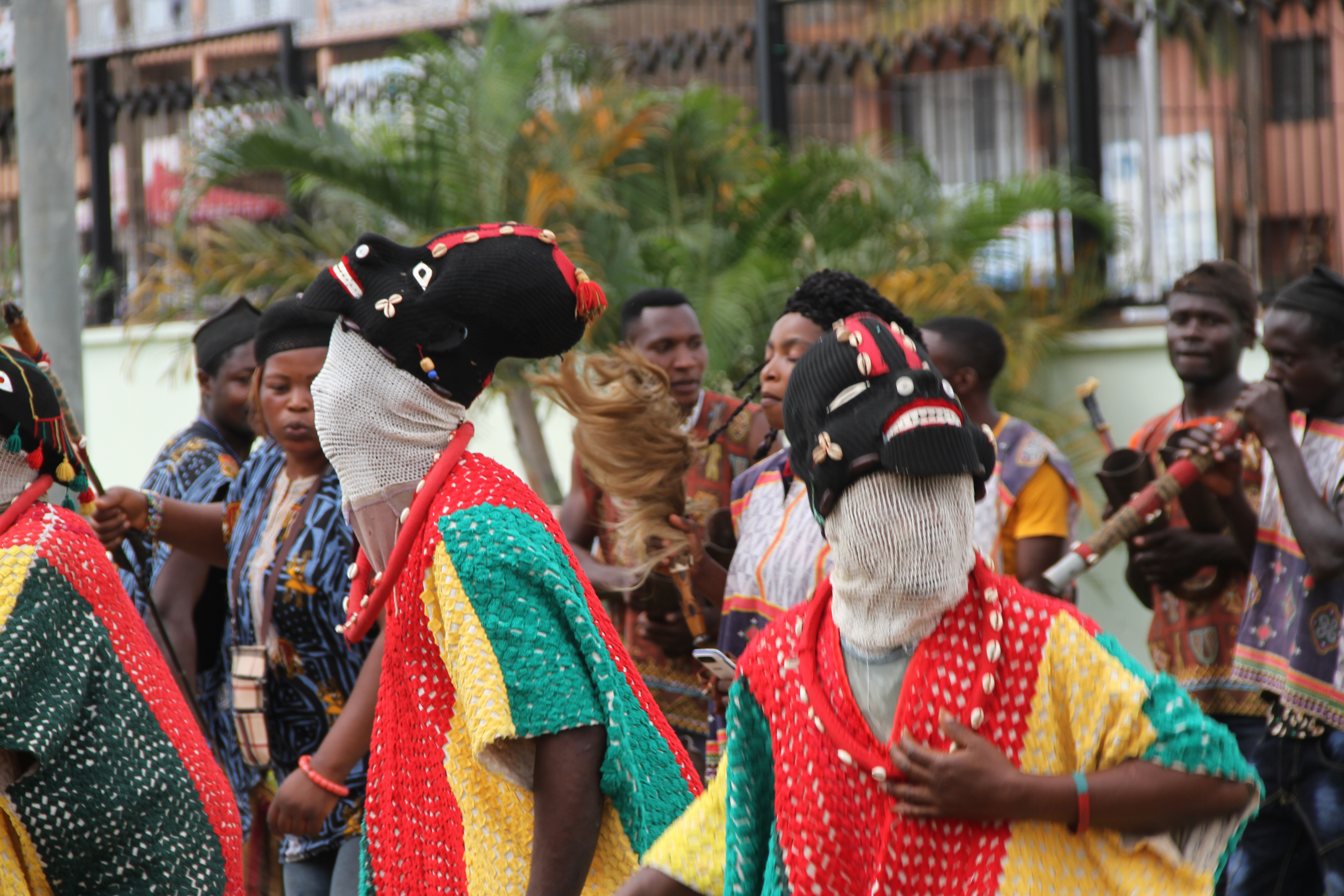
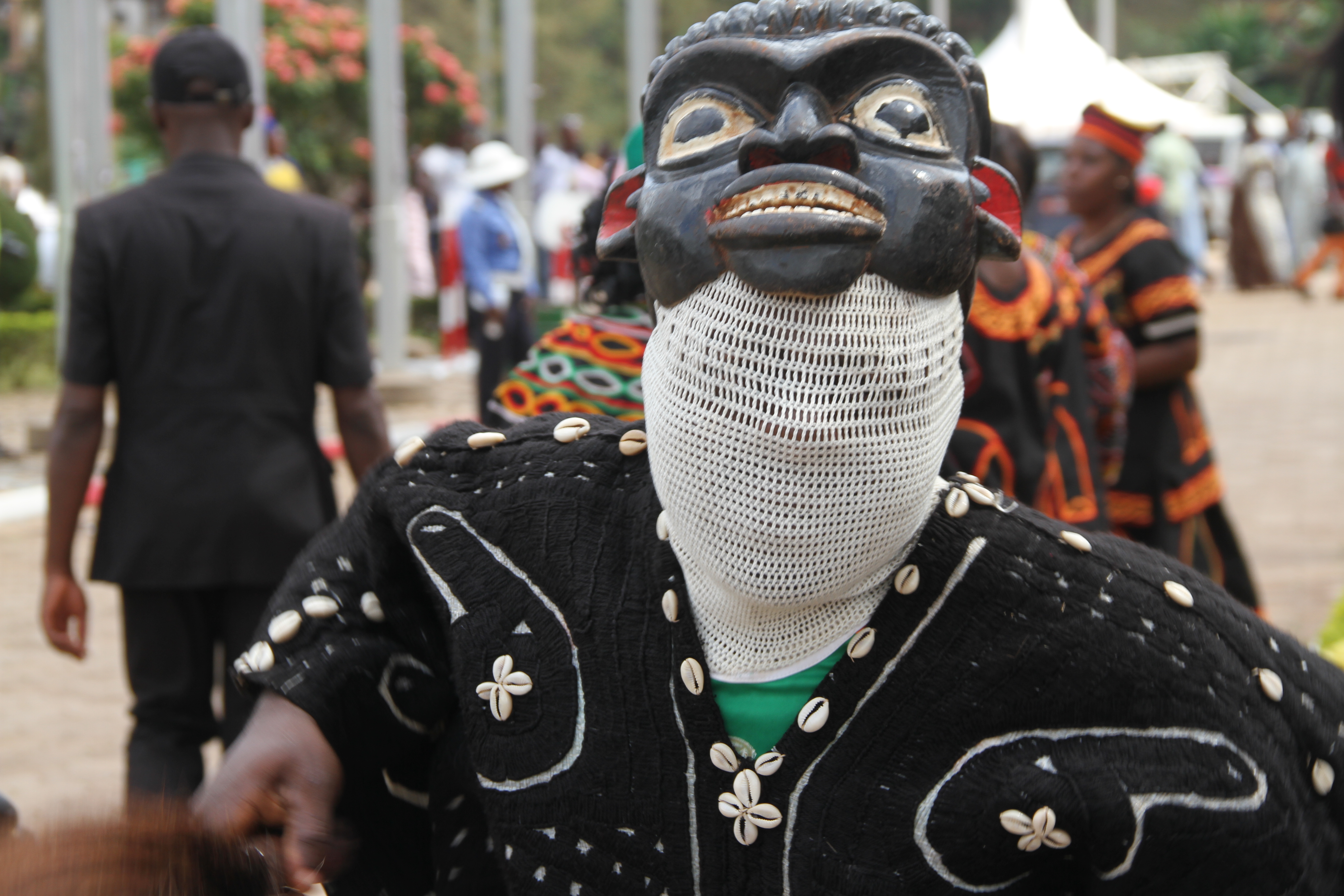
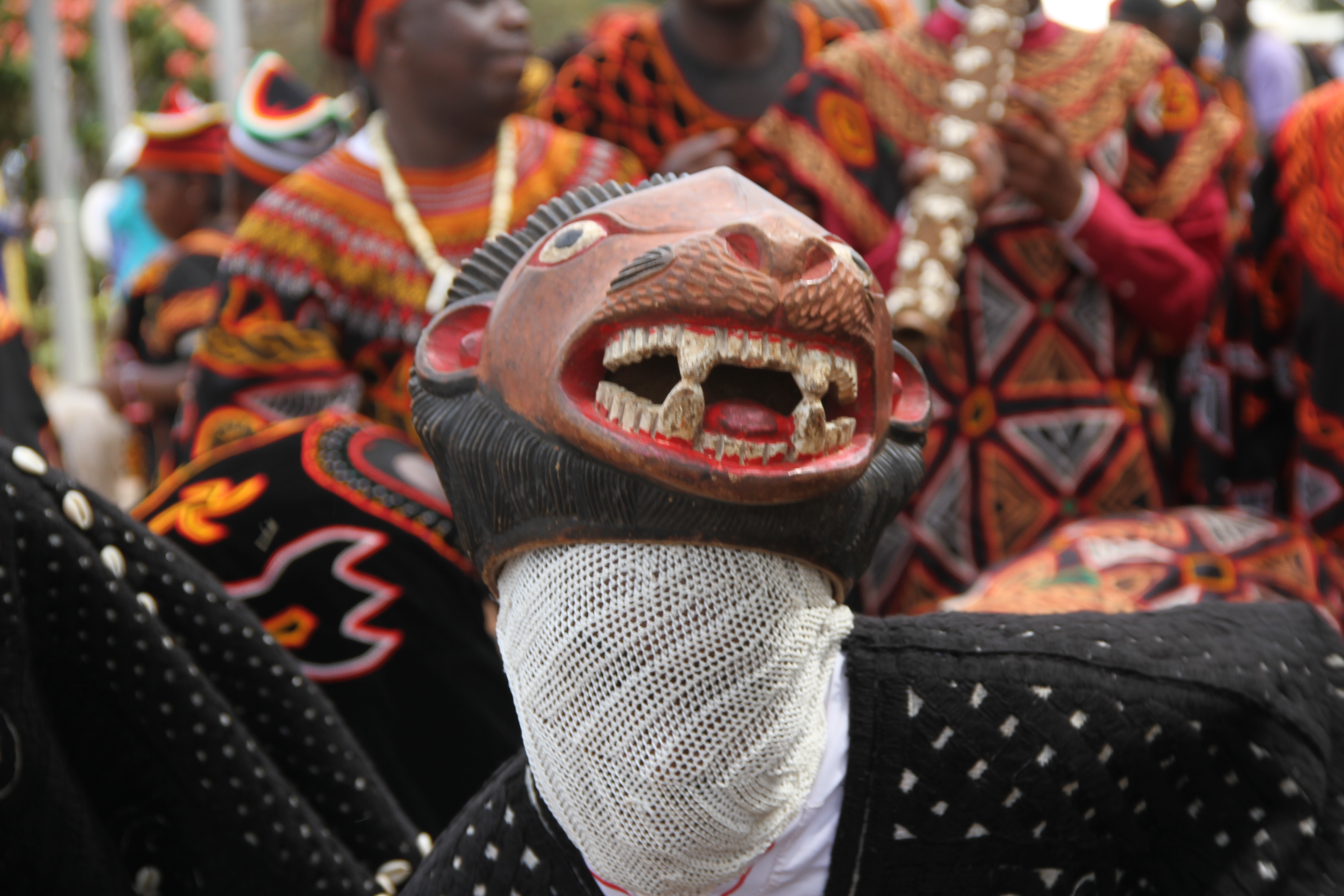
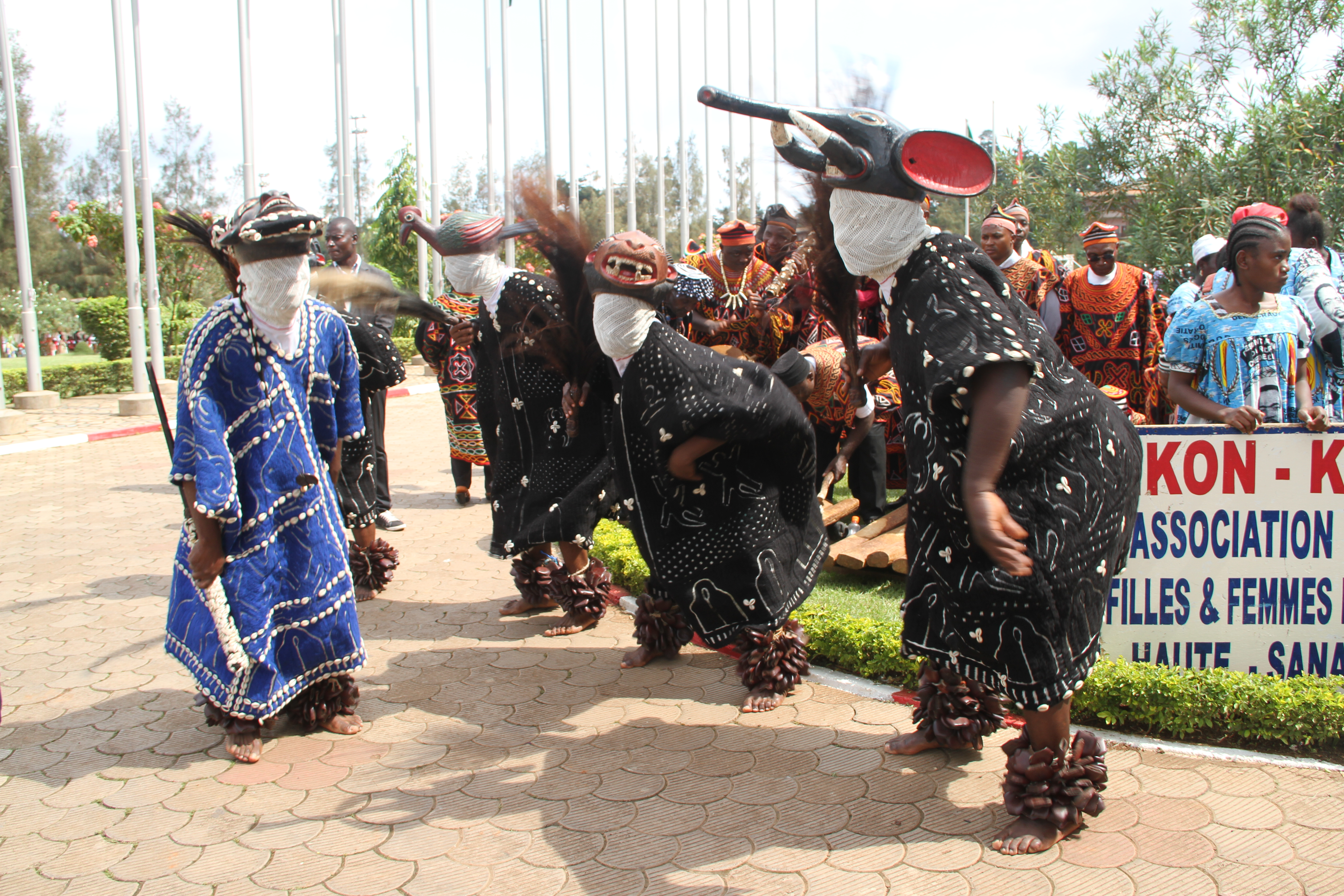
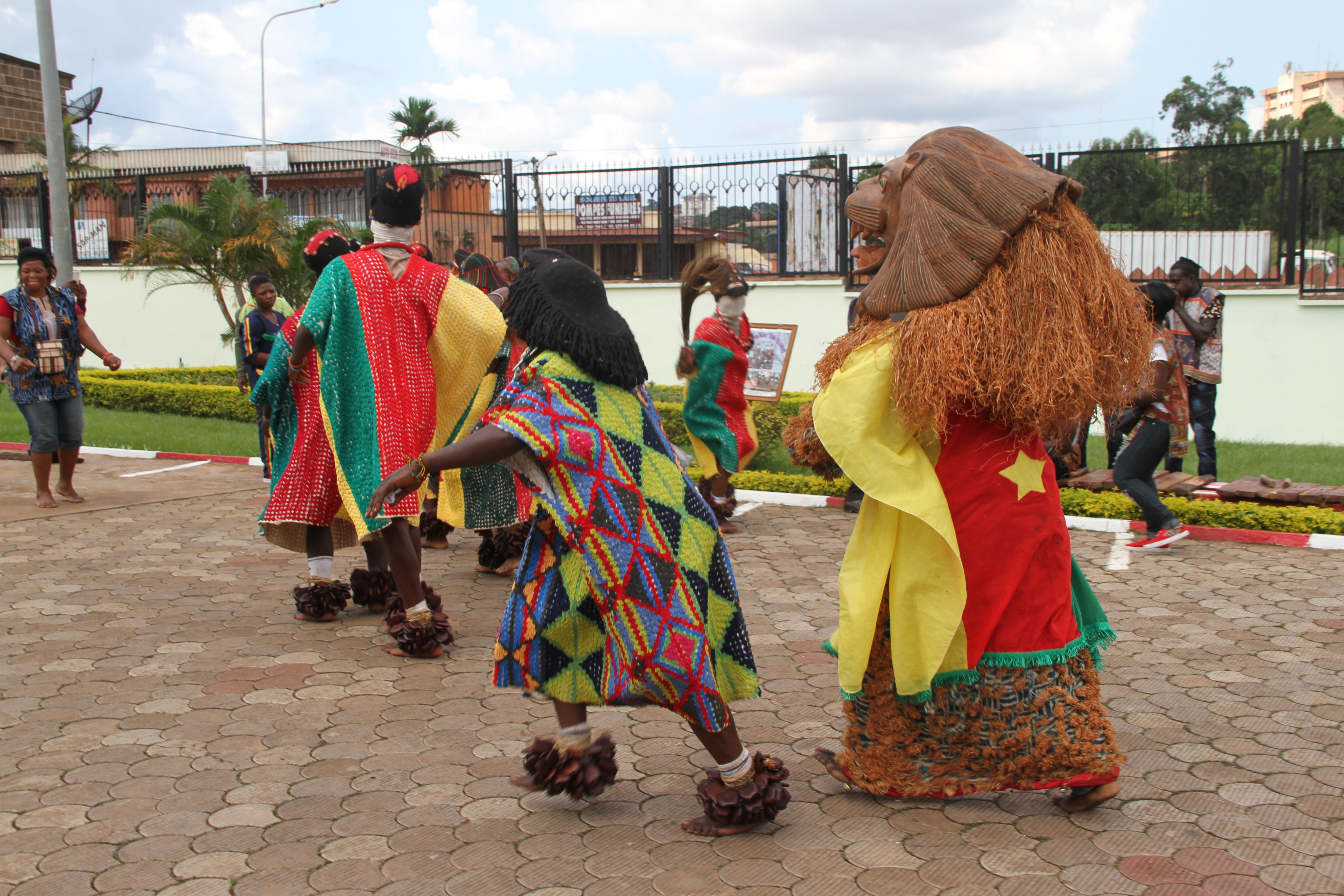

### Instruments de musique Traditionnels

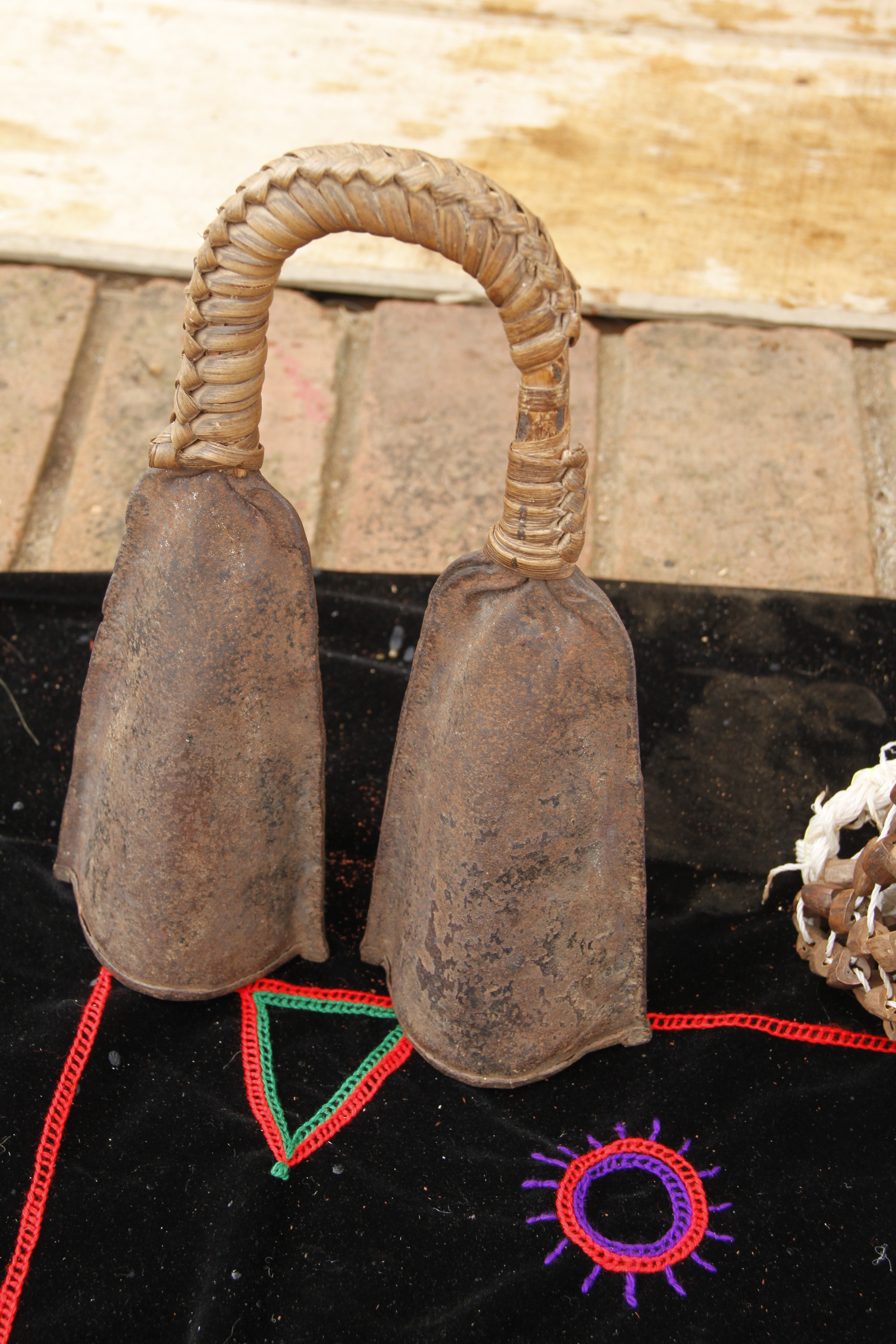
Castagnettes.
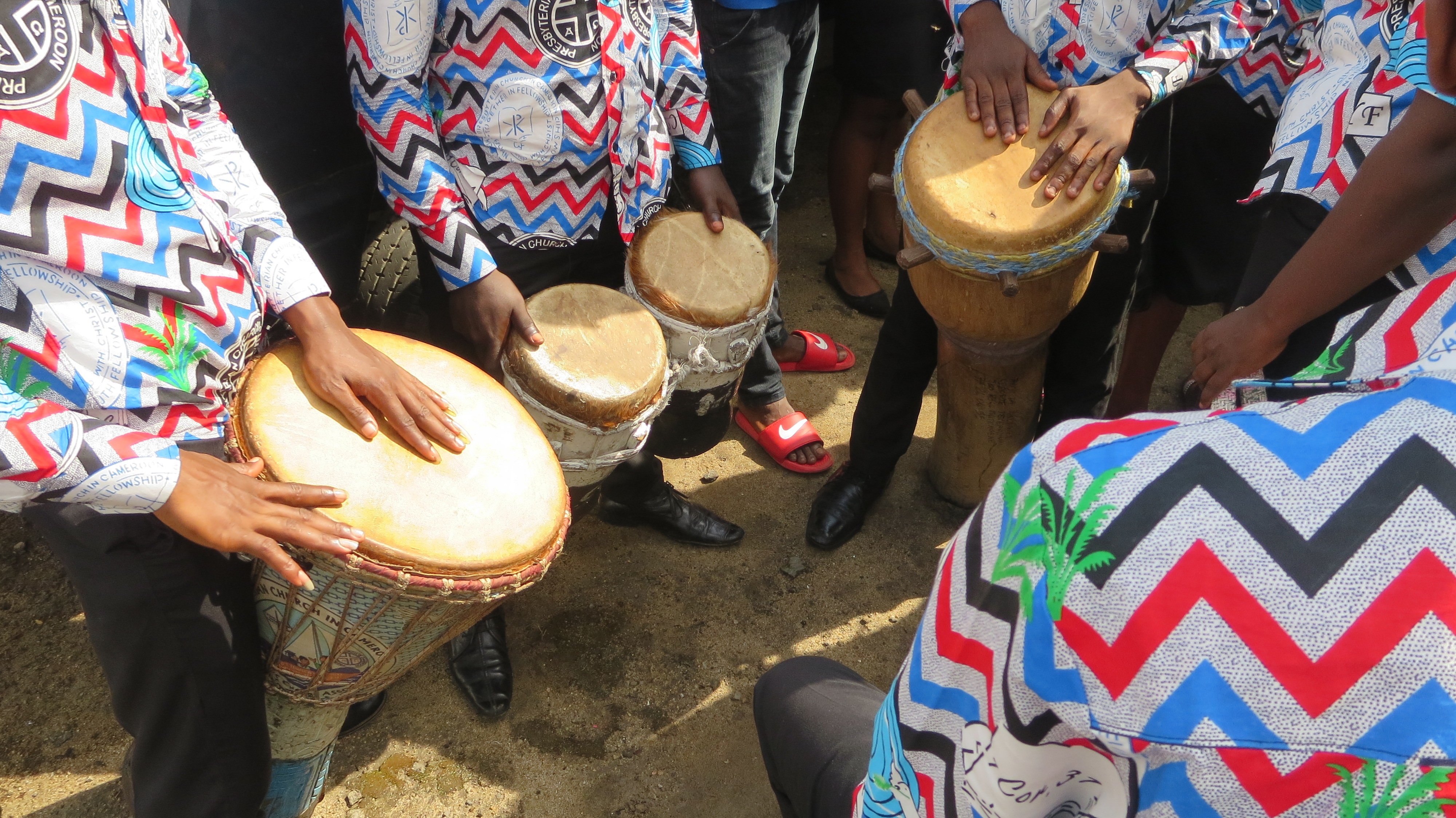
Tam-tam.
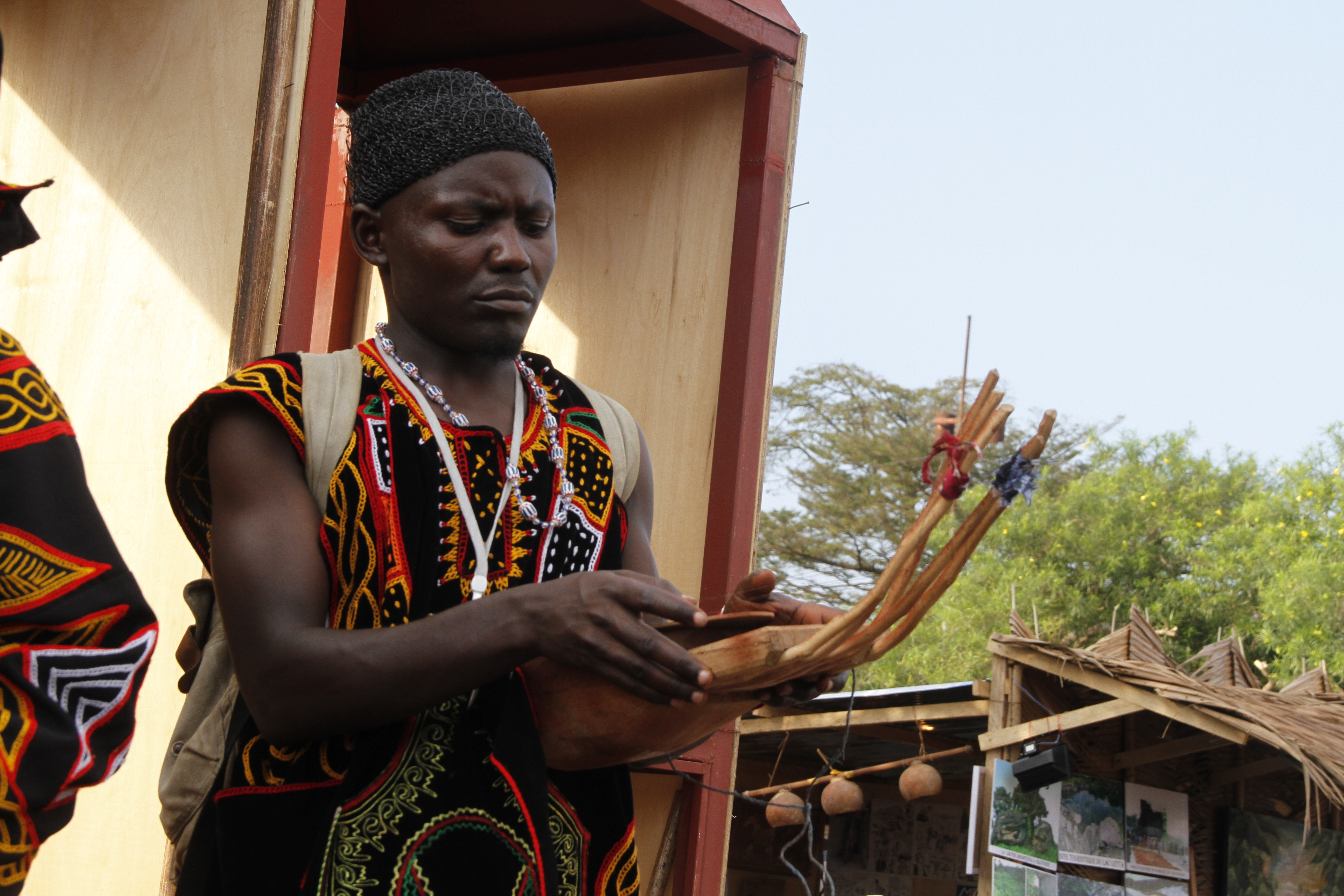
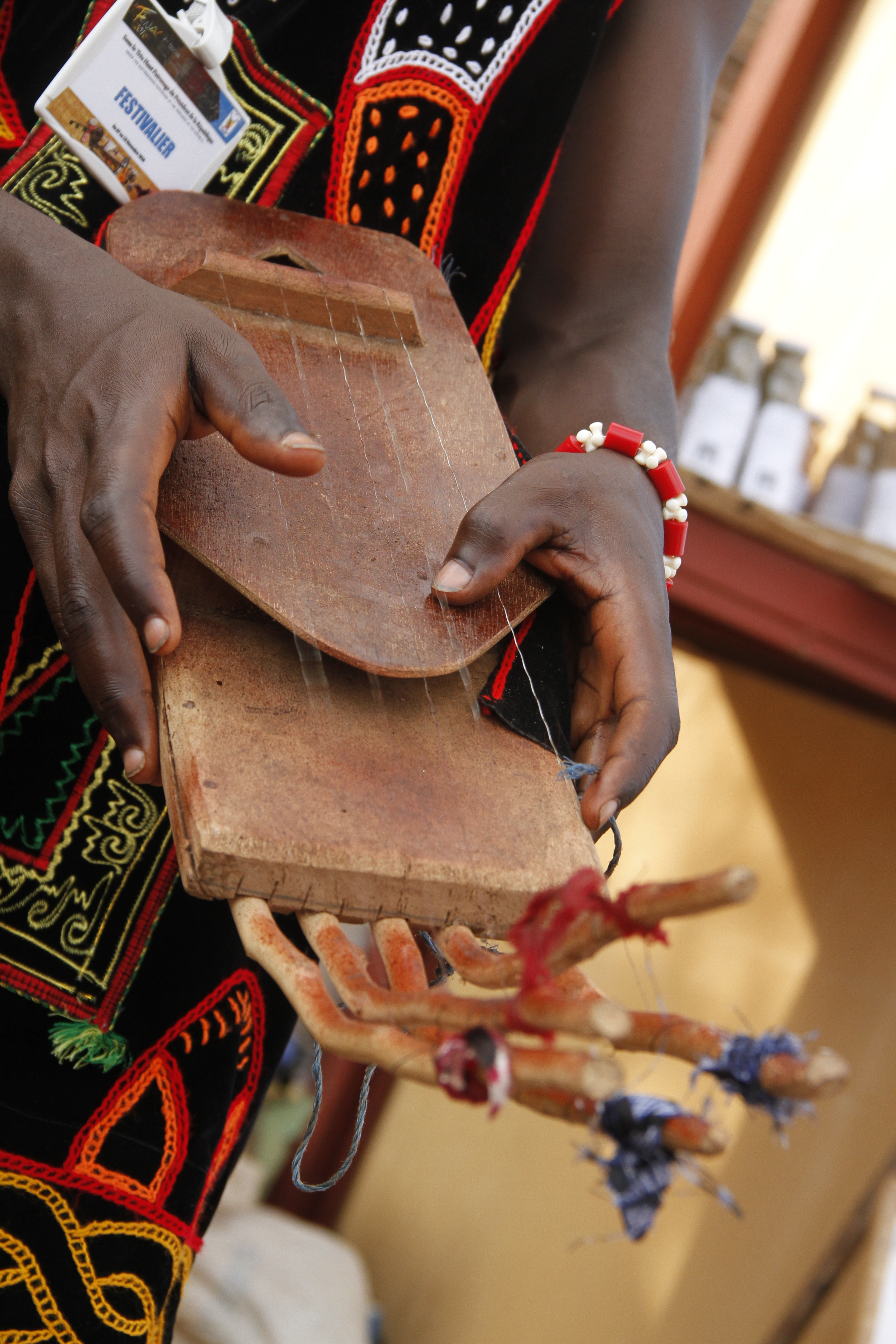
Tête pointue Sanza.
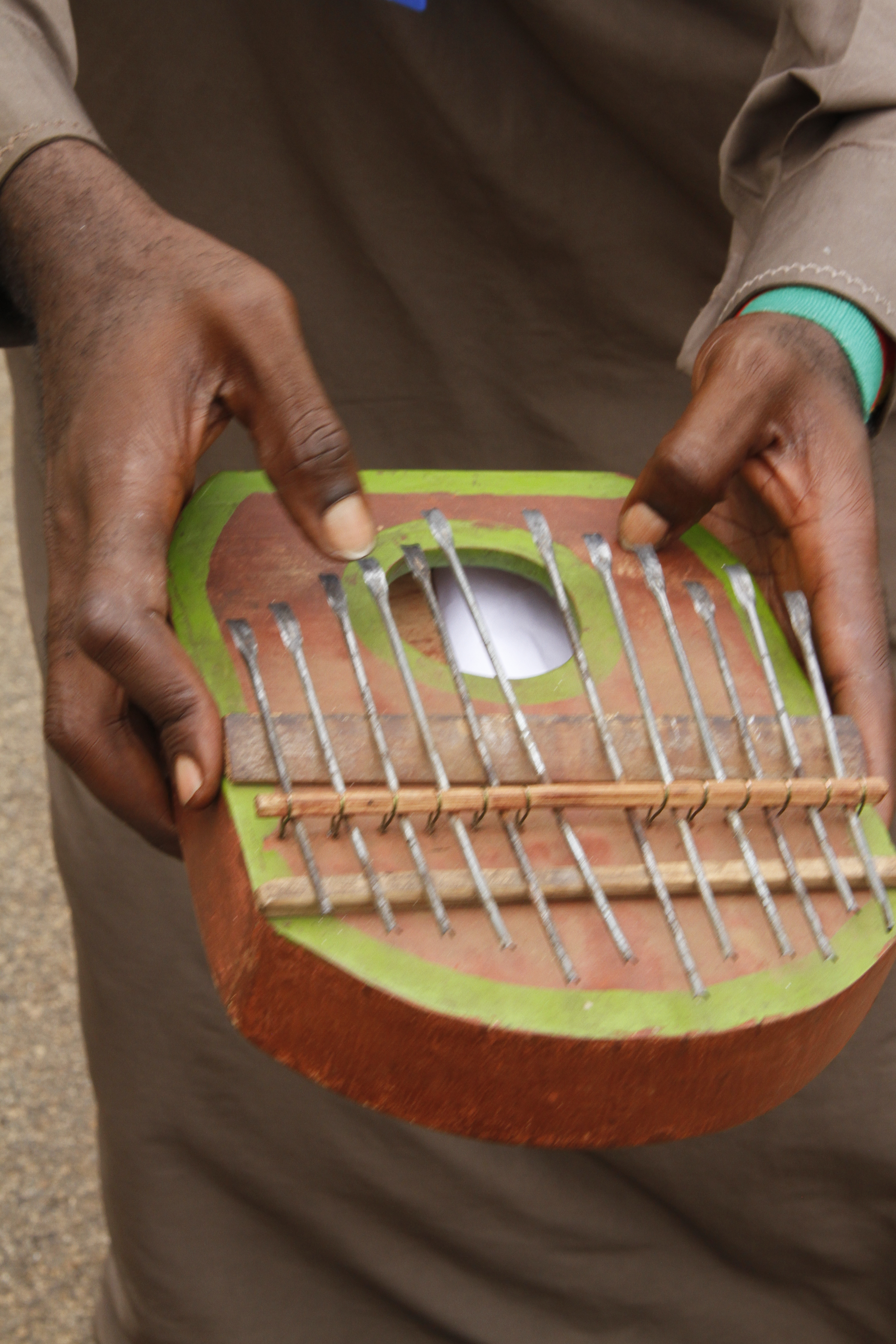
Sanza.
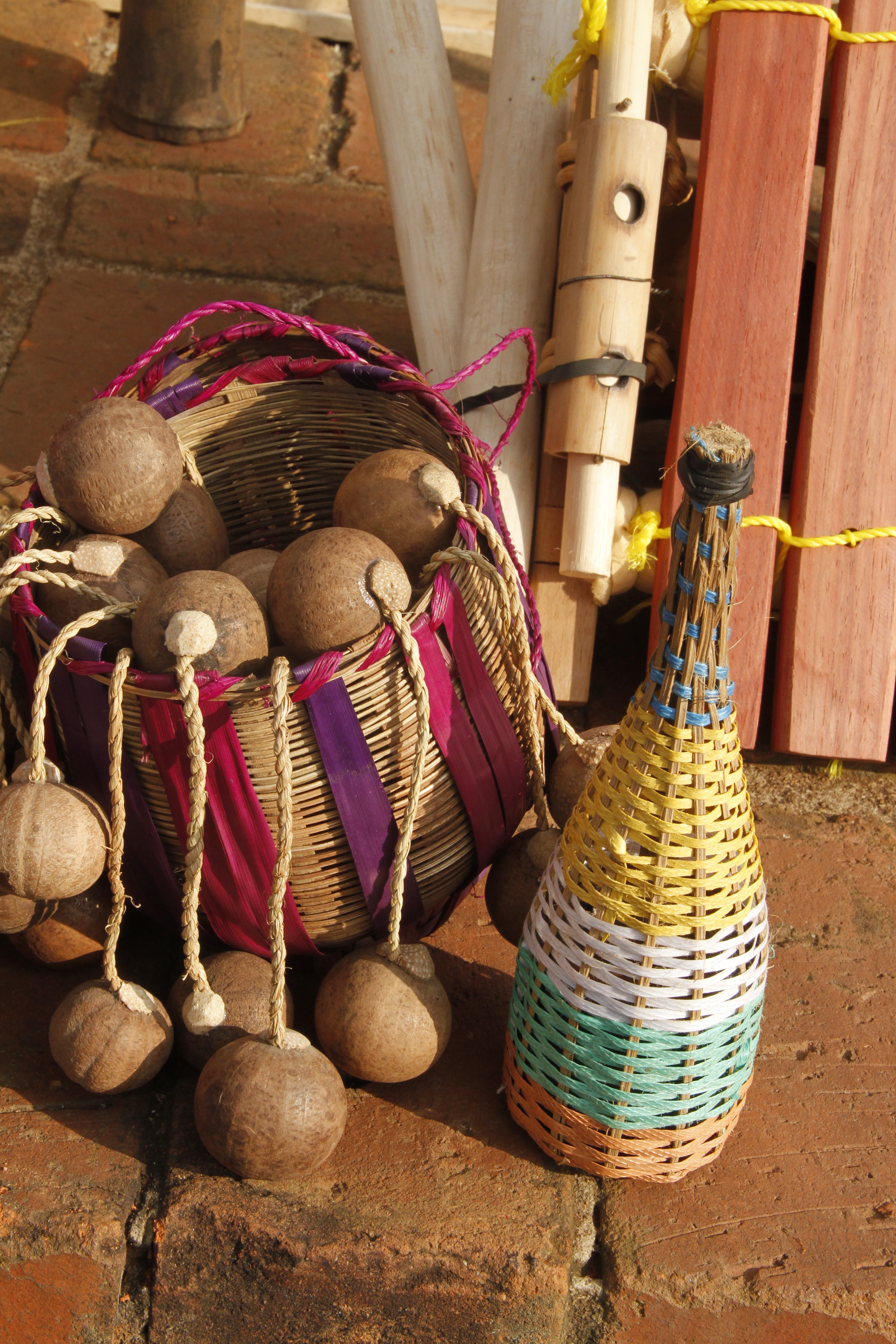
Shaker simple et double shaker rond.
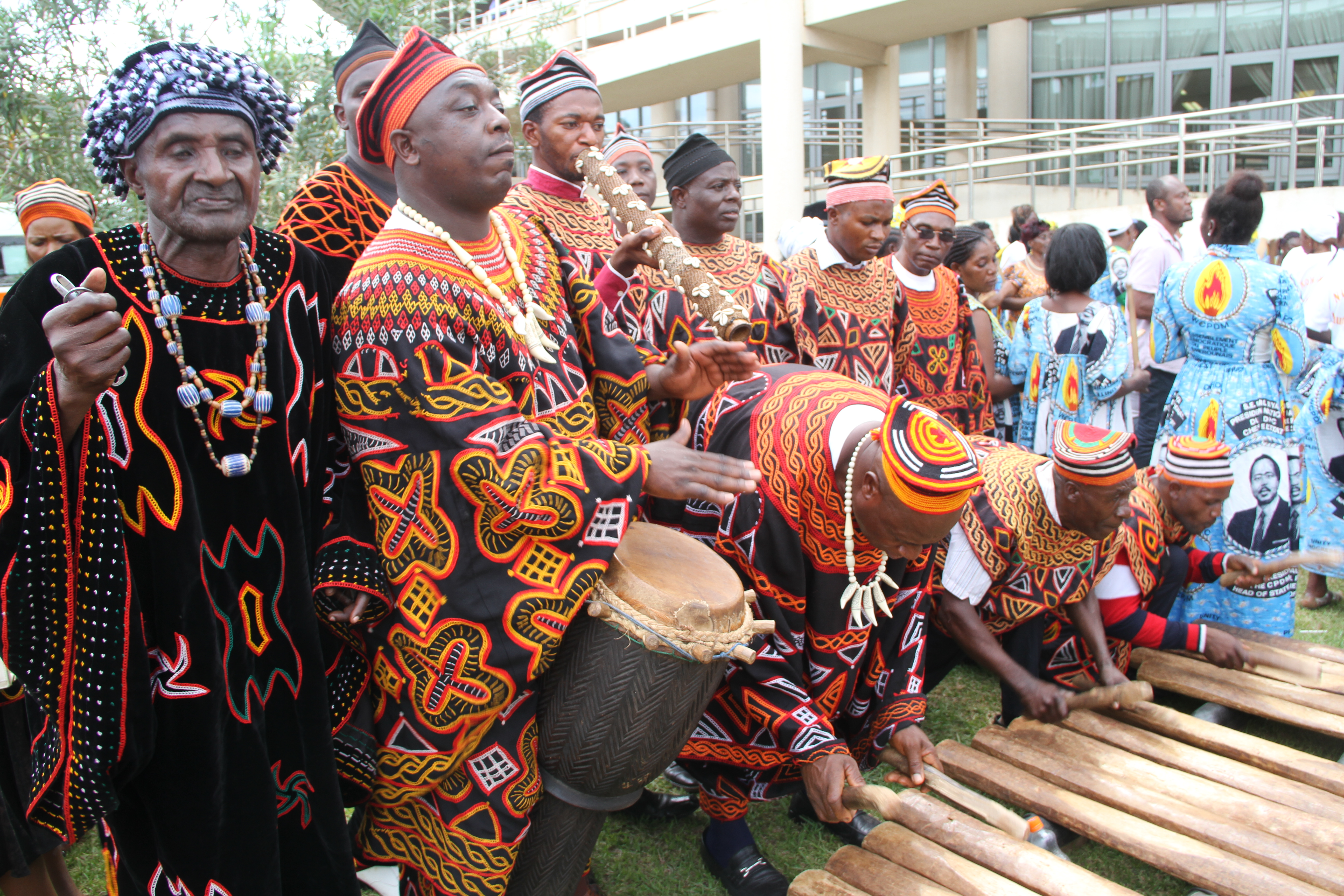
Xylophone traditionnel et tambour.
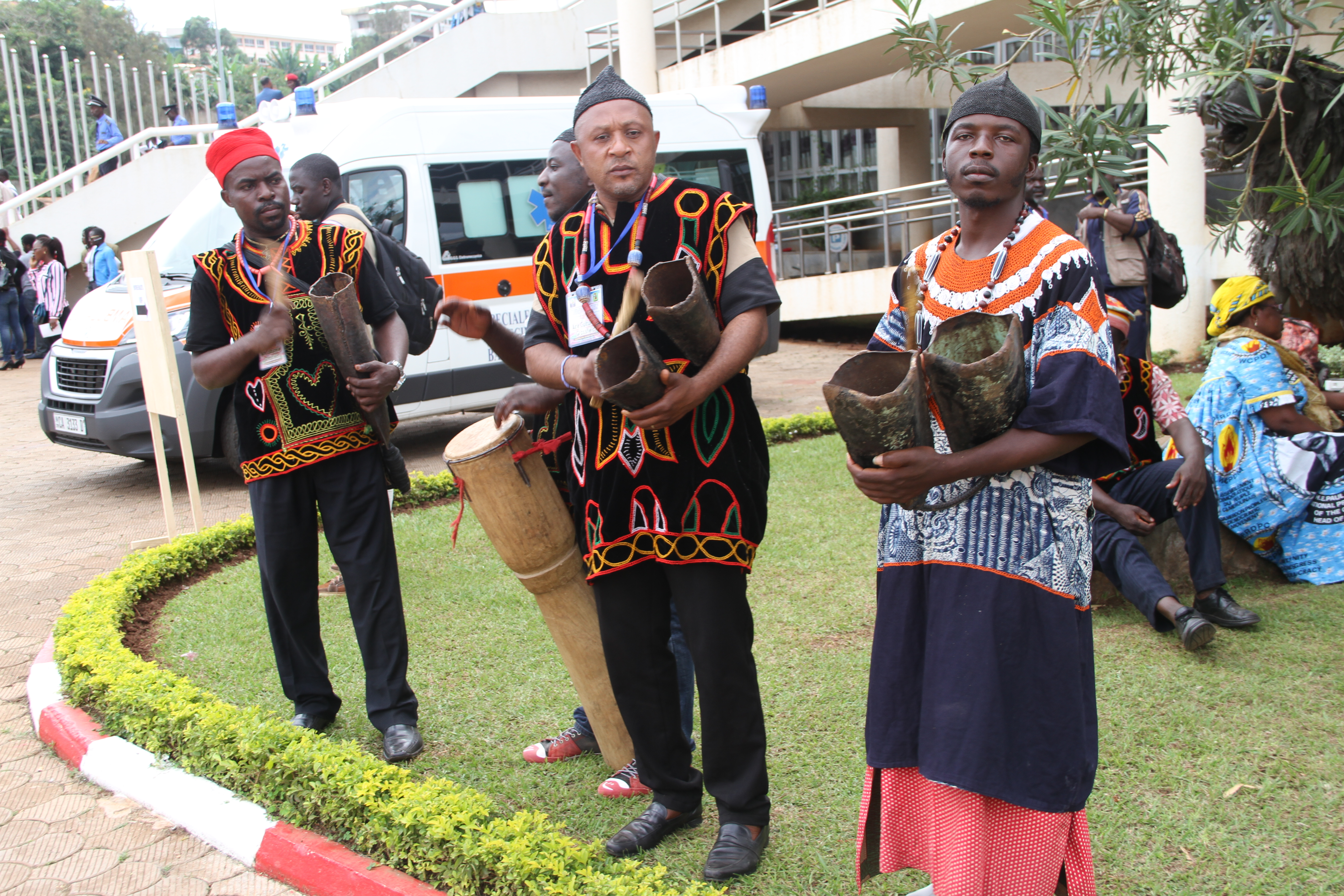
Nkeng.
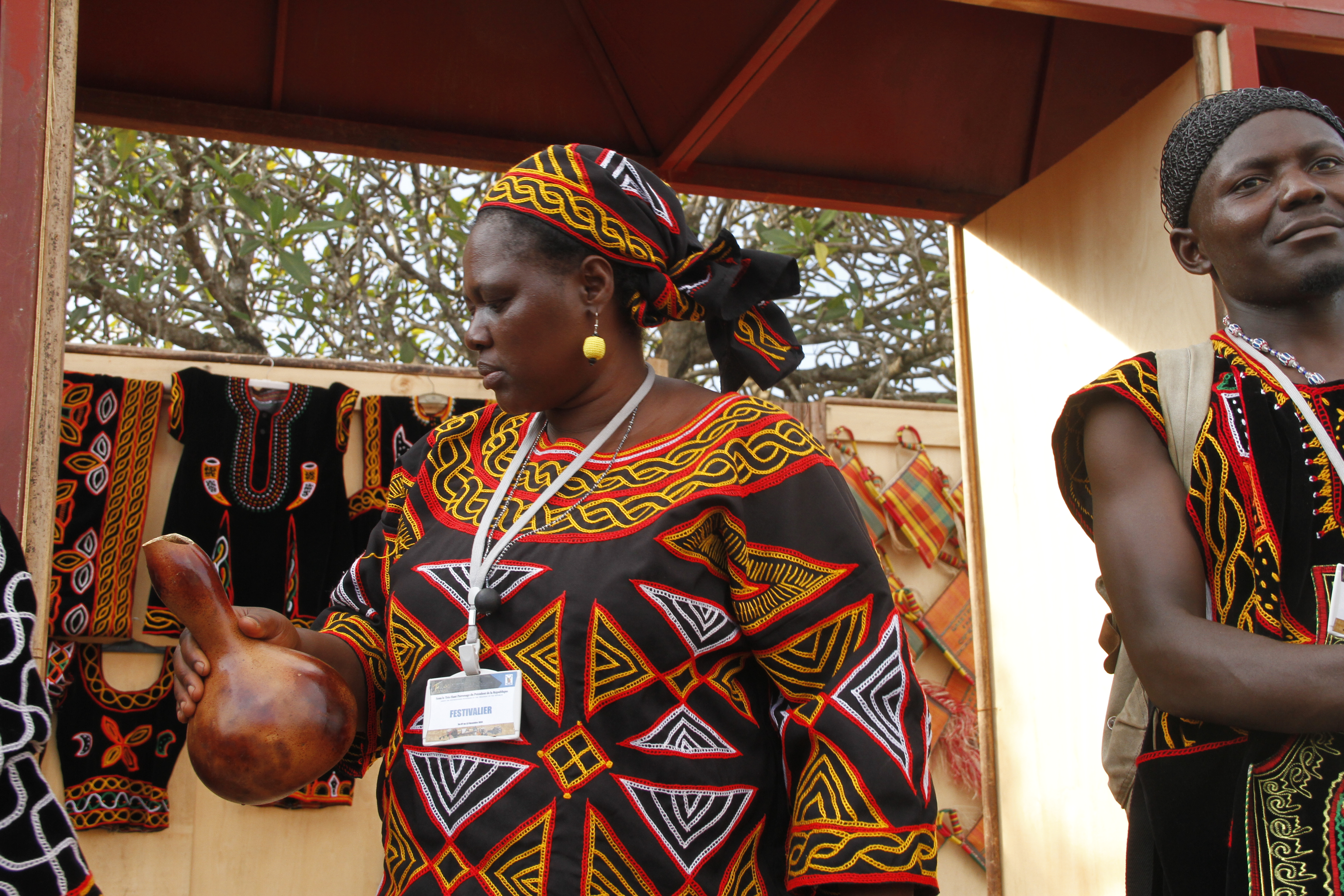
Calebasse.
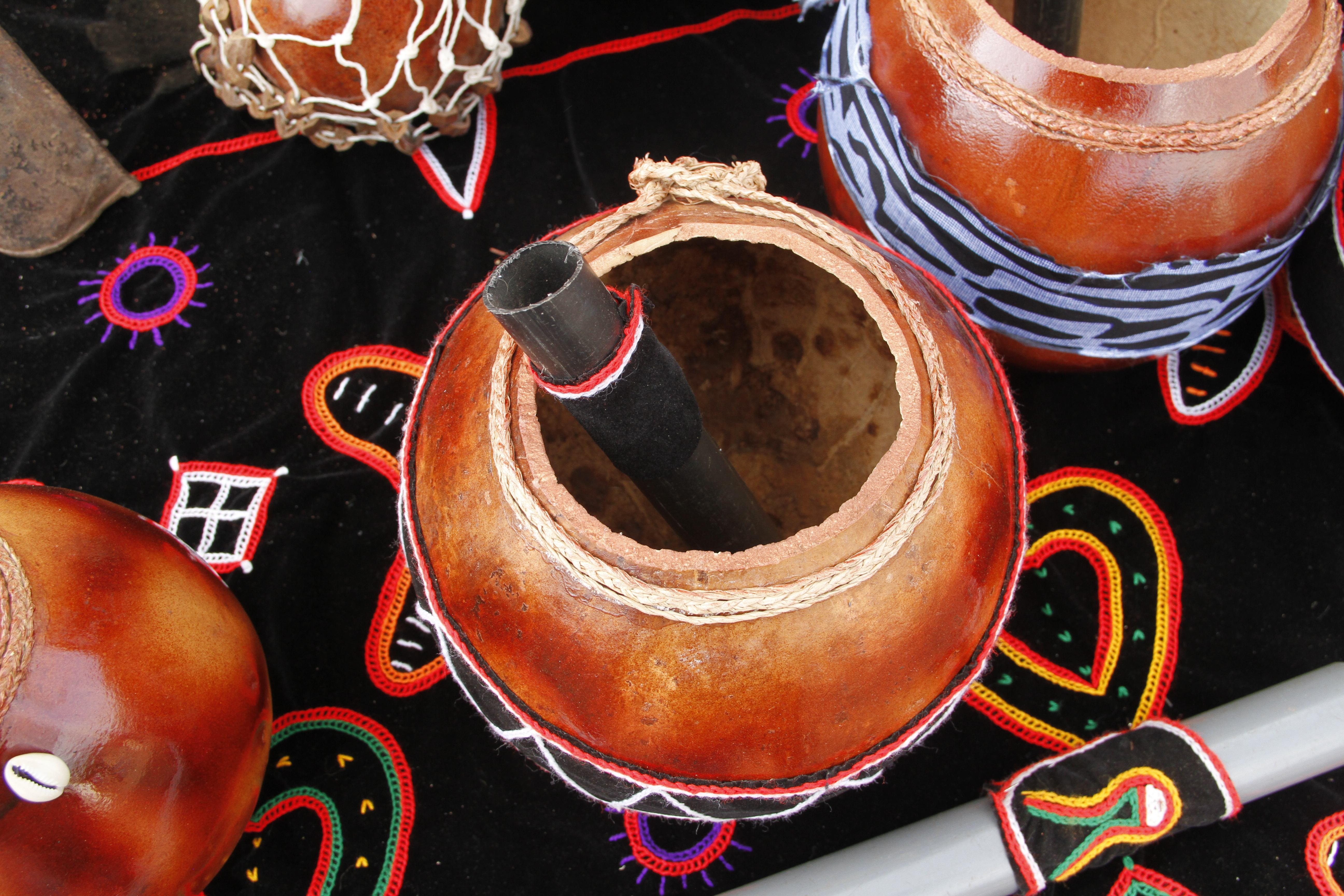
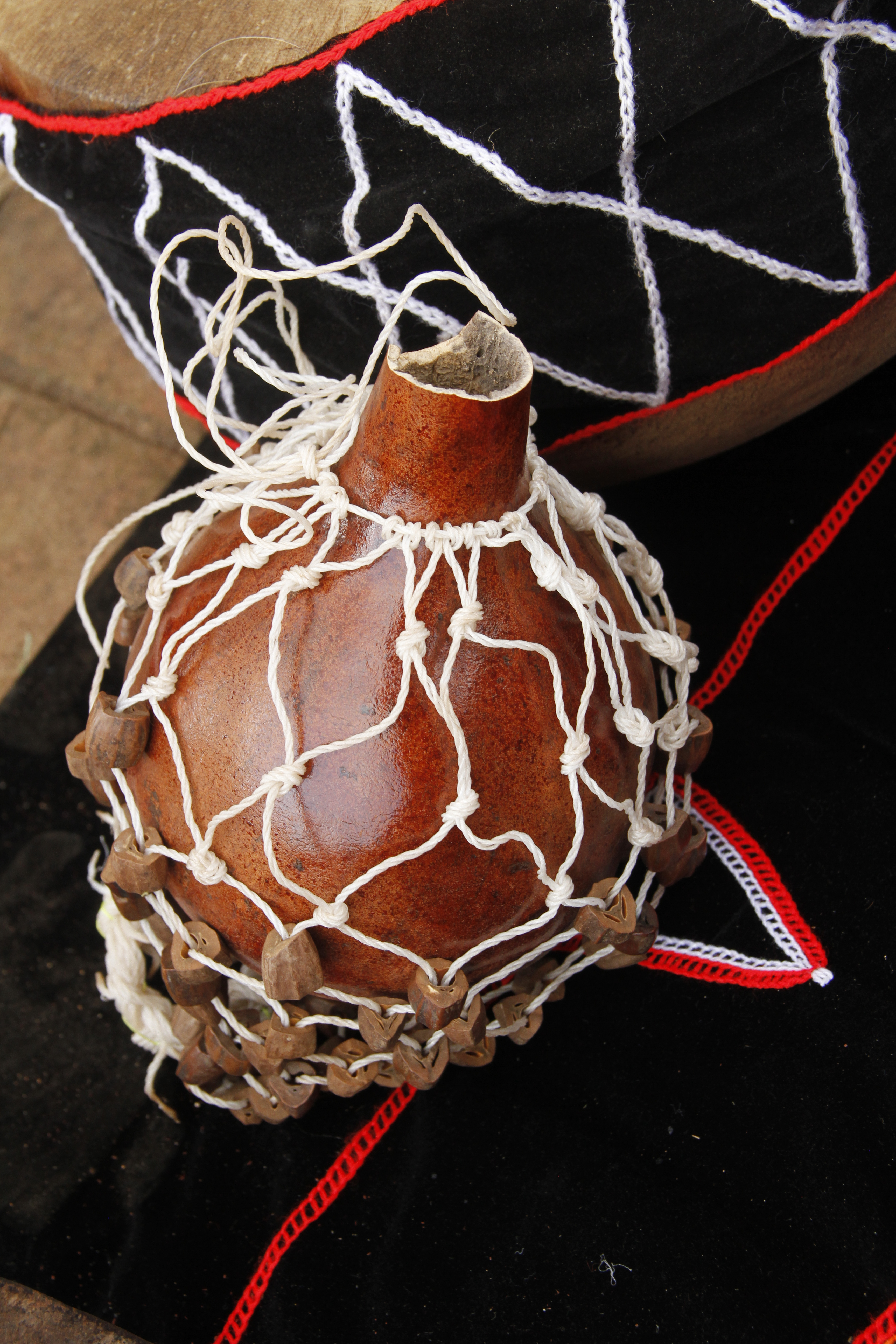
Cabaca.
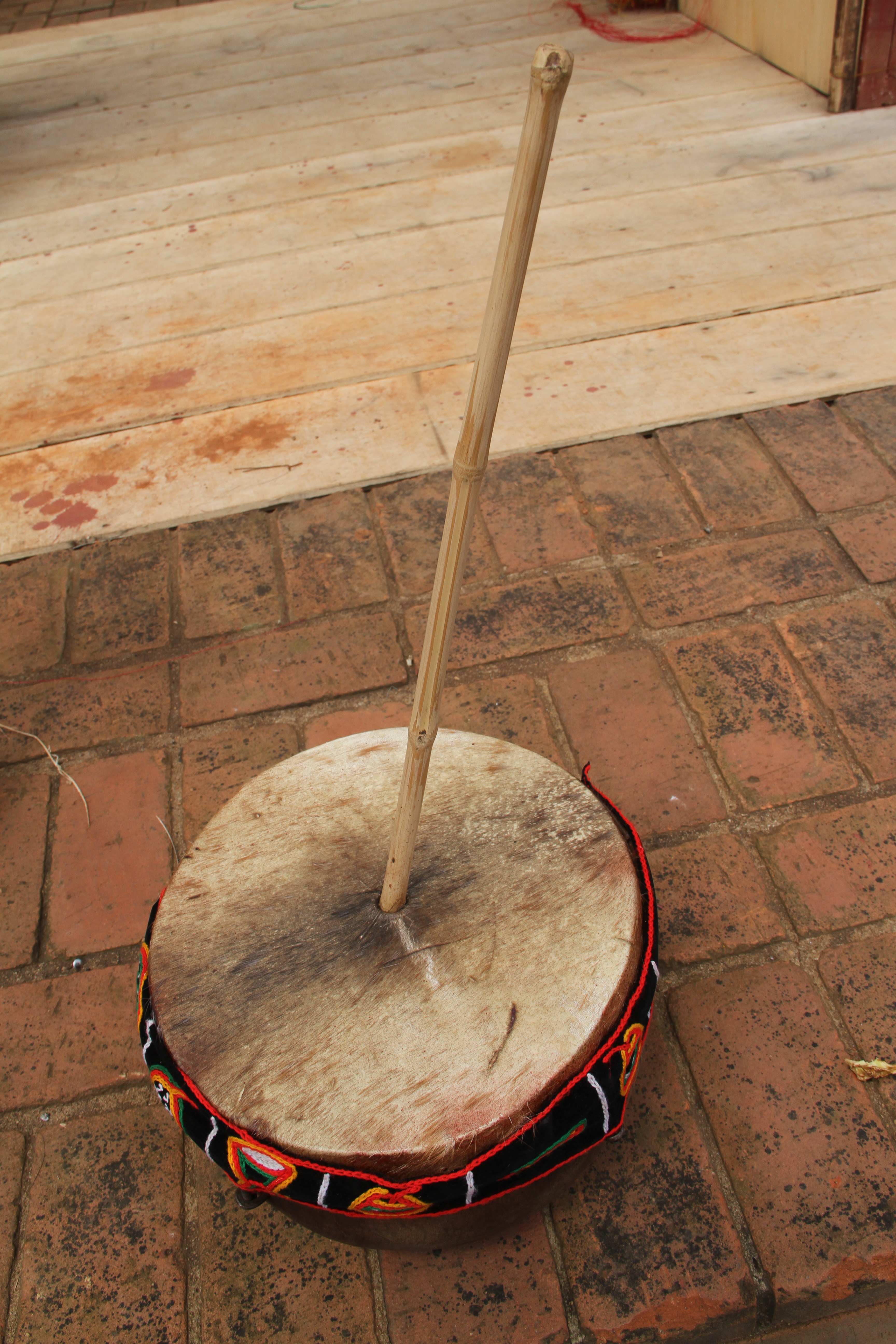
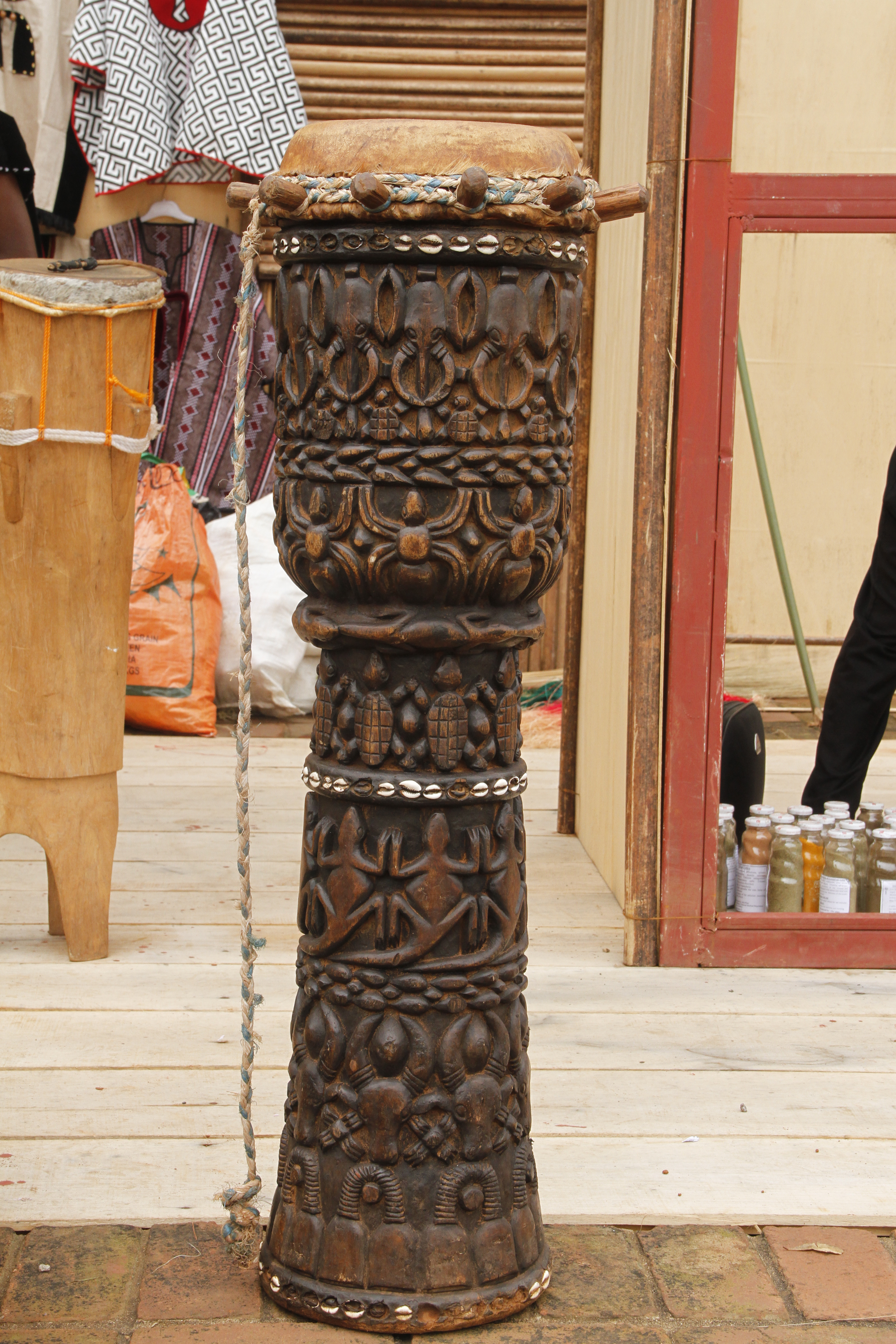
Tambour long unilatéral.
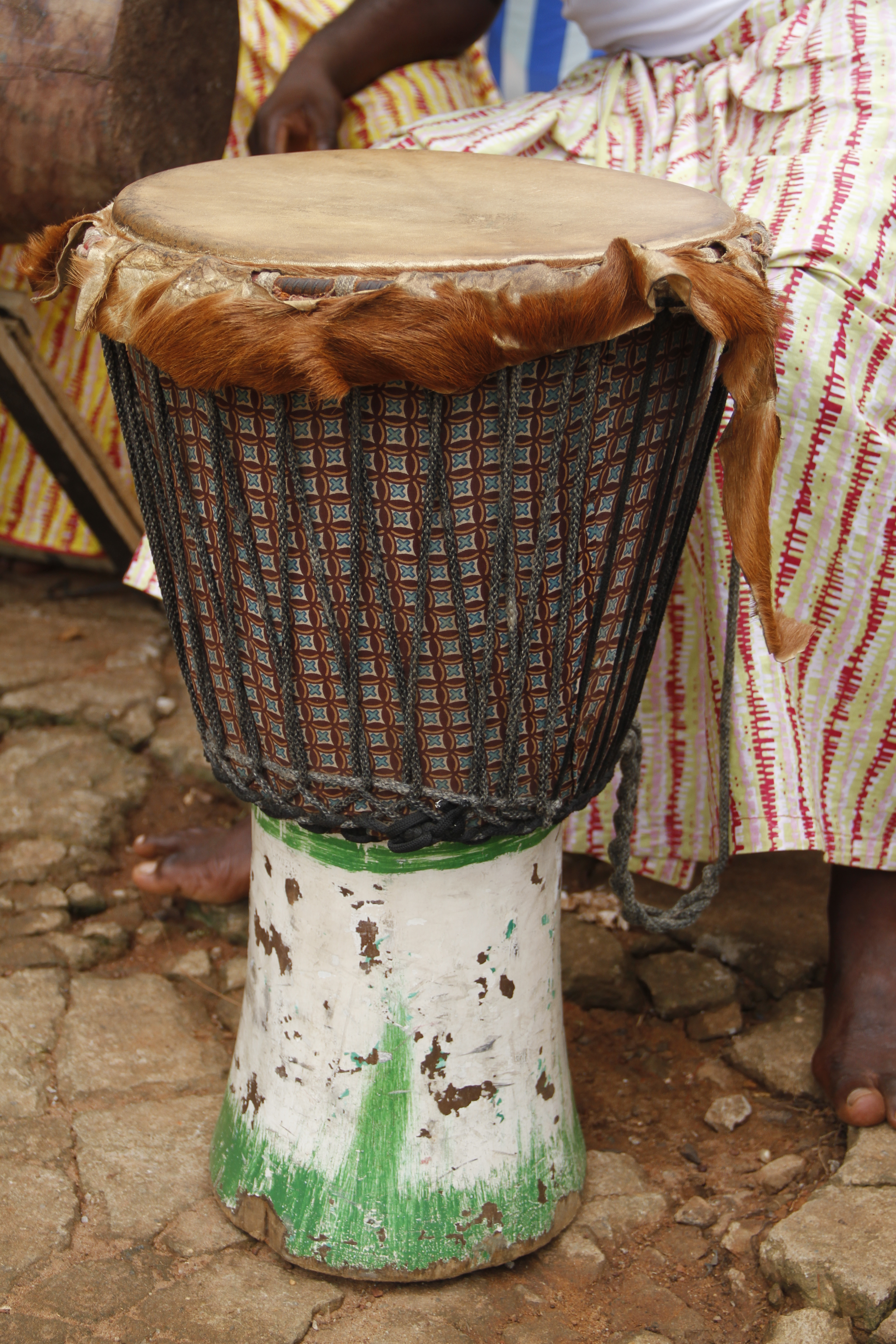
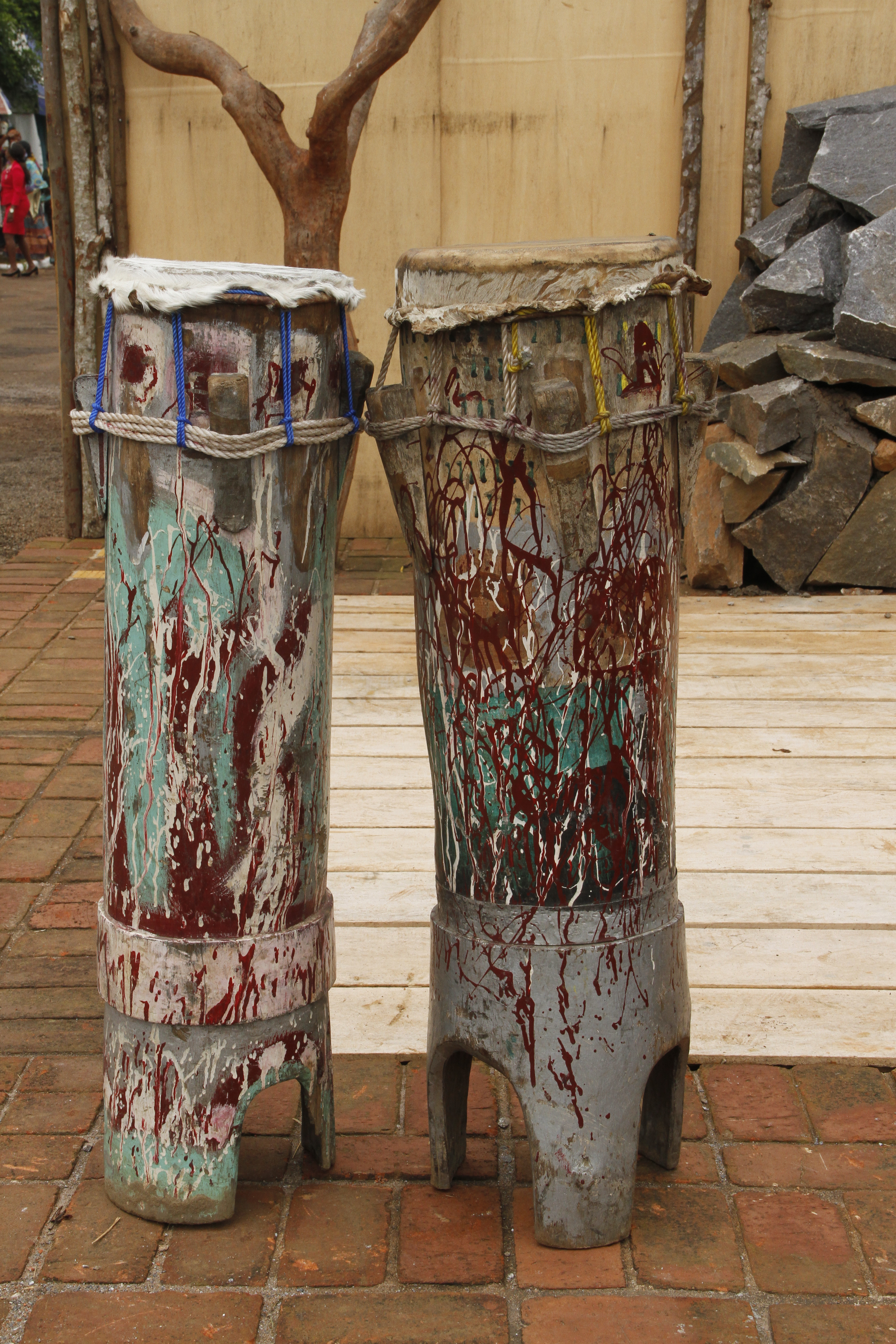
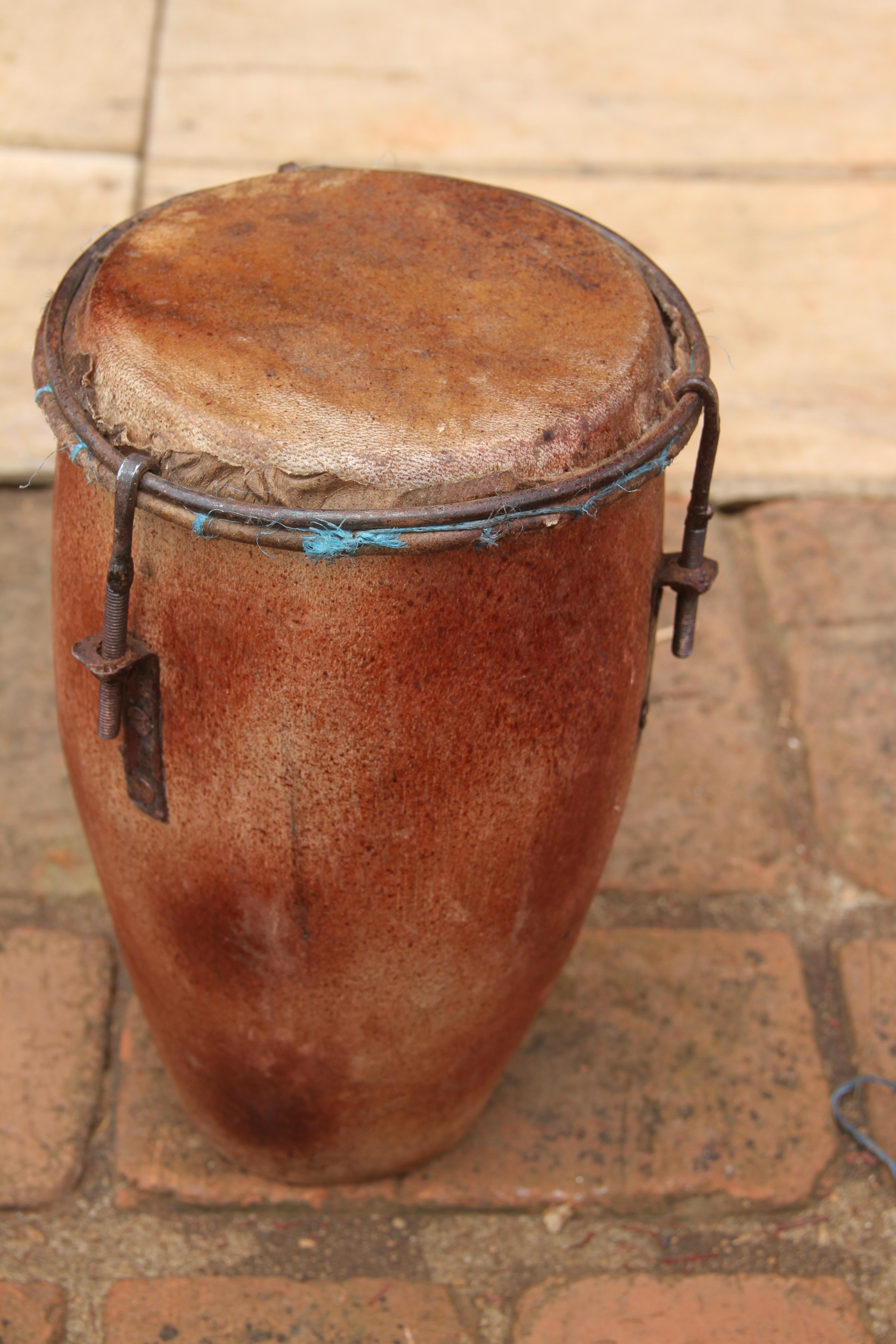
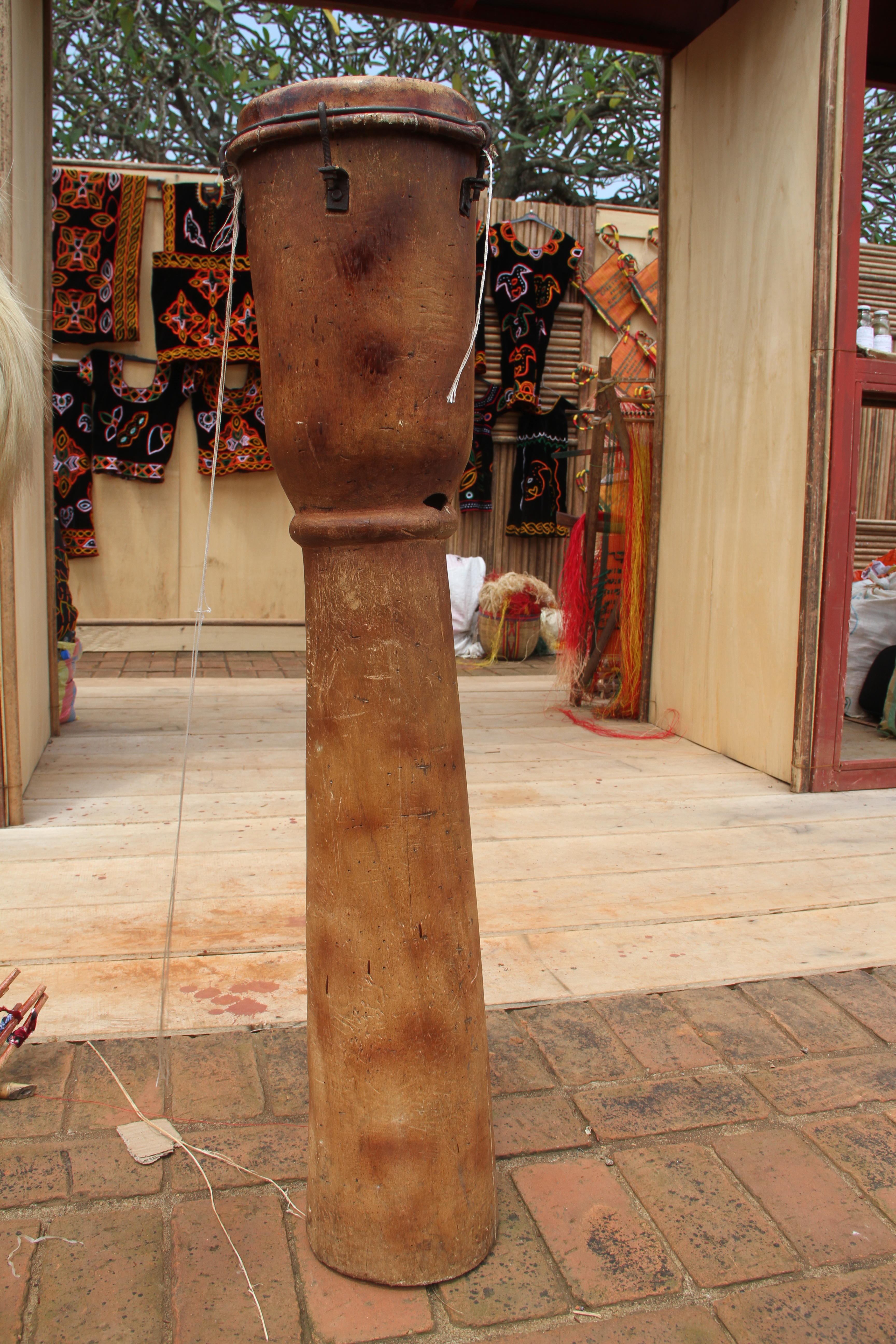
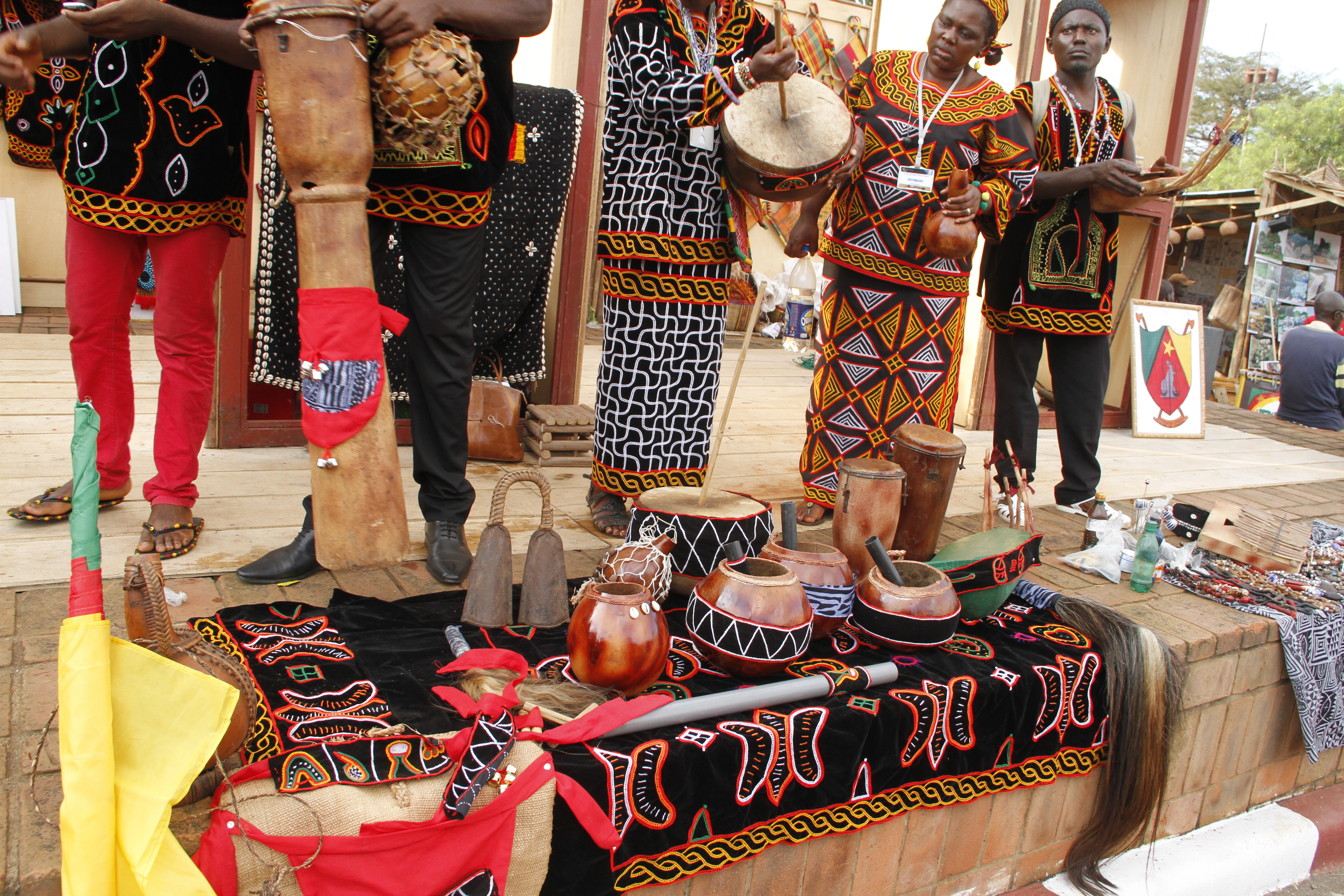
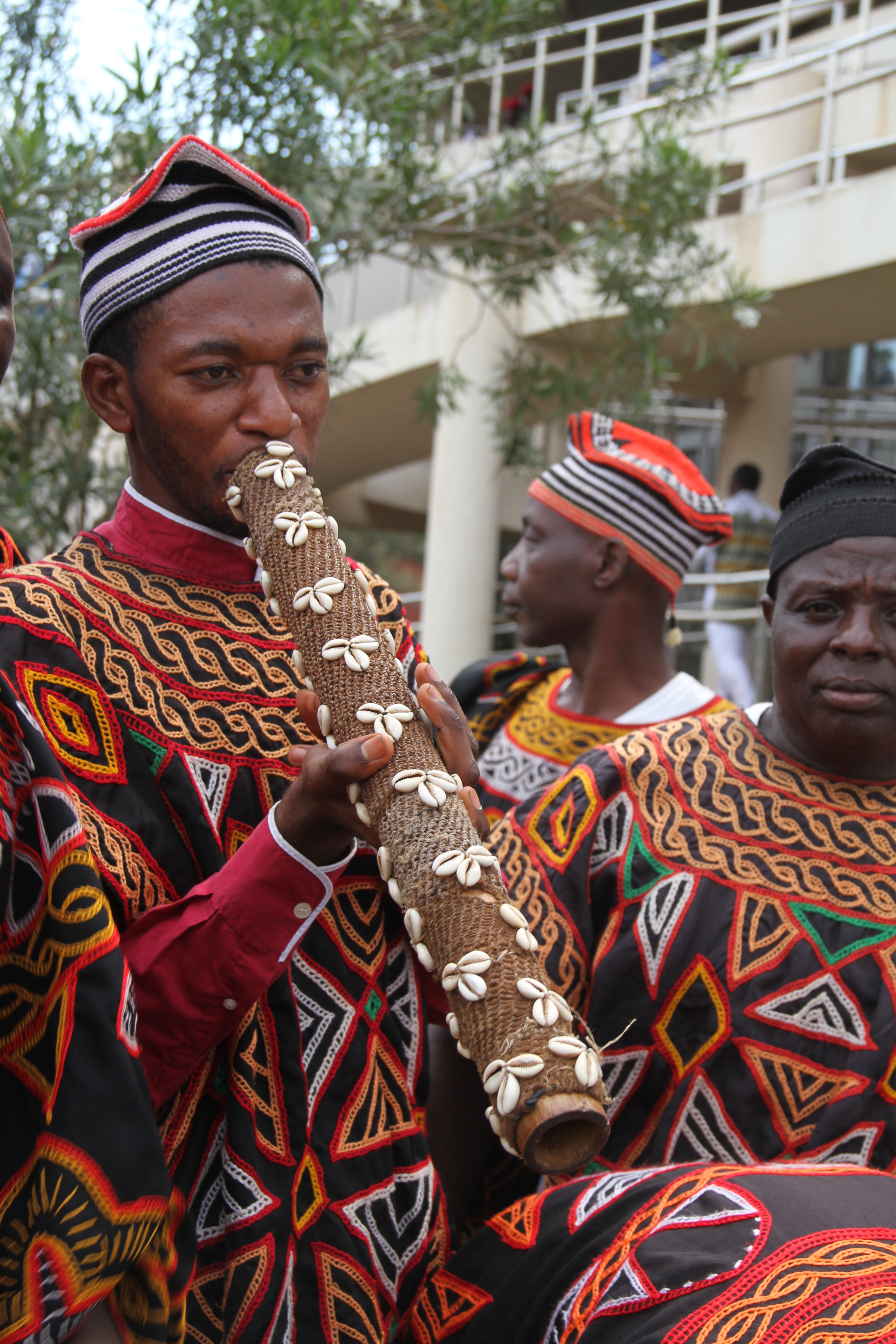
Flûte.
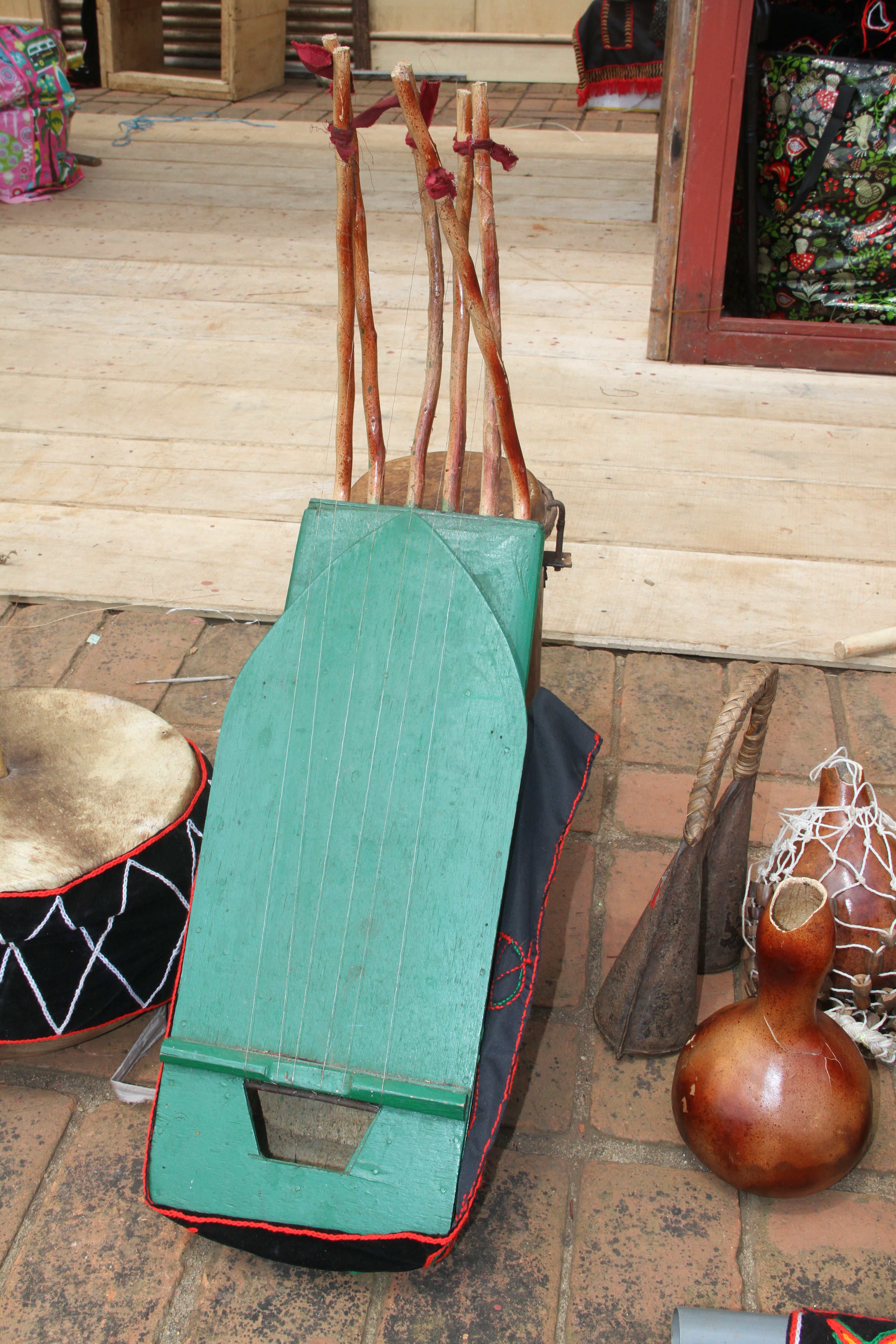
Guitare.

### Salutations royales

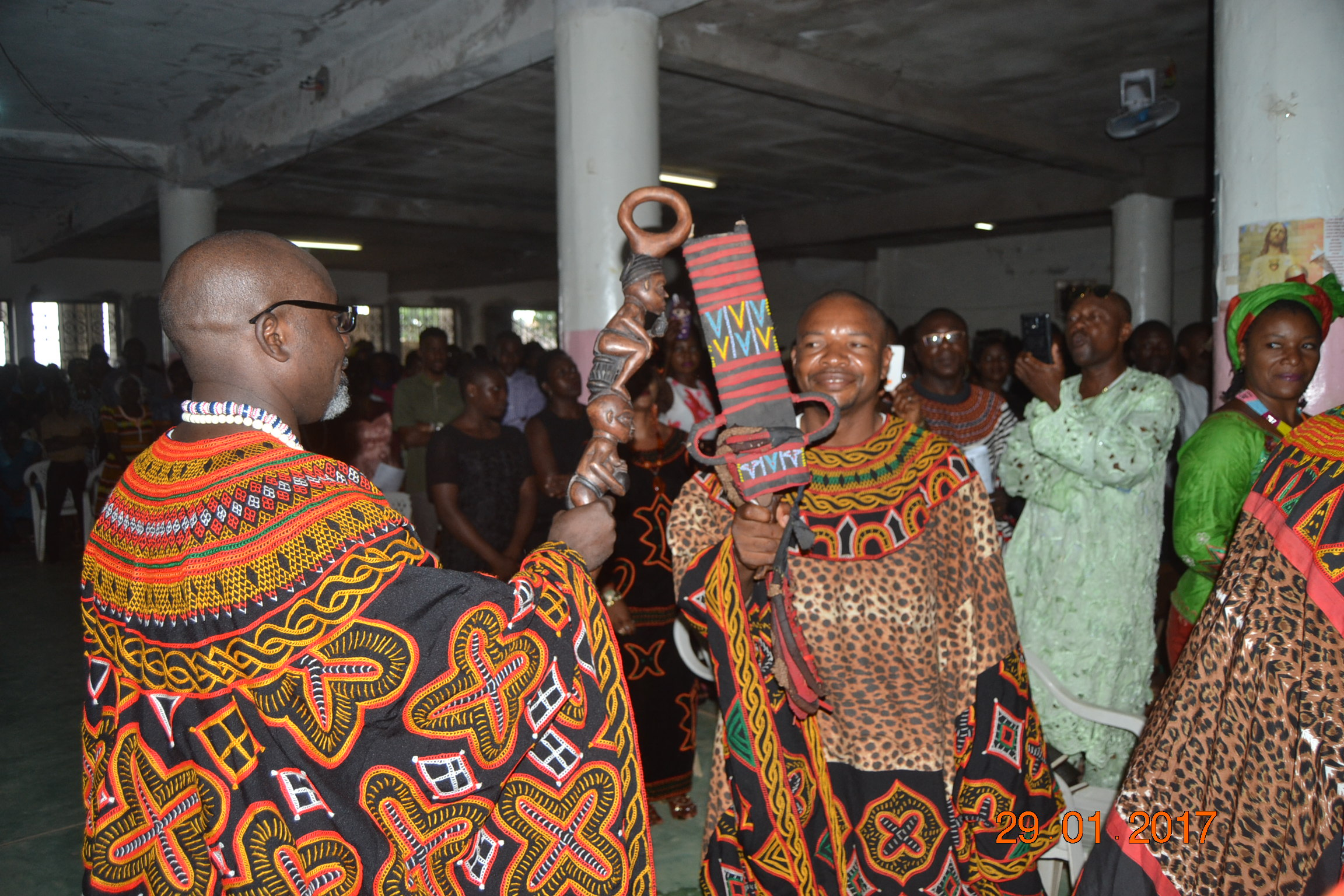
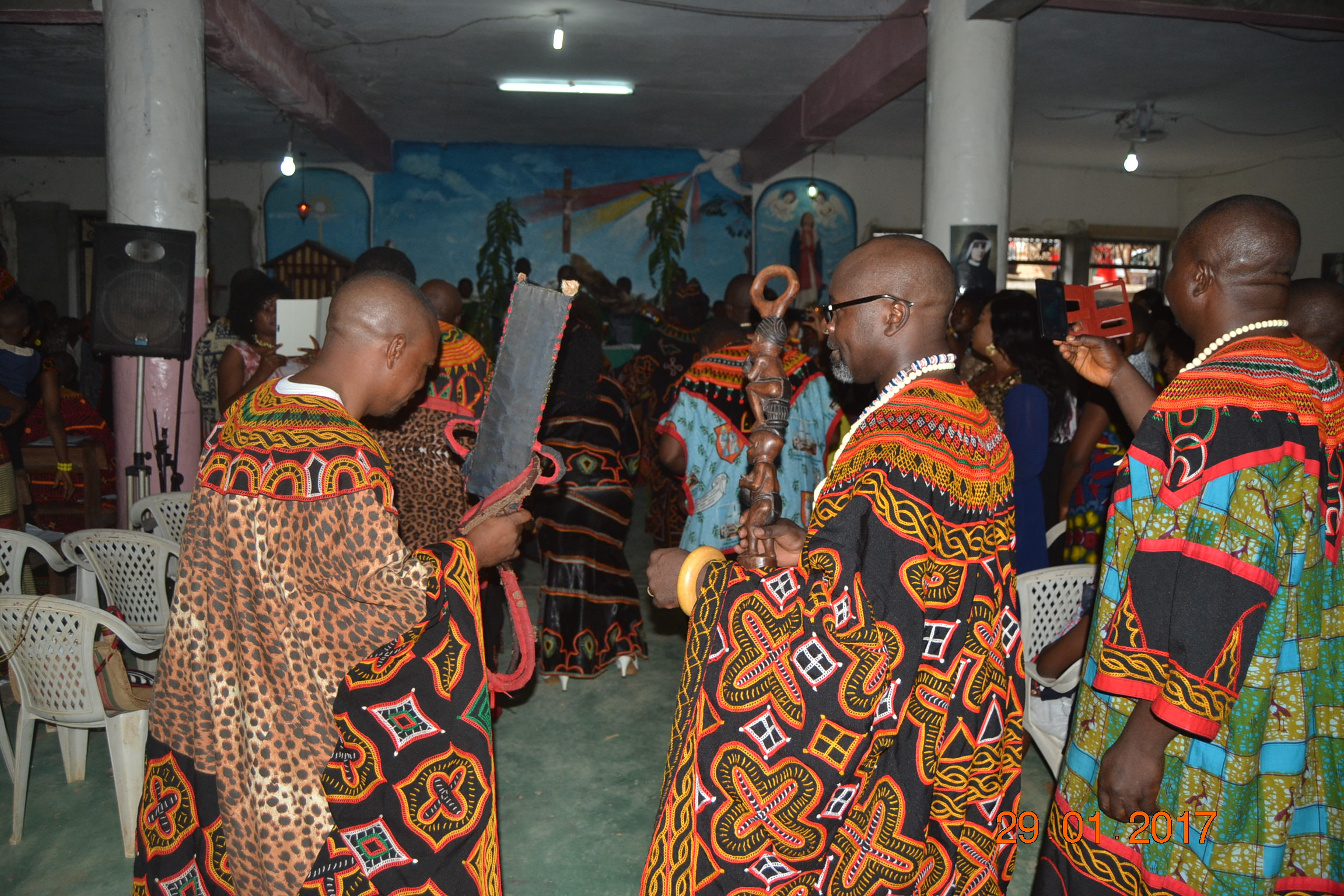